# みんなのうた放送曲一覧
みんなのうた放送曲一覧（みんなのうたほうそうきょくいちらん）は、NHKの音楽番組『みんなのうた』で紹介された楽曲名を五十音順にリスト化したものである。曲名の太文字は5分間1曲枠の楽曲（ロングのうた）。
| 目次 | 目次 | 目次 | 目次 | 目次 | 目次 | 目次 | 目次 | 目次 | 目次 | 目次 |
| ---- | ---- | ---- | ---- | ---- | ---- | ---- | ---- | ---- | ---- | ---- |
| わ   | ら   | や   | ま   | は   |      | な   | た   | さ   | か   | あ   |
|      | り   |      | み   | ひ   |      | に   | ち   | し   | き   | い   |
| を   | る   | ゆ   | む   | ふ   |      | ぬ   | つ   | す   | く   | う   |
|      | れ   |      | め   | へ   |      | ね   | て   | せ   | け   | え   |
| ん   | ろ   | よ   | も   | ほ   |      | の   | と   | そ   | こ   | お   |

※本項では2019年 - 21年度放送の『みんなのうた　パプリカ』および2022年開始の『みんなのうた〜ひろがれ!いろとりどり』限定の楽曲は含まないものとする。

## あ行

### あ
| 曲名                                              | 歌手                                        | 映像                                 | 放送期間                                            |
| ------------------------------------------------- | ------------------------------------------- | ------------------------------------ | --------------------------------------------------- |
| ああ おかしいね                                   | 東京放送児童合唱団                          | 尾崎真吾                             | 1985年6月 - 1985年7月                               |
| A・A・B・C〜ア・ア・ビ・チ〜                      | 弘田三枝子                                  | 中原収一                             | 1965年4月 - 1965年5月                               |
| 愛がお仕事                                        | 渡辺美里                                    | 南家こうじ                           | 2022年8月 - 2022年9月                               |
| あいこでしょ                                      | 工藤夕貴 ひばり児童合唱団                   | 渡辺三千成 （旭プロダクション）      | 1988年8月 - 1988年9月                               |
| アイスクリームの歌                                | 天地総子                                    | 中原収一                             | 1962年6月 - 1962年7月                               |
| 愛だったんだよ                                    | 玉置浩二                                    | 古川タク 実写                        | 1998年8月 - 1998年9月                               |
| 愛w君（アイダブリュー）                           | スカイピース                                | くろやなぎてっぺい 佐々木俊 山道貴太 | 2020年12月 - 2021年1月                              |
| あいつ                                            | デューク・エイセス                          | 野田修一郎 現代制作集団              | 1970年2月 - 1970年3月                               |
| あいつのハンググライダー                          | 西島三重子                                  | 黒井健                               | 1987年6月 - 1987年7月                               |
| 会いにいくの。                                    | 篠原ともえ                                  | 小堤一明                             | 1998年8月 - 1998年9月                               |
| 愛のかたち                                        | 鴉鷺                                        | 実写                                 | 1980年12月 - 1981年1月                              |
| 愛の旅立ち                                        | 冴木杏奈                                    | 大井文雄                             | 1989年12月 - 1990年1月                              |
| I.m.（アイム）                                    | ロザリーナ                                  | FIXION                               | 2019年8月 - 2019年9月                               |
| I'm here with you 〜アイム・ヒア・ウィズ・ユー〜  | 遊佐未森                                    | 堀口忠彦                             | 2009年6月 - 2009年7月                               |
| I♥×××（アイ・ラヴ）                               | 大塚愛                                      | 保谷瑠美子                           | 2010年8月 - 2010年9月                               |
| アイ ラブ トーフ                                  | 小金沢昇司                                  | 葛岡博                               | 1994年6月 - 1994年7月                               |
| アイルランドの子守唄                              | ペギー葉山 ボーチェアンジェリカ             | スタジオ実写                         | 1962年8月 - 1962年9月                               |
| 愛を着て                                          | コレサワ                                    | 古山俊輔                             | 2021年2月 - 2021年3月                               |
| 青い空の歌                                        | ボニージャックス                            | スタジオ実写                         | 1963年10月 - 1963年11月                             |
| 青い童話                                          | 千秋                                        | 酒井駒子                             | 2001年10月 - 2001年11月                             |
| 青い芽                                            | 杉並児童合唱団                              | 実写                                 | 1969年3月                                           |
| アオゾラ                                          | 吉本佳代                                    | 南家こうじ                           | 2005年6月 - 2005年7月                               |
| 青空とタップダンス                                | 榊原郁恵                                    | 大井文雄                             | 1988年8月 - 1988年9月                               |
| 青空のポルカ                                      | 東京放送児童合唱団                          | 実写                                 | 1965年10月                                          |
| 青天井のクラウン                                  | ソウル・フラワー・ユニオン                  | 下條ユリ-CWC 毛利厚                  | 1998年12月 - 1999年1月                              |
| 赤い糸                                            | 芹洋子                                      | 実写                                 | 1985年10月 - 1985年11月                             |
| 赤い河の谷間                                      | 弘田三枝子 東京放送児童合唱団               | 木馬座                               | 1963年4月 - 1963年5月                               |
| 赤いサラファン                                    | 研ナオコ                                    | 高橋克雄 東中STUDIO                  | 1984年12月 - 1985年1月                              |
| 赤い自転車                                        | 花*花                                       | 藤野禎子 岡田誠司                    | 1999年4月 - 1999年5月                               |
| 赤い花白い花                                      | ビッキーズ                                  | 林静一                               | 1976年12月 - 1977年1月                              |
| 赤い風船                                          | 百田夏菜子（ももいろクローバーZ）           | 森田志穂                             | 2022年10月 - 2022年11月                             |
| 赤い帽子                                          | 下成佐登子                                  | ほんだゆきお                         | 1984年10月 - 1984年11月                             |
| 赤い星 青い星 〜天文カラットの星から〜            | 由紀さおり                                  | 西内としお                           | 1995年6月 - 1995年7月                               |
| 赤い山青い山白い山 （北海道地方のわらべ歌）       | 小柳ルミ子                                  | 林静一                               | 1974年10月 - 1974年11月                             |
| 赤鬼と青鬼のタンゴ                                | 尾藤イサオ                                  | ひこねのりお                         | 1977年12月 - 1978年1月 1984年12月 - 1985年1月       |
| 証（あかし）                                      | flumpool                                    | 小野修                               | 2011年8月 - 2011年9月                               |
| 赤ちゃん                                          | 堀江美都子                                  | 田中ケイコ                           | 1995年6月 - 1995年7月                               |
| 赤とんぼ                                          | 東京放送児童合唱団                          | 谷内六郎                             | 1965年10月 - 1965年11月                             |
| 赤鼻のトナカイ                                    | ペギー葉山 東京放送児童合唱団               | 久里洋二                             | 1961年12月 - 1962年1月                              |
| 秋唄                                              | 大江千里                                    | 金丸雅代                             | 1998年10月 - 1998年11月                             |
| 秋風にのせて                                      | 大和田りつこ 岡崎裕美                       | 秋本満夫                             | 1993年10月 - 1993年11月                             |
| 秋風のプロムナード                                | やまさわ文桜                                | 実写                                 | 1995年10月 - 1995年11月                             |
| アキストゼネコ                                    | アキストゼニコ!                             | 大槻孝志 DJよっしー（振り付け）      | 2001年4月 - 2001年5月                               |
| 秋物語                                            | 尾崎紀世彦                                  | 古川タク                             | 1977年10月 - 1977年11月 1984年10月 - 1984年11月     |
| あくび猫                                          | 羊毛とおはな                                | 丸山もゝ子 秋穂範子                  | 2010年2月 - 2010年3月                               |
| あくびのむこうにとびだそう                        | 西六郷少年少女合唱団                        | 古川タク                             | 1970年4月 - 1970年5月                               |
| 朝いちばん早いのは                                | ボニージャックス                            | 中原収一                             | 1964年10月 - 1964年11月                             |
| あさ おきたん                                     | 少年少女合唱団みずうみ                      | 南家こうじ                           | 1982年4月 - 1982年5月                               |
| あさな ゆうな                                     | 城南海                                      | 高橋三千男 井上雪子                  | 2009年8月 - 2009年9月                               |
| 朝のリフトで                                      | ダークダックス                              | 実写                                 | 1982年2月 - 1982年3月                               |
| 足跡                                              | Little Glee Monster                         | 森野和馬                             | 2020年8月 - 2020年9月                               |
| あした                                            | 倍賞千恵子                                  | 吉良敬三                             | 1992年2月 - 1992年3月                               |
| あした会おうね                                    | 乙三.                                       | 西岸良平 Office TENE                 | 2008年10月 - 2008年11月                             |
| あしたに賭ける数え歌                              | 坂本九                                      | 松本光平                             | 1969年12月 - 1970年1月                              |
| あしたは元気 〜More Music!〜                      | 芳本美代子                                  | 実写                                 | 1989年2月 - 1989年3月                               |
| あじさい                                          | 太田裕美                                    | 実写                                 | 1977年6月 - 1977年7月                               |
| アジのひらきの三度笠                              | 山下ひろみ                                  | 倉橋達治                             | 1998年4月 - 1998年5月                               |
| アスタ・ルエゴ 〜さよなら月の猫〜                 | 研ナオコ                                    | 福島治                               | 1977年2月 - 1977年3月                               |
| あすなろ                                          | 真理ヨシコ                                  | 木馬座                               | 1962年6月 - 1962年7月                               |
| アスナロウの木                                    | 気仙沼市立大島小学校5－6年生 団塊の世代の唄 | 実写                                 | 2014年8月 - 2014年9月                               |
| あそぼうよ                                        | ピンキーとキラーズ                          | 久里洋二                             | 1969年6月 - 1969年7月                               |
| あだなのうた                                      | スリーグレイセス                            | FEC                                  | 1968年10月 - 1968年11月                             |
| アッコちゃんの子守歌                              | 加山雄三                                    | 実写                                 | 1972年12月 - 1973年1月                              |
| あっ そうか!                                      | 玉井邦彦 泉朱子                             | 吉良敬三                             | 1986年4月 - 1986年5月                               |
| あったらいいなぁ                                  | ハーフムーン                                | 実写                                 | 1995年6月 - 1995年7月                               |
| アップアップアップリケ                            | ダークダックス                              | 中原収一                             | 1962年8月 - 1962年9月                               |
| アップル パップル プリンセス                      | 竹内まりや                                  | 若井丈児                             | 1981年12月 - 1982年1月                              |
| 渥美地方の子守唄                                  | 由紀さおり                                  | 実写                                 | 1981年8月 - 1981年9月                               |
| あなたがすき                                      | 大地真央                                    | 大井文雄                             | 2009年4月 - 2009年5月                               |
| あなたが見える                                    | TEA FOR THREE                               | 中島潔                               | 1997年2月 - 1997年3月                               |
| あなたがどこかで                                  | 安全地帯                                    | 加藤隆                               | 2022年6月 - 2022年7月                               |
| あなたの声                                        | 上白石萌音                                  | 大湊良蔵                             | 2017年10月 - 2017年11月                             |
| アニバースデー                                    | スキマスイッチ                              | オタミラムズ                         | 2023年6月 - 2023年7月                               |
| あの踊りの輪の中に （ロシア民謡、コロブチカより） | ヤング101                                   | コロスケ                             | 1973年10月 - 1973年11月                             |
| あの雲にのろう                                    | 深町純                                      | 実写                                 | 1973年4月 - 1973年5月                               |
| あの頃のなみだは                                  | 長山洋子                                    | 林静一                               | 1997年4月 - 1997年5月                               |
| あのね                                            | 森山良子                                    | 実写                                 | 1975年8月 - 1975年9月                               |
| あのね 〜青色の傘〜                               | Rie&Qoonie                                  | 杉崎貴史                             | 2012年12月 - 2013年1月                              |
| あの橋わたれ                                      | 橋幸夫                                      | 永島慎二                             | 1986年4月 - 1986年5月                               |
| アヒルと少女                                      | 小鳩くるみ                                  | 佃公彦                               | 1986年2月 - 1986年3月                               |
| アヒルの行列                                      | ザ・シャデラックス 東京荒川少年合唱隊       | 福島治次                             | 1972年10月 - 1972年11月                             |
| アビニョンの橋で                                  | 東京放送児童合唱団                          | 中原収一                             | 1970年10月 - 1970年11月                             |
| アフターマン                                      | 岡村明美                                    | 菊田武勝                             | 1994年10月 - 1994年11月                             |
| あふれる若さ                                      | 西六郷少年少女合唱団                        | 実写                                 | 1966年5月                                           |
| アマリリス                                        | 弘田三枝子 シンギング・エンジェルズ         | 久里洋二                             | 1968年2月 - 1968年3月                               |
| 雨上がり                                          | Kitri                                       | 田中麻記子                           | 2019年12月 ‐ 2020年1月                              |
| 雨が空から降れば                                  | 小室等                                      | 大井文雄                             | 1976年10月 - 1976年11月                             |
| 雨が降っても                                      | スリー・グレイセス                          | 不明                                 | 1964年10月 - 1964年11月                             |
| 天地の声                                          | 新妻聖子                                    | 中原恵一郎                           | 2017年6月 - 2017年7月                               |
| 雨のちスペシャル                                  | 國府田マリ子                                | 大井文雄                             | 1997年10月 - 1997年11月                             |
| 雨のてん・てん                                    | 河合奈保子                                  | 林静一                               | 1985年6月 - 1985年7月                               |
| 雨の遊園地                                        | 中尾ミエ                                    | 谷内六郎                             | 1963年2月 - 1963年3月                               |
| ありがとう                                        | 宇都美慶子                                  | 南家こうじ                           | 1995年2月 - 1995年3月                               |
| ありがとう                                        | レミオロメン                                | 坂井治                               | 2010年2月 - 2010年3月                               |
| ありがとう〜こころのバラ〜                        | マイク眞木                                  | 木下洋子                             | 2006年8月-2006年9月                                 |
| ありがとう・さようなら                            | 中井貴一 吉田直子                           | 実写                                 | 1985年2月 - 1985年3月                               |
| ありがとサンキュ〜                                | イクエ&カケロマンズ                         | キリ&タツ&ロミイ                     | 2004年6月 - 2004年7月                               |
| アリスの季節                                      | 沢田知可子                                  | 芝山努                               | 1988年4月 - 1988年5月                               |
| ありんことひまわり                                | yoko                                        | 富永まい                             | 2003年6月 - 2003年7月                               |
| 歩いて行こう                                      | ジャッケルス                                | 実写                                 | 1971年12月 - 1972年1月                              |
| あるいテコテコ                                    | GReeeeN                                     | しろいあや                           | 2016年10月 - 2016年11月                             |
| 歩いてみっか!                                     | 所ジョージ 長野信一                         | ポリゴン・ピクチュアズ               | 1999年12月 - 2000年1月                              |
| アルプス一万尺                                    | 東京少年少女合唱団                          | 実写                                 | 1962年8月                                           |
| アルプスの谷間                                    | 西六郷少年少女合唱団                        | 実写                                 | 1964年1月                                           |
| アロハえだまめ                                    | ハル&チッチ歌族                             | カマタタカシ 竹島トシキ              | 2008年8月 - 2008年9月                               |
| Aloha You〜きずな〜                               | Manoa DNA                                   | 鈴木哲 池ケ谷愛                      | 2010年4月 - 2010年5月                               |
| あわて床屋                                        | ボニージャックス                            | かかし座[#1] 久里洋二[#2]            | 1961年4月 - 1961年5月[#1] 1966年4月 - 1966年5月[#2] |
| 阿波のおはなし                                    | 徳島少年少女合唱団                          | 実写                                 | 1971年6月 - 1971年7月                               |
| あんぐりー・ブギ                                  | 東京少年少女合唱団                          | 月岡貞夫                             | 1982年8月 - 1982年9月                               |
| あんまりみどりがあかるいから                      | ひばり児童合唱団                            | 実写                                 | 1968年5月                                           |

### い
| 曲名                              | 歌手                                      | 映像                            | 放送期間                |
| --------------------------------- | ----------------------------------------- | ------------------------------- | ----------------------- |
| いいネ!!                          | 太田貴子 曽根洋介 宮川優子                | 実写                            | 1996年4月 - 1996年5月   |
| いいやつみつけた                  | ダークダックス                            | 柳原良平 亀井武彦               | 1965年6月 - 1965年7月   |
| E-WaH-OH                          | THE VOICE OF JAPAN                        | 実写（合成）                    | 1997年12月 - 1998年1月  |
| YES,YOU                           | レイコヤマハタ                            | 田中ケイコ                      | 2000年2月 - 2000年3月   |
| いかつり唄                        | 五木ひろし                                | 実写                            | 1975年2月 - 1975年3月   |
| いかりを上げて                    | 東京マイスタージンガー 東京放送児童合唱団 | 実写                            | 1964年7月               |
| イサレイ 〜フィジーの別れのうた〜 | スリーグレイセス 東京少年少女合唱隊       | 実写                            | 1969年12月 - 1970年1月  |
| 以心伝心しよう                    | 大城光恵                                  | 古川タク                        | 1993年6月 - 1993年7月   |
| いじわる天気                      | BaBe                                      | 前田昭                          | 1987年8月 - 1987年9月   |
| いずみのほとり                    | ボニージャックス                          | 実写                            | 1961年8月 - 1961年9月   |
| いたずラッコ                      | 水森亜土                                  | 実写（撮影地 三重県鳥羽水族館） | 1986年6月 - 1986年7月   |
| 一円玉の旅がらす                  | 晴山さおり                                | 西村緋祿司                      | 1990年2月 - 1990年3月   |
| 苺の花嫁さん                      | 麻呂 クニ河内                             | 林静一                          | 1977年6月 - 1977年7月   |
| 一、二、三、…                     | 楠トシエ                                  | 久里洋二                        | 1962年8月 - 1962年9月   |
| 一日の終わり                      | 東京少年少女合唱団                        | 木馬座                          | 1961年8月 - 1961年9月   |
| いちばん熱い心の歌                | 東京放送児童合唱団                        | 実写                            | 1967年7月               |
| いちばんきれいな星                | 島倉千代子                                | ほんだゆきお                    | 1989年10月 - 1989年11月 |
| 銀杏のダンス                      | 北原ミレイ                                | ほんだゆきお                    | 1991年10月 - 1991年11月 |
| 一週間                            | ボニージャックス                          | グループクレアート              | 1963年4月 - 1963年5月   |
| いつかある日                      | ハイファイセット                          | 実写                            | 1976年6月 - 1976年7月   |
| いつかどこかであなたに会った      | パル                                      | 実写                            | 1982年4月 - 1982年5月   |
| いつか見る虹〜"モルダウ"から〜    | イルカ                                    | 米田春香                        | 2008年6月 - 2008年7月   |
| いつでもどきどきしてるんだ        | 西六郷少年少女合唱団                      | 実写                            | 1969年10月 - 1969年11月 |
| いっトイレ                        | クニ河内                                  | 堀口忠彦                        | 1981年10月 - 1981年11月 |
| いつまでも旅人                    | 布施明                                    | 南家こうじ                      | 1988年12月 - 1989年1月  |
| いつもの笑顔で                    | しゅうさえこ                              | 吉良敬三                        | 1995年4月 - 1995年5月   |
| イナレオタ 〜さかだちのうた〜     | 東京少年少女合唱隊                        | FEC                             | 1969年4月 - 1969年5月   |
| いのちの記憶                      | ZABADAK                                   | 潮永光生 クモトリ               | 2013年4月 - 2013年5月   |
| 生命の話をしよう                  | ジュディ・オング                          | 実写                            | 2000年2月 - 2000年3月   |
| 祈り prayer                       | 普天間かおり                              | 実写                            | 2004年6月 - 2004年7月   |
| 今でも船長と呼ばれている船長の夜  | 菅原洋一                                  | 竹口義之                        | 1971年12月 - 1972年1月  |
| いもうとはおなかがいたいんだ      | 九重佑三子                                | 小薗江圭子                      | 1968年12月 - 1969年1月  |
| いらっしゃい                      | 倍賞千恵子                                | 細川晋                          | 2006年10月 - 2006年11月 |
| イルカ・ラ・バンバ                | 松居直美                                  | 実写                            | 1993年12月 - 1994年1月  |
| いろはまつり                      | 森みゆき ひばり児童合唱団                 | 大井文雄                        | 1987年12月 - 1988年1月  |
| いろんな木の実                    | 菅原洋一 杉並児童合唱団                   | 毛利厚                          | 1974年10月 - 1974年11月 |
| 因島想春譜                        | UFO                                       | 実写                            | 1981年2月 - 1981年3月   |

### う
| 曲名                         | 歌手                                                            | 映像                             | 放送期間                                |
| ---------------------------- | --------------------------------------------------------------- | -------------------------------- | --------------------------------------- |
| wish〜キボウ〜               | 藤田麻衣子                                                      | 荒井良二                         | 2019年2月 - 2019年3月                   |
| WINNER                       | RYTHEM                                                          | 青木純                           | 2007年10月 - 2007年11月                 |
| ウェイクアップ!パパ!         | HARCO 佐藤徳之丞                                                | きたやまくみこ                   | 2015年6月 - 2015年7月                   |
| 牛飼いのヨーデル             | ビクター少年合唱隊                                              | 実写                             | 1967年6月 - 1967年7月                   |
| うじゅ くじゅ?               | 西田ひかる                                                      | くずおかひろし 武藤ヒロシ Yoshi2 | 2001年4月 - 2001年5月                   |
| うそなんかいうもんか         | 梓みちよ                                                        | 中原収一                         | 1964年6月 - 1964年7月                   |
| 歌うよカッコウ               | 東京少年少女合唱団、東京混声合唱団[#1] 西六郷少年少女合唱団[#2] | 実写[#1]                         | 1962年5月[#1] 1965年6月[#2]             |
| 歌えばたのし                 | 東京放送児童合唱団 東京混声合唱団                               | 実写                             | 1963年5月                               |
| 歌声は風にのって             | 風 LaLa 合唱団                                                  | 成田屋 矢野健夫                  | 2012年4月 - 2012年5月                   |
| 歌声ひびけば                 | 東京少年少女合唱団[#1] 東京放送児童合唱団[#2]                   | 実写                             | 1961年6月 - 1961年7月[#1] 1965年4月[#2] |
| うたの歌                     | 池田綾子 宮本笑里（ヴァイオリン）                               | 坂井治                           | 2011年10月 - 2011年11月                 |
| うたはともだち               | 札幌こどもミュージカルグループ                                  | 実写（撮影地 北海道札幌市）      | 1992年6月 - 1992年7月                   |
| うちのネコ ぼくのネコ        | ジュディ・オング                                                | 小薗江圭子                       | 1969年8月 - 1969年9月                   |
| うちゅうのうた               | ふくざわもろ                                                    | 大井文雄                         | 1986年4月 - 1986年5月                   |
| 宇宙はたのしいフェスティバル | チェリッシュ                                                    | 古川タク                         | 1988年4月 - 1988年5月                   |
| うちゅうひこうしのうた       | 坂本真綾                                                        | 吉良敬三                         | 2003年12月 - 2004年1月                  |
| うちを建てよう               | ボニージャックス                                                | かかし座                         | 1961年8月 - 1961年9月                   |
| 美しいカハナの島             | 日野てる子                                                      | 不明                             | 1967年6月 - 1967年7月                   |
| 美しい星                     | ジェリー伊藤 ミシェル伊藤                                       | 実写                             | 1973年6月 - 1973年7月                   |
| うどんパン                   | 榊いずみ                                                        | 池亜佐美                         | 2019年12月 ‐ 2020年1月                  |
| ウマウマラーメン             | 亀丘理絵                                                        | 西内としお                       | 1991年10月 - 1991年11月                 |
| 馬のシッポ ぶたのシッポ      | 坂本九 東京放送児童合唱団                                       | 月岡貞夫                         | 1983年8月 - 1983年9月                   |
| 海の底から                   | 梓みちよ 杉並児童合唱団                                         | 実写                             | 1966年7月                               |
| 海のマーチ                   | 東京放送児童合唱団                                              | 実写                             | 1964年8月                               |
| 海は生きてる                 | 弦哲也                                                          | 実写                             | 1971年8月 - 1971年9月                   |
| 海は招く                     | 五十嵐喜芳 西六郷少年少女合唱団                                 | 実写                             | 1964年6月 - 1964年7月                   |
| 海へ来て                     | 森昌子                                                          | 南家こうじ                       | 1984年8月 - 1984年9月                   |
| 海見えるまで                 | 大阪放送児童合唱団                                              | 実写                             | 1969年2月 - 1969年3月                   |
| 海を贈ろう                   | ボニージャックス                                                | 実写                             | 1981年8月 - 1981年9月                   |
| 海を渡った鹿                 | 東京少年少女合唱隊                                              | 東君平                           | 1970年2月 - 1970年3月                   |
| ウメボシジンセイ             | ビューティフルハミングバード NHK東京児童合唱団                  | 大島亜佐子                       | 2011年12月 - 2012年1月                  |
| うるわしのやしの島           | 西六郷少年少女合唱団                                            | 実写                             | 1965年7月                               |
| うるわし春よ                 | 大阪放送児童合唱団                                              | 実写                             | 1966年3月                               |
| うんだらか うだすぽん        | ハナレグミとうんだらか楽団                                      | 多田玲子 せきやすこ              | 2017年8月 - 2017年9月                   |
| ウンパッパ                   | ペギー葉山 東京放送児童合唱団                                   | 実写                             | 1965年4月 - 1965年5月                   |

### え
| 曲名                   | 歌手                             | 映像                                    | 放送期間                |
| ---------------------- | -------------------------------- | --------------------------------------- | ----------------------- |
| 永遠のとびら           | マユミーヌ                       | 蒼山日菜 岡野正広 熱田健太郎            | 2012年10月 - 2012年11月 |
| YELL                   | いきものがかり                   | 南家こうじ                              | 2009年8月 - 2009年9月   |
| 笑顔                   | 岩崎宏美                         | 新海誠.CW                               | 2003年4月 - 2003年5月   |
| 笑顔が風にもどる瞬間   | 大内義昭 TAEKO                   | 古川タク                                | 1995年2月 - 1995年3月   |
| エガオ トッテケ!!      | サナエ                           | 実写（撮影地 東京ディズニーランドほか） | 1983年6月 - 1983年7月   |
| 笑顔に大接近           | 大阪パフォーマンスドール         | 西内としお                              | 1994年12月 - 1995年1月  |
| えがおのはな           | 上野樹里                         | 稲葉卓也                                | 2010年6月 - 2010年7月   |
| 笑顔のループ           | AAA                              | 松本弘                                  | 2018年12月 ‐ 2019年1月  |
| 駅馬車                 | 西六郷少年少女合唱団 東京メール8 | おとぎプロ                              | 1962年12月 - 1963年1月  |
| エコー〜こだまする歌〜 | NHK東京児童合唱団                | 遊佐かずしげ                            | 2018年2月 - 2018年3月   |
| エトはメリーゴーランド | 田中星児 東京放送児童合唱団      | 鈴木欽一郎                              | 1992年12月 - 1993年1月  |
| 絵はがき               | かとうれい子                     | 大桃洋祐                                | 2013年8月 - 2013年9月   |
| エプロン・ヒーロー     | 五十嵐寛之 大沢希佳              | 葛岡博                                  | 1995年10月 - 1995年11月 |
| エレファン             | 手嶌葵                           | 後藤貴志                                | 2011年10月 - 2011年11月 |
| 遠距離やろ?ウチら      | ひなの〔藤井組〕                 | 藤井組                                  | 2010年12月 - 2011年1月  |
| エントツそうじの男の子 | 小椋佳                           | 藤城清治                                | 1983年8月 - 1983年9月   |
| えんどうの花           | ひばり児童合唱団                 | 劇団ころすけ                            | 1969年4月 - 1969年5月   |
| えんぴつが一本         | 坂本九                           | 長新太 IDグループ                       | 1967年10月 - 1967年11月 |

### お
| 曲名                                  | 歌手                                                 | 映像                                                 | 放送期間                                                                      |
| ------------------------------------- | ---------------------------------------------------- | ---------------------------------------------------- | ----------------------------------------------------------------------------- |
| おいら歌舞伎のぬらりんひょん          | ひまわり屋                                           | きらけいぞう                                         | 2014年4月 - 2014年5月                                                         |
| おいらに惚れちゃ怪我するぜ!           | えなりかずき                                         | 西村緋祿司                                           | 2001年10月 - 2001年11月                                                       |
| 王様のたからもの                      | サクラメリーメン                                     | シャシャミン                                         | 2009年2月 - 2009年3月                                                         |
| お馬にのって                          | 立川澄人 東京放送児童合唱団                          | 中原収一                                             | 1965年2月 - 1965年3月                                                         |
| お江戸日本橋                          | 弘田三枝子                                           | おとぎプロ                                           | 1963年12月 - 1964年1月                                                        |
| おーい宮崎                            | 福岡市長尾児童合唱団                                 | 実写                                                 | 1970年8月 - 1970年9月                                                         |
| 大きなうた                            | 松崎しげる 東京放送児童合唱団                        | 実写                                                 | 1979年6月 - 1979年7月                                                         |
| おおきなおなか                        | CRaNE                                                | 坂井治                                               | 2016年6月 - 2016年7月                                                         |
| 大きな月                              | 森若香織                                             | 藤城清治                                             | 1999年8月 - 1999年9月                                                         |
| 大きな古時計                          | 立川清登、長門美保歌劇団児童合唱部[#1、2] 平井堅[#3] | 谷内六郎[#1] 竹口義之[#2] 塩田雅紀、スリー・ディ[#3] | 1962年6月 - 1962年7月[#1] 1973年6月 - 1973年7月[#2] 2002年8月 - 2002年9月[#3] |
| 大きなリンゴの木の下で                | ダ・カーポ                                           | 劇団影ぼうし                                         | 1989年4月 - 1989年5月                                                         |
| OK食堂                                | ガッツ石松 ポカスカジャン                            | 青木純                                               | 2015年4月 - 2015年5月                                                         |
| 大阪ヒューマンランド 〜やんか!〜      | ナニワゴスペラーズ                                   | 実写                                                 | 2002年2月 - 2002年3月                                                         |
| 大空から見れば                        | 小椋佳                                               | 実写                                                 | 1978年10月 - 1978年11月                                                       |
| おおブレネリ                          | 東京放送児童合唱団                                   | 実写                                                 | 1963年2月                                                                     |
| オー・マイ・ウインド 〜空はともだち〜 | 曽根原忠                                             | 実写                                                 | 1991年8月 - 1991年9月                                                         |
| おお牧場はみどり                      | 東京少年合唱隊                                       | 実写                                                 | 1961年4月 - 1961年5月                                                         |
| 大蓮華讃歌                            | 細川たかし                                           | 実写                                                 | 1979年8月 - 1979年9月                                                         |
| おかあさんの顔                        | ボニージャックス                                     | やなせたかし                                         | 1968年12月 - 1969年1月                                                        |
| 丘シカ地下イカ坂                      | SAKANAMON                                            | 姫田真武                                             | 2020年4月 - 2020年5月                                                         |
| オカリナの丘                          | 中尾ミエ                                             | 東君平                                               | 1963年8月 - 1963年9月                                                         |
| お元気ミーちゃん                      | 下成佐登子                                           | 実写                                                 | 1988年2月 - 1988年3月                                                         |
| お米かくれんぼ                        | バナナゼロムジカ                                     | 澤田裕太郎 スズキハルカ                              | 2017年10月 - 2017年11月                                                       |
| おこるよ!                             | 三好鉄生                                             | 堀口忠彦                                             | 1983年4月 - 1983年5月                                                         |
| お猿と鏡                              | 天地総子 フレーベル少年合唱団                        | 久里洋二                                             | 1963年10月 - 1963年11月                                                       |
| OSAMPO                                | Char                                                 | 古川タク                                             | 2006年4月 - 2006年5月                                                         |
| おじいさんの電車                      | 藤田淑子                                             | 月岡貞夫                                             | 1984年4月 - 1984年5月                                                         |
| おじいちゃんちへいこう                | 氷川きよし                                           | 南家こうじ                                           | 2016年8月 - 2016年9月                                                         |
| おじいちゃんていいな                  | 次藤基嗣                                             | 葛岡博                                               | 1988年6月 - 1988年7月                                                         |
| おじいちゃんの子守唄                  | 秋元祐治                                             | 堀口忠彦                                             | 1987年2月 - 1987年3月                                                         |
| おじいちゃんのブランコ                | 平松英子                                             | 実写                                                 | 1996年6月 - 1996年7月                                                         |
| お地蔵さんロンド                      | 友部正人 森の木児童合唱団                            | 田島征三                                             | 1981年6月 - 1981年7月                                                         |
| おしゃべりあひる                      | ひばり児童合唱団 東京マイスタージンガー              | 実写                                                 | 1966年11月                                                                    |
| おしりかじり虫                        | おしりかじり虫                                       | うるまでるび 南流石                                  | 2007年6月 - 2007年7月                                                         |
| おしりの山はエベレスト                | おしりかじり虫                                       | うるまでるび                                         | 2012年4月 - 2012年5月                                                         |
| お誕生日おめでとう                    | 椎名恵                                               | 林静一                                               | 1988年2月 - 1988年3月                                                         |
| おつかれさん                          | BEGIN                                                | くずおかひろし                                       | 2000年12月 - 2001年1月                                                        |
| お月様と影ぼうし                      | 倍賞千恵子                                           | 西村緋祿司                                           | 2014年8月 - 2014年9月                                                         |
| おつきさまのうた                      | Sinon                                                | アダチマサヒコ                                       | 2014年10月 - 2014年11月                                                       |
| お月様ライト                          | MEGAHORN                                             | moogabooga                                           | 2016年10月 - 2016年11月                                                       |
| おでんの唄                            | 荒軽人一座                                           | 柳原良平                                             | 1974年2月 - 1974年3月                                                         |
| おとうさん                            | 林あさ美                                             | 西村緋祿司                                           | 1999年12月 - 2000年1月                                                        |
| おとぎの国のBirthday                  | 酒井法子                                             | 月岡貞夫                                             | 1988年12月 - 1989年1月                                                        |
| お年玉                                | 石田ひかり                                           | 堀口忠彦                                             | 1997年12月 - 1998年1月                                                        |
| 音のシンフォニー                      | 東京放送児童合唱団                                   | 中原収一                                             | 1974年6月 - 1974年7月                                                         |
| 音の庭                                | フジファブリック                                     | 牧野惇 TECARAT                                       | 2021年10月 - 2021年11月                                                       |
| 乙女峠へ                              | 大津彰                                               | 実写                                                 | 1980年6月 - 1980年7月                                                         |
| 踊ろう楽しいポーレチケ                | 東京放送児童合唱団                                   | 実写                                                 | 1962年11月                                                                    |
| おどんが国は                          | 水前寺清子                                           | 実写                                                 | 1971年12月 - 1972年1月                                                        |
| オナカの大きな王子さま                | 川津恒一[#1] 岸部シロー[#2]                          | 岡本忠成 秦泉寺博 小前隆                             | 1975年12月 - 1976年1月[#1] 1983年2月 - 1983年3月[#2]                          |
| おなかのへるうた                      | フレーベル少年合唱団                                 | 石川雅也                                             | 1962年8月 - 1962年9月                                                         |
| お兄ちゃんずるい                      | 北本敦也                                             | 渡辺三千成                                           | 1987年10月 - 1987年11月                                                       |
| おにいちゃんになっちゃった            | 若松朋                                               | 吉良敬三                                             | 1984年2月 - 1984年3月                                                         |
| 鬼のねがい                            | 友竹正則 みすず児童合唱団                            | 久里洋二                                             | 1969年2月 - 1969年3月                                                         |
| おねえちゃん                          | 小室等                                               | 吉良敬三                                             | 1978年2月 - 1978年3月                                                         |
| おばあちゃんの宝もの                  | 川瀬美子                                             | 堀口忠彦                                             | 1989年6月 - 1989年7月                                                         |
| おばあちゃん もしかして               | 白鳥英美子 川井郁子（ヴァイオリン）                  | 林静一                                               | 2005年4月 - 2005年5月                                                         |
| おばあのお守り                        | 成底ゆう子                                           | 緒方達郎 邵雪晴                                      | 2016年2月 - 2016年3月                                                         |
| おばけでいいからはやくきて            | クリープハイプ                                       | AC部                                                 | 2018年2月 - 2018年3月                                                         |
| おばけといっしょ                      | 東京パフォーマンスドール                             | 水木しげる スタジオジュニオ                          | 1993年2月 - 1993年3月                                                         |
| オバケなんてないさ                    | 弘田三枝子                                           | 和田誠                                               | 1966年6月 - 1966年7月                                                         |
| オバケのなみだ                        | 家入レオ                                             | 横須賀令子                                           | 2016年2月 - 2016年3月                                                         |
| おはようクレヨン                      | 谷山浩子                                             | 加藤晃                                               | 1987年6月 - 1987年7月                                                         |
| おはようのうた                        | 本間絹子                                             | 太田大八                                             | 2007年8月 - 2007年9月                                                         |
| おひるねのゆりかご                    | 石田よう子                                           | スリー・ディ 高橋徹子                                | 1995年12月 - 1996年1月                                                        |
| OFF STAGE                             | 小林明子                                             | 伴田良輔                                             | 2001年8月 - 2001年9月                                                         |
| おふろのうた                          | 五百木佑野                                           | 加藤晃                                               | 1985年4月 - 1985年5月                                                         |
| おふろやさんへつれてって              | 橋爪佑太 東京放送児童合唱団                          | 葛岡博                                               | 1990年12月 - 1991年1月                                                        |
| オブラディ・オブラダ                  | フォーリーブス                                       | 田名網敬一                                           | 1974年8月 - 1974年9月                                                         |
| お弁当ばこのうた ～あなたへのお手紙～ | 半﨑美子                                             | 半崎信朗                                             | 2017年4月 - 2017年5月                                                         |
| 覚えていますか                        | 前川清                                               | 実写                                                 | 1986年2月 - 1986年3月                                                         |
| おまじない                            | 和ぬか                                               | UMNES（石黒 翔）                                     | 2024年2月 - 2024年3月                                                         |
| おまつり                              | 友竹正則 西六郷少年少女合唱団                        | 実写                                                 | 1963年10月 - 1963年11月                                                       |
| おまつり                              | 中原美紗緒 みすず児童合唱団                          | 木馬座                                               | 1961年10月 - 1961年11月                                                       |
| 思いっきり夢                          | 水島裕 かつしかAKキンダーコール                      | 福島治                                               | 1990年10月 - 1990年11月                                                       |
| 思い出・おにぎり                      | 森みゆき                                             | 林静一                                               | 1992年12月 - 1993年1月                                                        |
| 想い出に溶けながら                    | 西田ひかる                                           | 小堤一明                                             | 1995年4月 - 1995年5月                                                         |
| 想い出に話しかけてみた                | 財津和夫                                             | 古川タク                                             | 2022年2月 - 2022年3月                                                         |
| おもいでのアルバム                    | ダークダックス[#1] 芹洋子[#2]                        | 鈴木康彦                                             | 1981年2月 - 1981年3月[#1] 1982年2月 - 1982年3月[#2]                           |
| 想い出のグリーングラス                | 上條恒彦 東京放送児童合唱団                          | 竹口義之                                             | 1974年8月 - 1974年9月                                                         |
| 想い出の人                            | ザ・ブレッスンフォー                                 | 実写                                                 | 1979年10月 - 1979年11月                                                       |
| 想い出まつり                          | 麻生深雪                                             | 実写                                                 | 1992年8月 - 1992年9月                                                         |
| 親知らず                              | 関取花                                               | 夏川憲介                                             | 2018年4月 - 2018年5月                                                         |
| おやすみ                              | 岩谷ホタル                                           | いりやまさとし 高橋竜輝                              | 2011年6月 - 2011年7月                                                         |
| お山の大将                            | 立川澄登 ひばりヶ丘少年少女合唱団                    | 根本進                                               | 1967年6月 - 1967年7月                                                         |
| オランガタン                          | 惣領泰則 ジムロックス                                | 木村泰子 毛利厚                                      | 1980年2月 - 1980年3月                                                         |
| 折鶴                                  | 山村貴子                                             | 実写                                                 | 1999年2月 - 1999年3月                                                         |
| オリバーのマーチ                      | 東京放送児童合唱団                                   | 実写                                                 | 1966年10月                                                                    |
| おれだけの海                          | 高橋キヨシ                                           | 実写                                                 | 1972年10月 - 1972年11月                                                       |
| おれは空                              | 小坂忠                                               | 実写                                                 | 1979年4月 - 1979年5月                                                         |
| おれはひとりで                        | ケンと雄三                                           | 大井文雄                                             | 1970年4月 - 1970年5月                                                         |
| オレンジマーチ                        | カメレオン・ライム・ウーピーパイ                     | 平松悠                                               | 2023年8月 - 2023年9月                                                         |
| 音楽室は秘密基地                      | SHISHAMO                                             | OHRYS BIRD                                           | 2017年2月 - 2017年3月                                                         |
| おんぶおばけ                          | 天地総子 ヴォーカルショップ                          | 木馬座                                               | 1965年8月 - 1965年9月                                                         |
| おんぼろピアノ                        | 松尾篤興                                             | 中原収一                                             | 1966年4月 - 1966年5月                                                         |

## か行

### か
| 曲名                                             | 歌手                                   | 映像                                                            | 放送期間                                             |
| ------------------------------------------------ | -------------------------------------- | --------------------------------------------------------------- | ---------------------------------------------------- |
| かあかあカラスの勘三郎                           | 鈴木梨央                               | こづつみPON                                                     | 2016年10月 - 2016年11月                              |
| かあさんのうた                                   | ペギー葉山[#1] ボニージャックス[#2]    | 実写、関矢幸雄（出演者）、中曽根公子（出演者）[#1] ころすけ[#2] | 1962年2月 - 1962年3月[#1] 1970年12月 - 1971年1月[#2] |
| かあさんはいそがしい                             | 真理ヨシコ 蒲郡児童合唱団              | 小薗江圭子 田中圭一                                             | 1967年2月 - 1967年3月                                |
| 母さんは雪おんな                                 | 堀江美都子                             | 柳沢京子 毛利厚                                                 | 1985年12月 - 1986年1月                               |
| 海峡のまち                                       | 井沢八郎                               | 実写                                                            | 1972年2月 - 1972年3月                                |
| 怪獣がやってくる                                 | 弘田三枝子 みすず児童合唱団            | 久里洋二                                                        | 1967年10月 - 1967年11月                              |
| 怪獣トットト                                     | チームしゃちほこ                       | AC部                                                            | 2015年8月 - 2015年9月                                |
| かいじん百面相                                   | 石丸幹二                               | 岡野正広 ラッキィ池田（振り付け）                               | 2015年4月 - 2015年5月                                |
| 海賊の歌                                         | ヴォーカルショップ                     | 実写                                                            | 1964年2月 - 1964年3月                                |
| 回転木馬                                         | ペギー葉山 西六郷少年少女合唱団        | 木馬座                                                          | 1964年2月 - 1964年3月                                |
| 回転木馬に僕と猫                                 | 中山うり                               | 松本弘                                                          | 2010年12月 - 2011年1月                               |
| カイト                                           | 嵐                                     | 実写[#1] 加藤久仁生[#2]                                         | 2020年2月 ‐ 2020年3月[#1] 2020年4月‐ 2020年5月[#2]   |
| 怪盗夢之介                                       | 岡崎裕美                               | 葛岡博                                                          | 1991年6月 - 1991年7月                                |
| 蛙                                               | 天地総子 東京放送児童合唱団            | 横尾忠則                                                        | 1964年6月 - 1964年7月                                |
| かおりちゃんタイム                               | 谷村有美                               | 見米豊                                                          | 1989年8月 - 1989年9月                                |
| 輝いていて 〜10 years after〜                    | 観月ありさ                             | 鈴木康彦                                                        | 1995年6月 - 1995年7月                                |
| 輝きの彼方へ                                     | 石田よう子                             | 実写                                                            | 1995年2月 - 1995年3月                                |
| かくれんぼ                                       | 川島和子 東京放送児童合唱団            | 岡部久義 毛利厚                                                 | 1980年4月 - 1980年5月                                |
| かくれんぼ                                       | 生田絵梨花                             | 大髙那由子                                                      | 2024年10月 - 2024年11月                              |
| 駆け抜けて Good-bye                              | B'dash                                 | 大井文雄                                                        | 1997年2月 - 1997年3月                                |
| 風ぐるま                                         | 小林幸子                               | 古川タク FLA FRA                                                | 1984年8月 - 1984年9月                                |
| かざぐるま                                       | 永井みゆき                             | 前田昭                                                          | 1996年6月 - 1996年7月                                |
| 傘のさせない路地                                 | 真依子                                 | オオニシカオリ                                                  | 2017年6月 - 2017年7月                                |
| 火星のサーカス団                                 | 南佳孝                                 | 永島慎二                                                        | 1985年10月 - 1985年11月                              |
| 風色のとんぼ                                     | 馮智英                                 | 南家こうじ                                                      | 1996年10月 - 1996年11月                              |
| 風がきれい                                       | チキン ガーリック ステーキ             | 管洋志 実写                                                     | 2009年12月 - 2010年1月                               |
| 風がくれたメロディ                               | リチャード・ボナ                       | 杉野宣雄                                                        | 2000年12月 - 2001年1月                               |
| 風がふいたら                                     | 杉並児童合唱団                         | かかし座                                                        | 1966年2月 - 1966年3月                                |
| 風と共に                                         | エレファントカシマシ                   | 加藤久仁生                                                      | 2017年6月 - 2017年7月                                |
| 風と光と 〜スキーのうた〜                        | 天地総子 東京少年少女合唱隊            | 実写                                                            | 1970年12月 - 1971年1月                               |
| 風になれ                                         | YUKI                                   | スタジオななほし                                                | 2024年6月 - 2024年7月                                |
| 風の歌が聞こえますか                             | 吉川由美                               | 実写                                                            | 1988年10月 - 1988年11月                              |
| 風のうた                                         | 東京放送児童合唱団                     | 川本喜八郎                                                      | 1969年4月 - 1969年5月                                |
| 風の歌 （原曲：ブラームス 交響曲第一番第四楽章） | 和田アキ子 杉並児童合唱団              | 実写                                                            | 1978年6月 - 1978年7月                                |
| 風の音                                           | 山口むつ子                             | 実写                                                            | 1982年12月 - 1983年1月                               |
| 風のオルガン                                     | 工藤順子                               | 芝山努                                                          | 1987年2月 - 1987年3月                                |
| 風のくれたひみつ （スウェディッシュラプソディ）  | 東京放送児童合唱団                     | 木馬座                                                          | 1968年4月 - 1968年5月                                |
| 風の子                                           | ひばり児童合唱団                       | 実写                                                            | 1969年1月                                            |
| 風の子守歌                                       | 岸部シロー                             | 実写                                                            | 1976年12月 - 1977年1月                               |
| カゼノトオリミチ                                 | 堀下さゆり                             | 望月智充 近藤勝也 田中直哉                                      | 2004年12月 - 2005年1月                               |
| 風のブランコ                                     | やもり                                 | 福島治                                                          | 2010年6月 - 2010年7月                                |
| 風の盆                                           | 菅原洋一                               | 実写                                                            | 1989年4月 - 1989年5月                                |
| 風の向うに                                       | さとう宗幸                             | 実写                                                            | 1981年4月 - 1981年5月                                |
| 風吹きめぐる                                     | 杉並児童合唱団                         | 実写                                                            | 1971年10月 - 1971年11月                              |
| 風も雪もともだちだ                               | 渡辺トモコ みすず児童合唱団            | 実写 渡辺トモコ みすず児童合唱団                                | 1961年12月 - 1962年1月                               |
| かぜよふけふけ                                   | 若子内悦郎 中沢厚子 東京放送児童合唱団 | 実写                                                            | 1975年4月 - 1975年5月                                |
| 風を連れて                                       | 沢田知可子                             | 坂本サク                                                        | 2012年10月 - 2012年11月                              |
| 数え歌                                           | 池田綾子                               | 波田佳子 鈴木哲                                                 | 2008年10月 - 2008年11月                              |
| カタツムリ、カタオモイ                           | Naomile（ナオミール）                  | 井上雪子                                                        | 2013年6月 - 2013年7月                                |
| カチャーシ☆ブギ                                  | きいやま商店                           | 富永まい ヨシダシゲル                                           | 2013年8月 - 2013年9月                                |
| ガチャガチャバンド                               | ボニージャックス                       | 亀井武彦                                                        | 1965年8月 - 1965年9月                                |
| がちょうのおばさん                               | ダークダックス                         | 久里洋二                                                        | 1967年2月 - 1967年3月                                |
| かつおぶしだよ人生は                             | 加藤清史郎 アンクル☆させ               | ぴっぷや                                                        | 2009年8月 - 2009年9月                                |
| 学校坂道                                         | さとう宗幸                             | ほんだゆきお                                                    | 1984年4月 - 1984年5月                                |
| 学校へ行く道                                     | 弘田三枝子                             | 中原収一                                                        | 1966年2月 - 1966年3月                                |
| 買ってちょうだい                                 | 種ともこ                               | 実写                                                            | 1987年8月 - 1987年9月                                |
| カッパのクィクォクァ                             | 一谷伸江 デューク・エイセス            | 久里洋二                                                        | 1975年2月 - 1975年3月                                |
| カッパノナミダ                                   | 時東ぁみ タイムファイブ                | 内田春菊 青木俊直                                               | 2016年8月 - 2016年9月                                |
| かなかなかな                                     | 由紀さおり                             | 林静一                                                          | 1978年2月 - 1978年3月                                |
| 悲しきマングース                                 | 田中星児                               | 南家こうじ                                                      | 1979年12月 - 1980年1月                               |
| カナダ旅行                                       | 芦野宏 スリーグレイセス                | 実写 関矢幸雄（振り付け）                                       | 1961年4月 - 1961年5月                                |
| かにさん かにさん                                | 川谷拓三                               | 西村緋祿司                                                      | 1994年2月 - 1994年3月                                |
| カヌーのうえでひとやすみ                         | 大和田慧とLAGHEADS                     | ハシモトミカ                                                    | 2023年10月 - 2023年11月                              |
| カボチャのおじさん                               | 三好鉄生 東京放送児童合唱団            | 若井丈児                                                        | 1987年4月 - 1987年5月                                |
| かむかもしかもにどもかも!                        | MONO NO AWARE                          | 大橋史                                                          | 2019年10月 - 2019年11月                              |
| ガムシャ〜ラ                                     | 小林克也                               | スリー・ディ                                                    | 1991年8月 - 1991年9月                                |
| カメカメダンス                                   | 松葉由美                               | 西内としお                                                      | 1991年6月 - 1991年7月                                |
| カメレオン                                       | シュガー                               | 倉橋達治                                                        | 1984年8月 - 1984年9月                                |
| からすと柿のたね                                 | マイク眞木 西六郷少年少女合唱団        | 中原収一                                                        | 1966年10月 - 1966年11月                              |
| カラスの歌                                       | 旗照夫                                 | 横山隆一                                                        | 1962年10月 - 1962年11月                              |
| からっぽカタツムリ                               | 椰子唄楽団                             | 奥田昌輝                                                        | 2023年8月 - 2023年9月                                |
| カリヨン・ダンス                                 | 遊佐未森                               | 久松ひろこ moogabooga                                           | 2015年12月 - 2016年1月                               |
| カルチェラタンの空                               | 狩人                                   | 森田貢造                                                        | 1986年10月 - 1986年11月                              |
| 枯れ葉の子守唄                                   | 馮智英                                 | 月岡貞夫                                                        | 1984年12月 - 1985年1月                               |
| 河                                               | チェリッシュ                           | 実写                                                            | 1975年10月 - 1975年11月                              |
| 川                                               | 久保田綾                               | 実写                                                            | 1978年8月 - 1978年9月                                |
| 川で歌おう（ラサ・サヤン）                       | 東京放送児童合唱団                     | 実写                                                            | 1962年9月                                            |
| 川のうた                                         | ボニージャックス                       | 木馬座                                                          | 1965年4月 - 1965年5月                                |
| 川はだれのもの?                                  | 東京放送児童合唱団                     | 南家こうじ                                                      | 1995年12月 - 1996年1月                               |
| 河はよんでる                                     | 中原美紗緒 西六郷少年少女合唱団        | 木馬座                                                          | 1963年4月 - 1963年5月                                |
| 川面がキラキラ                                   | 井上昌己 東京放送児童合唱団            | 実写                                                            | 1990年8月 - 1990年9月                                |
| かんかんからす                                   | 加藤登紀子                             | 中島潔                                                          | 1982年4月 - 1982年5月                                |
| かんがえがあるカンガルー                         | 岸田繁                                 | m&k 秋穂範子                                                    | 2016年2月 - 2016年3月                                |
| 感謝状                                           | 佐田玲子                               | 吉良敬三                                                        | 1993年2月 - 1993年3月                                |
| 元祖バナナの魂                                   | 山本コータロー 東京放送児童合唱団      | 見米豊                                                          | 1990年8月 - 1990年9月                                |
| カンタ カナリート 〜風よりもかろやかに〜         | ザ・ピーナッツ                         | 大井文雄                                                        | 1972年4月 - 1972年5月                                |
| がんばらんば                                     | さだまさし                             | 飯田力 吉良敬三                                                 | 2006年4月 - 2006年5月                                |
| がんばれマイ・ボーイ                             | つのだ☆ひろ                            | 西内としお                                                      | 1992年10月 - 1992年11月                              |

### き
| 曲名                                           | 歌手                                                          | 映像                                     | 放送期間                                                                        |
| ---------------------------------------------- | ------------------------------------------------------------- | ---------------------------------------- | ------------------------------------------------------------------------------- |
| 黄色い自転車                                   | 藤澤俊春                                                      | 鈴木伸一                                 | 1985年2月 - 1985年3月                                                           |
| 気球にのって                                   | 東京放送児童合唱団                                            | 実写                                     | 1977年8月 - 1977年9月                                                           |
| キズナキズ                                     | flumpool                                                      | ECHOES                                   | 2017年2月 - 2017年3月                                                           |
| 季節は過ぎても                                 | 千恵美                                                        | 実写                                     | 1995年8月 - 1995年9月                                                           |
| 木曽路はきょうも                               | 森山良子                                                      | 実写                                     | 1972年8月 - 1972年9月                                                           |
| 木曽節                                         | ザ・ピーナッツ                                                | おとぎプロ                               | 1963年8月 - 1963年9月                                                           |
| ギターケースの中の僕                           | 中嶋ユキノ 浜田省吾（コーラス）                               | ささきえり                               | 2021年12月 - 2022年1月                                                          |
| 北風小僧の寒太郎                               | 堺正章、東京放送児童合唱団[#1] 北島三郎、ひばり児童合唱団[#2] | 月岡貞夫                                 | 1974年12月 - 1975年1月[#1] 1981年12月 - 1982年1月[#2]                           |
| 北国放浪                                       | 森田公一とトップギャラン                                      | 実写                                     | 1978年12月 - 1979年1月                                                          |
| 北の風と太陽と                                 | 構康憲                                                        | 天野静香                                 | 2012年12月 - 2013年1月                                                          |
| 北の旅                                         | さとう宗幸                                                    | 実写                                     | 1978年8月 - 1978年9月                                                           |
| キッチン・レディー                             | 大和田りつこ                                                  | 宮尾怜衣 野中和美                        | 1989年8月 - 1989年9月                                                           |
| 切手のないおくりもの                           | チューリップ[#1] 財津和夫[#2、3]                              | 実写[#1、2] 古川タク[#3]                 | 1978年6月 - 1978年7月[#1] 1982年10月 - 1982年11月[#2] 1996年6月 - 1996年7月[#3] |
| きっとしあわせ                                 | しゅうさえこ                                                  | 吉良敬三                                 | 1993年12月 - 1994年1月                                                          |
| 気のいいあひる                                 | ボニージャックス[#1] ダークダックス[#2、3]                    | 久里洋二[#1] おとぎプロ[#2] 加藤晃[#3]   | 1962年6月 - 1962年7月[#1] 1967年6月 - 1967年7月[#2] 1971年4月 - 1971年5月[#3]   |
| 昨日 今日 明日                                 | 香坂みゆき                                                    | 実写                                     | 1986年12月 - 1987年1月                                                          |
| Gifts                                          | Superfly                                                      | 加賀遼也                                 | 2018年8月 - 2018年9月                                                           |
| 希望が愛が、ホラ                               | ボニージャックス                                              | 実写                                     | 1980年4月 - 1980年5月                                                           |
| きみがいるから                                 | 谷山浩子                                                      | 竹内泰人                                 | 2022年4月 - 2022年5月                                                           |
| きみがいること                                 | 石井竜也                                                      | まつもとあやね オオナミナギ              | 2023年12月 - 2024年1月                                                          |
| 君が忘れた大きなもの                           | アンジー                                                      | 南家こうじ                               | 1992年6月 - 1992年7月                                                           |
| 君たちは太陽さ                                 | 宍倉正信 東京放送児童合唱団                                   | 実写                                     | 1965年8月 - 1965年9月                                                           |
| キミと歯のうた                                 | 平山カンタロウ                                                | 坂井真（白組）                           | 2020年8月 - 2020年9月                                                           |
| 君に                                           | 湘南乃風                                                      | 青木純                                   | 2023年6月 - 2023年7月                                                           |
| 君に幸あれ                                     | 佐田玲子                                                      | 小堤一明                                 | 1997年6月 - 1997年7月                                                           |
| 君に伝えたいこと                               | 松千                                                          | 荒井良二                                 | 2009年12月 - 2010年1月                                                          |
| 君のいる惑星（ほし）                           | 西田ひかる                                                    | 実写（撮影地 兵庫県神戸市）              | 1988年8月 - 1988年9月                                                           |
| キミの笑顔                                     | 広末涼子                                                      | 大桃洋祐                                 | 2020年12月 - 2021年1月                                                          |
| きみのきもち                                   | サトシン&りな                                                 | ミスミヨシコ                             | 2010年8月 - 2010年9月                                                           |
| きみのたこ焼き                                 | 木梨憲武                                                      | 山崎泰佑（キャラクター） ODDJOB          | 2024年2月 - 2024年3月                                                           |
| きみのて                                       | 堀江美都子                                                    | 小堤一明                                 | 1994年6月 - 1994年7月                                                           |
| 君の隣にいたいから                             | SHISHAMO                                                      | 植草航                                   | 2019年8月 - 2019年9月                                                           |
| きみのほっぺ                                   | YuReeNa                                                       | 横須賀令子                               | 2014年4月 - 2014年5月                                                           |
| 君は長いね                                     | つのだ☆ひろ                                                   | 田中ケイコ                               | 1991年6月 - 1991年7月                                                           |
| きみはビーナス                                 | 関森れい JJカンパニー                                         | 実写（撮影地 ポートピア'81）             | 1981年4月 - 1981年5月                                                           |
| きみはミラクル!                                | ゴダイゴ                                                      | たかぎひろえ 唯月ふうか 野口大輝         | 2015年10月 - 2015年11月                                                         |
| 君へのファンファーレ                           | TOKU                                                          | 西内としお                               | 2013年6月 - 2013年7月                                                           |
| キャッチ〜次の夏が来るように〜                 | 135                                                           | 田中ケイコ                               | 1993年8月 - 1993年9月                                                           |
| キャッツ・アイ・ラブ                           | 柳沢真一 キャロライン洋子                                     | 大井文雄                                 | 1978年2月 - 1978年3月                                                           |
| キャベツUFO                                    | 工藤順子                                                      | 尾崎真吾                                 | 1984年6月 - 1984年7月                                                           |
| Carol                                          | 須田景凪                                                      | アボガド6                                | 2020年6月 - 2020年7月                                                           |
| キャンディの夢                                 | 尾崎亜美                                                      | 大井文雄                                 | 1979年12月 - 1980年1月                                                          |
| キャンプ料理                                   | ダークダックス                                                | 久里洋二                                 | 1963年6月 - 1963年7月                                                           |
| Can you see ? I'm SUSHI                        | ピコ太郎                                                      | クリーチャーズ                           | 2018年6月 - 2018年7月                                                           |
| 求（Q）愛（I）ある（R）ある（R）アニマルダンス | ももくろちゃんZ                                               | キム・ウヒョン                           | 2017年10月 - 2017年11月                                                         |
| 教室大笑い                                     | 一城みゆ希 杉並児童合唱団                                     | 吉良敬三                                 | 1989年10月 - 1989年11月                                                         |
| 今日の日はさようなら                           | 本田路津子、東京放送児童合唱団[#1] Little Glee Monster[#2]    | 実写[#1] 村上ヒロシナンテ（anno lab)[#2] | 1974年2月 - 1974年3月[#1] 2023年12月 - 2024年1月[#2]                            |
| 恐怖の昼休み                                   | THE BOOM                                                      | 古川タク                                 | 1991年4月 - 1991年5月                                                           |
| きょうも茶ッピーエンド                         | デューク・エイセス                                            | スソアキコ 花岡佳子                      | 2002年12月 - 2003年1月                                                          |
| 行列のうた                                     | ひばり児童合唱団                                              | 実写                                     | 1968年2月                                                                       |
| キラキラミライ                                 | 超ときめき♡宣伝部                                             | 火種                                     | 2025年8月 - 2025年9月                                                           |
| ぎらぎらとひょろひょろとちかちか               | 天地総子                                                      | 中原収一                                 | 1964年4月 - 1964年5月                                                           |
| きれいな帽子                                   | 芦野宏                                                        | 久里洋二                                 | 1962年2月 - 1962年3月                                                           |
| 金色のバトン                                   | Jr.EXILE                                                      | 擬態するメタ                             | 2022年4月 - 2022年5月                                                           |
| ギンガムチェックの小鳥                         | 湯川潮音                                                      | 長井勝見                                 | 2007年10月 - 2007年11月                                                         |
| きんぎょすくい                                 | 結花乃                                                        | 結花乃（原画） 須田英和 遠藤ゆか         | 2018年8月 - 2018年9月                                                           |
| 金魚のジョン                                   | ホタルライトヒルズバンド                                      | スタジオビンゴ                           | 2020年10月 - 2020年11月                                                         |
| 禁じられた遊び                                 | 東京放送児童合唱団                                            | 実写                                     | 1964年2月 - 1964年3月                                                           |
| ぎんなん楽団カルテット                         | 高橋克実 チャラン・ポ・ランタン                               | moogabooga                               | 2014年10月 - 2014年11月                                                         |
| 金のまきば                                     | 大貫妙子                                                      | 坂井治                                   | 2003年6月 - 2003年7月                                                           |

### く
| 曲名                                    | 歌手                          | 映像                                               | 放送期間                                     |
| --------------------------------------- | ----------------------------- | -------------------------------------------------- | -------------------------------------------- |
| クィクワイマニマニ                      | 東京少年少女合唱団            | 小薗江圭子                                         | 1961年6月 - 1961年7月                        |
| くいしんぼうのカレンダー                | やまがたすみこ 杉並児童合唱団 | 実写                                               | 1975年12月 - 1976年1月                       |
| ぐーぐーちょきちょき                    | 岡村靖幸                      | デコボーカル                                       | 2021年2月 - 2021年3月                        |
| 草競馬                                  | 東京荒川少年少女合唱隊        | 月岡貞夫                                           | 1971年6月 - 1971年7月                        |
| クジャクジャノマアムアイア              | TK from 凛として時雨          | 稲葉秀樹                                           | 2023年12月 - 2024年1月                       |
| くじらのあくび                          | ザ・ジェイド                  | 土田ひろゆき                                       | 2011年2月 - 2011年3月                        |
| 口笛吹いたら                            | 五味美保 東京放送児童合唱団   | 実写                                               | 1993年4月 - 1993年5月                        |
| 口笛吹いて ～ボギー大佐より～           | 西六郷少年少女合唱団          | 実写                                               | 1963年4月                                    |
| 熊ちゃんのピクニック                    | ボニージャックス              | 久里洋二                                           | 1961年10月 - 1961年11月                      |
| 熊野路ひとり                            | シモンズ                      | 実写                                               | 1973年2月 - 1973年3月                        |
| クマのぬいぐるみ                        | 吉岡雄介 東京放送児童合唱団   | 月岡貞夫                                           | 1987年10月 - 1987年11月                      |
| くまんばちがとんできた                  | 矢野顕子 坂本美雨             | 古川タク                                           | 2002年10月 - 2002年11月                      |
| 雲                                      | 増田太郎                      | 前田昭                                             | 1997年12月 - 1998年1月                       |
| 雲が晴れたら                            | 彩恵津子                      | 古川タク                                           | 1987年6月 - 1987年7月                        |
| 雲は旅人                                | 千賀かほる                    | 実写                                               | 1971年10月 - 1971年11月                      |
| グラスホッパーからの手紙 〜忘れないで〜 | 高見のっぽ                    | C&P 藤井真梨子                                     | 2009年10月 - 2009年11月                      |
| グラスホッパー物語                      | 高見のっぽ                    | 伊藤有壱                                           | 2005年12月 - 2006年1月                       |
| くらやみ                                | 斎藤こず恵 ダークダックス     | 月岡貞夫                                           | 1974年10月 - 1974年11月                      |
| クラリネットこわしちゃった              | ダークダックス                | 久里洋二                                           | 1963年2月 - 1963年3月 1972年12月 - 1973年1月 |
| グランパツイスト                        | 笹野高史 宮武祭               | 高橋まゆみ たかぎひろえ                            | 2010年12月 - 2011年1月                       |
| グリーン・グラス                        | 来生たかお                    | 実写                                               | 1980年6月 - 1980年7月                        |
| グリーン・グリーン                      | 杉並児童合唱団                | 実写                                               | 1967年5月                                    |
| CRYSTAL CHILDREN                        | クリスタルズ                  | Chris & Patty CHIHARU・ETSU （TRF） ホッチカズヒロ | 2008年4月 - 2008年5月                        |
| クリスマスが過ぎても                    | クリスティ & クリントン       | 西村緋祿司                                         | 1998年12月 - 1999年1月                       |
| 車にゆられて （ラ・クカラーチャ）       | 東京放送児童合唱団            | 実写                                               | 1963年10月                                   |
| クロ                                    | 遊佐未森                      | おーなり由子 堀口忠彦 クリーチャーズ               | 2005年12月 - 2006年1月                       |
| 黒い瞳の女の子                          | 諏訪マリー 東京放送児童合唱団 | グループクレアード                                 | 1963年10月 - 1963年11月                      |

### け
| 曲名               | 歌手                                | 映像               | 放送期間                |
| ------------------ | ----------------------------------- | ------------------ | ----------------------- |
| 掲示板のうた       | ダークダックス                      | 真鍋博             | 1962年2月 - 1962年3月   |
| けしゴムのうた     | 東京放送児童合唱団                  | 不明               | 1970年4月 - 1970年5月   |
| ケチャップチャップ | 杏沙子                              | moogabooga         | 2019年4月 - 2019年5月   |
| 月下美人           | 和楽器バンド                        | 杉本晃佑           | 2020年10月 - 2020年11月 |
| ケラケラ           | ケラケラ                            | 内藤まろ           | 2011年2月 - 2011年3月   |
| ケルンをつもう     | 宍倉正信                            | 山里寿夫           | 1969年12月 - 1970年1月  |
| ゲレンデの穴       | 東京放送児童合唱団 ボニージャックス | 実写               | 1964年2月 - 1964年3月   |
| けんかのうた       | 伊東きよ子                          | やなせたかし F.E.C | 1969年8月 - 1969年9月   |
| 元気ななかま       | 東京放送児童合唱団                  | 実写               | 1967年10月              |
| 元気に笑え         | 東京放送児童合唱団                  | 実写               | 1966年4月               |
| 元気のでる歌       | ボニージャックス                    | 西村緋祿司         | 1995年8月 - 1995年9月   |
| ケンちゃん         | 工藤夕貴                            | 堀口忠彦           | 1985年8月 - 1985年9月   |

### こ
| 曲名                                      | 歌手                                                                            | 映像                                            | 放送期間                                              |
| ----------------------------------------- | ------------------------------------------------------------------------------- | ----------------------------------------------- | ----------------------------------------------------- |
| コアラになれたら                          | ぜったくん                                                                      | なかね ありさ                                   | 2024年12月 - 2025年1月                                |
| コイシテイルカ                            | さかなクン                                                                      | さかなクン きらけいぞう                         | 2009年4月 - 2009年5月                                 |
| 恋するニワトリ                            | 谷山浩子                                                                        | 若井丈児                                        | 1985年2月 - 1985年3月                                 |
| 恋つぼみ                                  | 奥華子                                                                          | 稲葉卓也                                        | 2006年2月 - 2006年3月                                 |
| 恋なんです                                | ピクソン                                                                        | 井上雪子                                        | 2015年4月 - 2015年5月                                 |
| こいぬ                                    | 伊藤アイコ                                                                      | 谷内六郎                                        | 1967年2月 - 1967年3月                                 |
| 小犬のプルー                              | 本田路津子[#1] 石川ひとみ[#2]                                                   | 佃公彦                                          | 1972年2月 - 1972年3月[#1] 1982年12月 - 1983年1月[#2]  |
| 恋のスベスベマンジュウガニ                | イマクニ?                                                                       | クリーチャーズ                                  | 2003年8月-2003年9月                                   |
| 恋の花 咲いた                             | 小東千鶴                                                                        | 安藤洋美                                        | 1991年2月 - 1991年3月                                 |
| 恋花火                                    | 諫山実生                                                                        | 中島潔                                          | 2002年8月 - 2002年9月                                 |
| 合格ロックンロール                        | 森川由加里                                                                      | 若井丈児 柏木郷子                               | 1991年2月 - 1991年3月                                 |
| 高校3年生                                 | 直太朗                                                                          | スチール                                        | 2001年2月 - 2001年3月                                 |
| こうして踊ろうよ ヘンゼルとグレーテルより | 東京放送児童合唱団                                                              | 竹田人形座                                      | 1966年12月 - 1967年1月                                |
| 校長センセ宇宙人説                        | Dreamers Union Choir                                                            | 青木純                                          | 2025年2月 - 2025年3月                                 |
| こうもりバットはグッドな紳士              | 水樹奈々                                                                        | シャシャミン ODDJOB                             | 2019年10月 - 2019年11月                               |
| 荒野の果てには                            | ザ・ニューフロンティアーズ                                                      | 実写                                            | 1970年12月 - 1971年1月                                |
| GO GO! コケコッコー                       | 中尾隆聖 ひよこ隊                                                               | 前田昭                                          | 1995年12月 - 1996年1月                                |
| ゴールのサンバ                            | ヤング101                                                                       | 実写                                            | 1971年6月 - 1971年7月                                 |
| 五月のうた                                | ペギー葉山                                                                      | 木馬座                                          | 1964年4月 - 1964年5月                                 |
| 五月の風船                                | 東京放送児童合唱団                                                              | 実写                                            | 1974年4月 - 1974年5月                                 |
| こがねの秋                                | ヤング101                                                                       | 実写                                            | 1970年10月 - 1970年11月                               |
| コキリコの歌                              | 伊藤京子、西六郷少年少女合唱団[#1] 原田直之[#2]                                 | 実写                                            | 1973年12月 - 1974年1月[#1] 1981年12月 - 1982年1月[#2] |
| ゴクロウサン                              | 小原重彦 藤本房子                                                               | 月岡貞夫                                        | 1976年8月 - 1976年9月                                 |
| ここでまた会おう                          | 亀渕友香 & The Voices of Japan                                                  | 吉良敬三 飯田力                                 | 2001年2月 - 2001年3月                                 |
| ここは瀬戸内                              | 島田祐子                                                                        | 実写                                            | 1978年10月 - 1978年11月                               |
| ここは 南の島                             | 石川さゆり ウィルビーズ                                                         | 実写                                            | 1977年4月 - 1977年5月                                 |
| こころ                                    | アンダーグラフ                                                                  | 中原恵一郎 JCV                                  | 2015年6月 - 2015年7月                                 |
| こころに夢を                              | 芹洋子                                                                          | 小堤一明                                        | 1994年10月 - 1994年11月                               |
| 心の海                                    | アジナイホール                                                                  | きらけいぞう                                    | 2003年4月 - 2003年5月                                 |
| こころはハレルヤ                          | かぼちゃ商会                                                                    | 西村緋祿司                                      | 1998年6月 - 1998年7月                                 |
| 子象の行進                                | 田中星児 東京児童合唱団                                                         | りん・たろう 矢沢則夫                           | 1976年2月 - 1976年3月                                 |
| 子象のダンス                              | 研ナオコ                                                                        | 新田雅利                                        | 1975年6月 - 1975年7月                                 |
| 答えを出すのだ                            | アイラヴミー                                                                    | Spooky graphic                                  | 2020年2月‐ 2020年3月                                  |
| こたつむすめでテケテケテ                  | 野沢直子                                                                        | 森まさあき アニメーションスタッフルーム         | 1988年12月 - 1989年1月                                |
| こだぬきポンポ                            | 下條アトム                                                                      | 堀口忠彦                                        | 1983年12月 - 1984年1月                                |
| コックのポルカ                            | 天地総子 東京放送児童合唱団                                                     | 中原収一                                        | 1964年8月 - 1964年9月                                 |
| こっちを向いて                            | 石野真子                                                                        | 駒形克己 髙木啓江                               | 2007年2月 - 2007年3月                                 |
| ごっつぉさま                              | 須貝智郎                                                                        | 西内としお                                      | 1997年6月1日 - 15日                                   |
| コトバドリ                                | 原田知世                                                                        | 岡野正広                                        | 2019年6月 - 2019年7月                                 |
| 小鳥の歌                                  | 杉並児童合唱団                                                                  | 実写                                            | 1968年4月 - 1968年5月                                 |
| ことりの丘                                | 楠瀬一途 東京少年少女合唱隊                                                     | 木馬座                                          | 1961年6月 - 1961年7月                                 |
| 小鳥の結婚式                              | ボニージャックス 杉並児童合唱団                                                 | 木馬座                                          | 1965年6月 - 1965年7月                                 |
| こどもこころ                              | 山崎育三郎                                                                      | オオニシカオリ                                  | 2018年10月 - 2018年11月                               |
| こどもしゅのうかいだん                    | BEGIN                                                                           | 本秀康 DASI                                     | 2012年10月 - 2012年11月                               |
| 子供だけの夏                              | 高橋幸宏                                                                        | 大井文雄                                        | 1990年6月 - 1990年7月                                 |
| こなひきのおじさん                        | 友竹正則 杉並児童合唱団                                                         | 木馬座[#1] 加藤晃[#2]                           | 1965年2月 - 1965年3月[#1] 1973年12月 - 1974年1月[#2]  |
| 粉雪のポルカ                              | 東京放送児童合唱団                                                              | 実写                                            | 1965年1月                                             |
| 子ねこと毛糸                              | 東京放送児童合唱団                                                              | 実写                                            | 1992年12月 - 1993年1月                                |
| こねこの病気                              | ヴォーチェ・アンジェリカ                                                        | グループクレアード                              | 1963年6月 - 1963年7月                                 |
| 五年生                                    | 西六郷少年少女合唱団                                                            | らくがき テレビ動画                             | 1968年4月 - 1968年5月                                 |
| この愛を 〜お姉さんへ〜                   | amin ウェイウェイ・ウー                                                         | 富ヶ谷コンパス                                  | 2004年6月 - 2004年7月                                 |
| このせかいに                              | 村岸カンナ                                                                      | 保谷瑠美子                                      | 2008年6月 - 2008年7月                                 |
| 木の葉くん                                | 坂本スミ子                                                                      | 佃公彦 朝日プロモーション                       | 1969年10月 - 1969年11月                               |
| この橋の上で                              | 杉並児童合唱団                                                                  | 実写                                            | 1972年2月 - 1972年3月                                 |
| この広い野原いっぱい                      | 森山良子                                                                        | 実写                                            | 1974年4月 - 1974年5月                                 |
| この日をめざして                          | 西六郷少年少女合唱団                                                            | スチール                                        | 1968年8月 - 1968年9月                                 |
| この胸おいで…                             | 大仁田厚 中島啓江 田中昌之                                                      | 劇団影ぼうし 片桐飛鳥                           | 1999年10月 - 1999年11月                               |
| 琥珀の魔法                                | EPO                                                                             | 前田昭                                          | 1993年10月 - 1993年11月                               |
| 五匹のかえる                              | 天地総子 ボニージャックス                                                       | 柳原良平                                        | 1966年6月 - 1966年7月                                 |
| 五匹のこぶたとチャールストン              | 東京放送児童合唱団                                                              | 久里洋二                                        | 1964年8月 - 1964年9月                                 |
| こびとの歌                                | 東京放送児童合唱団                                                              | 中原収一                                        | 1967年4月 - 1967年5月                                 |
| こぶたのしっぽ                            | シュガー                                                                        | 古川タク                                        | 1986年6月 - 1986年7月                                 |
| 米の歌                                    | メトロファルス                                                                  | 南家こうじ                                      | 1998年2月 - 1998年3月                                 |
| ごめんなさい                              | なべおさみ                                                                      | 月岡貞夫                                        | 1970年10月 - 1970年11月                               |
| ごめんね                                  | BiSH                                                                            | 谷耀介                                          | 2022年4月 - 2022年5月                                 |
| ごめんよ!わんわん                         | けい太とこう太                                                                  | 野中和実                                        | 1993年12月 - 1994年1月                                |
| こもりうた                                | 伊藤京子 萩野新助                                                               | かかし座 太田順造（影絵、パントマイム振り付け） | 1967年12月 - 1968年1月                                |
| コラソンDEデート                          | OPA 石崎はるこ                                                                  | 吉良敬三                                        | 1980年8月 - 1980年9月                                 |
| ゴリラの目ん玉                            | 佐野量子                                                                        | 堀田アツコ                                      | 1989年12月 - 1990年1月                                |
| これってホメことば?                       | ことばおじさん アナウンサーズ                                                   | いしかわじゅん クリーチャーズ                   | 2006年8月 - 2006年9月                                 |
| コロは屋根のうえ                          | 大貫妙子                                                                        | 岡本忠成                                        | 1986年12月 - 1987年1月                                |
| こわれそうな微笑                          | 大庭照子                                                                        | 実写                                            | 1972年10月 - 1972年11月                               |
| コンタクト                                | QUBIT                                                                           | 吉野耕平                                        | 2023年12月 - 2024年1月                                |
| 昆虫ニンジャ                              | 戸田恵子                                                                        | 海野和男 加藤晃                                 | 2008年4月 - 2008年5月                                 |
| こんど、君と                              | 小田和正                                                                        | 半崎信朗                                        | 2021年4月 - 2021年5月                                 |
| こんな時があってもいいね                  | ボニー・ジャックス                                                              | 実写                                            | 1977年6月 - 1977年7月                                 |
| こんな日がほしかった                      | 西田敏行                                                                        | 実写                                            | 1984年2月 - 1984年3月                                 |
| コンピューターおばあちゃん                | 酒井司優子                                                                      | とこいった                                      | 1981年12月 - 1982年1月                                |
| こんぴらふねふね                          | スリーグレイセス、ボニージャックス、みすず児童合唱団[#1] 東京放送児童合唱団[#2] | 実写[#1] 木馬座[#1][#2]                         | 1961年12月 - 1962年1月[#1] 1966年2月 - 1966年3月[#2]  |
| ゴンピンピンの歌                          | ダーク・ダックス                                                                | 小薗江圭子                                      | 1961年10月 - 1961年11月                               |
| 金平糖                                    | 太田裕美                                                                        | 二木奈実子 コンペイターズ                       | 2011年12月 - 2012年1月                                |
| 今夜も眠れない                            | 塚本美和子 少年少女合唱団みずうみ                                               | 福島治                                          | 1979年8月 - 1979年年9月                               |

## さ行

### さ
| 曲名                           | 歌手                                                      | 映像                                    | 放送期間                                            |
| ------------------------------ | --------------------------------------------------------- | --------------------------------------- | --------------------------------------------------- |
| さあ太陽を呼んでこい           | 東京放送児童合唱団[#1] 西六郷少年少女合唱団、立川清登[#2] | 実写                                    | 1963年12月 - 1964年1月[#1] 1966年1月[#2]            |
| さあみんなで                   | ヤング101 坂本児童合唱団                                  | 実写                                    | 1973年12月 - 1974年1月                              |
| サイクリング リンリン          | 荒川少年少女合唱隊                                        | 実写                                    | 1970年10月 - 1970年11月                             |
| 最後のシュート                 | さそり座                                                  | 実写                                    | 1987年12月 - 1988年1月                              |
| サイボウの不思議               | テツandトモ                                               | 森まさあき                              | 2004年8月 - 2004年9月                               |
| Sound of Music                 | 大原櫻子                                                  | 加藤 隆                                 | 2025年6月 - 2025年7月                               |
| さかあがりの夕焼け             | 清須邦義                                                  | 実写                                    | 1981年6月 - 1981年7月                               |
| 嵯峨野巡礼                     | あべ静江                                                  | 実写                                    | 1979年10月 - 1979年11月                             |
| サクラノカケラ                 | 水嶋凜                                                    | 門脇康平                                | 2023年2月 - 2023年3月                               |
| 桜の季節                       | EXILE ATSUSHI                                             | 中原恵一郎                              | 2014年8月 - 2014年9月                               |
| 桜、舞う                       | 井上あずみ                                                | 実写 北平千也孝（振り付け）             | 1992年2月 - 1992年3月                               |
| さすらいのバイオリン           | かまやつひろし                                            | 中原収一                                | 1973年12月 - 1974年1月                              |
| サッカーボーイ                 | 仲代奈緒                                                  | 西内としお                              | 1993年8月 - 1993年9月                               |
| さっさか大阪                   | 大阪放送児童合唱団                                        | 実写                                    | 1969年6月 - 1969年7月                               |
| 札幌の空                       | 東京放送児童合唱団                                        | 実写                                    | 1969年8月 - 1969年9月                               |
| さとうきびの花                 | 都はるみ                                                  | 実写                                    | 1982年10月 - 1982年11月                             |
| さとうきび畑                   | ちあきなおみ[#1] 森山良子[#2]                             | 実写[#1][#2] 吉良敬三[#2]               | 1975年4月 - 1975年5月[#1] 1997年8月 - 1997年9月[#2] |
| 佐渡の冬                       | 杉並児童合唱団                                            | 実写                                    | 1970年12月 - 1971年1月                              |
| さびしいカシの木               | ボニージャックス                                          | 間嶋龍臣                                | 1971年8月 - 1971年9月                               |
| さびしがりやさん こんにちは    | クニ河内 フィーリングフリー                               | ひこねのりお                            | 1978年4月 - 1978年5月                               |
| サボテンがにくい               | 山田邦子                                                  | 森まさあき アニメーションスタッフルーム | 1988年6月 - 1988年7月                               |
| 木ぐつ（サボ）をはいて         | ペギー葉山 西六郷少年少女合唱団                           | 中原収一                                | 1964年12月 - 1965年1月                              |
| サモア島の歌                   | 東京放送児童合唱団                                        | 実写                                    | 1962年10月 - 1962年11月                             |
| さようならコンサート           | 財津和夫                                                  | 大井文雄                                | 1989年6月 - 1989年7月                               |
| さよならの向こうに             | 松下洸平                                                  | 矢野ほなみ                              | 2023年6月 - 2023年7月                               |
| さよならプラスティックワールド | Perfume                                                   | 大谷たらふ                              | 2022年4月 - 2022年5月                               |
| さらばジャマイカ               | ボニージャックス                                          | 高田勲 波岡龍平                         | 1973年6月 - 1973年7月                               |
| さらば青春                     | 田中健                                                    | 大井文雄                                | 1975年6月 - 1975年7月                               |
| サラマンドラ                   | 尾藤イサオ                                                | 月岡貞夫                                | 1977年8月 - 1977年9月 1984年2月 - 1984年3月         |
| サルサ いいな いいね           | Hey! Say! 7                                               | クリーチャーズ                          | 2009年4月 - 2009年5月                               |
| さわると秋がさびしがる         | 杉並児童合唱団                                            | 実写                                    | 1967年9月                                           |
| △□○コビッチ                    | パックンマックン                                          | V.T.R.                                  | 2008年2月 - 2008年3月                               |
| 3 3 4 1                        | 坂口有望                                                  | アダチマサヒコ                          | 2018年10月 - 2018年11月                             |
| 三女・おさがり節               | 加藤梓                                                    | 倉橋達治                                | 1989年6月 - 1989年7月                               |
| 算数チャチャチャ               | ペギー葉山 ヤング101                                      | スキャニメート                          | 1973年6月 - 1973年7月                               |
| サンタクロースにプレゼント     | 天地総子                                                  | 中原収一                                | 1963年12月 - 1964年1月                              |
| サンタはどこにいる?            | スリーグレイセス                                          | 久里洋二                                | 1962年12月 - 1963年1月                              |
| サンタマリア                   | 武井つかさ                                                | 田中ケイコ                              | 1991年12月 - 1992年1月                              |
| 谷茶前の浜                     | 東京放送児童合唱団                                        | 実写                                    | 1973年6月 - 1973年7月                               |
| 三匹の蜂                       | ボニージャックス                                          | 中原収一                                | 1961年6月 - 1961年7月                               |
| 山遊歌                         | みなみらんぼう 市毛良枝                                   | 中村みつを                              | 2000年6月 - 2000年7月                               |

### し
| 曲名                                            | 歌手                                                                    | 映像                                                          | 放送期間                                                                        |
| ----------------------------------------------- | ----------------------------------------------------------------------- | ------------------------------------------------------------- | ------------------------------------------------------------------------------- |
| 幸せきょうりゅう音頭                            | おどる♥11 〔ハロー!プロジェクトのシャッフルユニット〕                   | 木下洋子                                                      | 2002年6月 - 2002年7月                                                           |
| しあわせだいふく                                | 三叉路                                                                  | わたなべさちよ                                                | 2007年12月 - 2008年1月                                                          |
| しあわせのうた                                  | 榊原郁恵                                                                | 堀口忠彦                                                      | 1984年10月 - 1984年11月                                                         |
| しあわせのうた〜風とおさんぽ〜                  | 井上あずみ                                                              | はせがわゆうじ                                                | 2006年8月 - 2006年9月                                                           |
| 幸せのカバン                                    | ベッキー♪#                                                              | 稲葉卓也                                                      | 2011年10月 - 2011年11月                                                         |
| しあわせの時計                                  | ハル&チッチ歌族 石巻市立雄勝小学校のみなさん                            | 石巻市立雄勝小学校3-4年生 きらけいぞう                        | 2012年2月 - 2012年3月                                                           |
| 幸せの予感                                      | 鎌田直純 山路ゆう子                                                     | 日本アニメーション（ノンクレジット）                          | 1978年8月 - 1978年9月                                                           |
| シアワセのヨッチョレヨ!!                        | 岡本知高 ことのみ児童合唱団                                             | 西内としお                                                    | 2010年8月 - 2010年9月                                                           |
| じーじのえてがみ 〜グランドファザーズ・レター〜 | 上野樹里                                                                | こぐまあつこ H．ソーンヒル卿                                  | 2007年12月 - 2008年1月                                                          |
| シーハイルの歌                                  | ボニージャックス 東京少年合唱隊                                         | 木馬座                                                        | 1962年12月 - 1963年1月                                                          |
| 潮風のセレナード                                | 岸田智史                                                                | 実写                                                          | 1982年4月 - 1982年5月                                                           |
| 潮騒のうた                                      | Bell & Accordions                                                       | 実写                                                          | 1999年10月 - 1999年11月                                                         |
| 汐の匂いのする町で                              | 杉並児童合唱団                                                          | 実写                                                          | 1988年6月 - 1988年7月                                                           |
| しかくい涙                                      | SETA                                                                    | 中根さや香                                                    | 2020年4月 - 2020年5月2025年6月 - 2025年7月                                      |
| しくしく                                        | 神山羊                                                                  | いよりさき                                                    | 2025年6月 - 2025年7月                                                           |
| しじみのダンス                                  | ゆきまゆこ                                                              | 関和亮（triple-O） YKBX a.k.a MIKIKO しじみシスターズ（踊り） | 2012年6月 - 2012年7月                                                           |
| 44ひきのねこ                                    | 東京放送児童合唱団                                                      | 中原収一                                                      | 1969年4月 - 1969年5月                                                           |
| 詩人が死んだとき                                | 大庭照子 荒川少年少女合唱隊 東京荒川少年少女合唱隊 友部光子（詩の朗読） | 高田勲 波岡龍平                                               | 1971年4月 - 1971年5月                                                           |
| 詩人とつばめ                                    | 小室等                                                                  | 福島治                                                        | 1985年10月 - 1985年11月                                                         |
| しっぽのきもち                                  | 谷山浩子                                                                | 南家こうじ                                                    | 1986年8月 - 1986年9月                                                           |
| 自動車になったカメの歌                          | 田中星児 サカモト児童合唱団                                             | 堀口忠彦                                                      | 1973年8月 - 1973年9月                                                           |
| 自分が思っていたよりも                          | ケツメイシ                                                              | 城井文                                                        | 2022年12月 - 2023年1月                                                          |
| しまうまとライオン                              | 渡辺真知子 筒井タケオ                                                   | 南家こうじ                                                    | 2013年10月 - 2013年11月                                                         |
| 島原地方の子守唄                                | 由紀さおり                                                              | 実写                                                          | 1973年10月 - 1973年11月                                                         |
| シャーロックホームズとワトソン博士              | 谷啓                                                                    | 福島治                                                        | 1975年12月 - 1976年1月                                                          |
| じゃがいも                                      | 西六郷少年少女合唱団                                                    | 中原収一                                                      | 1968年8月 - 1968年9月                                                           |
| ジャガイモジャガー                              | 田中星児 東京放送児童合唱団                                             | ふくだみちお                                                  | 1991年12月 - 1992年1月                                                          |
| JUST FRIENDS 〜いつまでも〜                     | aya 東京放送児童合唱団                                                  | 実写                                                          | 1999年2月 - 1999年3月                                                           |
| シャッキシャキの転校生                          | 川崎少年少女合唱団                                                      | 堀口忠彦                                                      | 1980年12月 - 1981年1月                                                          |
| ジャブジャブ音頭                                | ひばり児童合唱団                                                        | 西村緋祿司                                                    | 1989年8月 - 1989年9月                                                           |
| ジャングル・ダンス                              | 荻野目洋子                                                              | 若井丈児                                                      | 1988年2月 - 1988年3月                                                           |
| シャンシャンシャボン玉                          | ふわふわ                                                                | 渡邊百香                                                      | 2018年12月 ‐ 2019年1月                                                          |
| シューティング・ヒーロー                        | デューク・エイセス                                                      | 南家こうじ                                                    | 1986年4月 - 1986年5月                                                           |
| 出世音頭だよ!                                   | 晴山さおり                                                              | 西村緋祿司                                                    | 1991年2月 - 1991年3月                                                           |
| JOY 〜よろこびの国〜                            | 早見優                                                                  | 吉良敬三                                                      | 1988年4月 - 1988年5月                                                           |
| 上級生                                          | 森口博子                                                                | 南家こうじ                                                    | 1985年12月 - 1986年1月                                                          |
| 少年海賊団の唄                                  | クニ河内 東京放送児童合唱団                                             | 仲倉眉子 田中八寿穂                                           | 1976年6月 - 1976年7月                                                           |
| 少年と魔法のロボット                            | 40mP feat.GUMI                                                          | たま                                                          | 2013年8月 - 2013年9月                                                           |
| ショボクジラ・チビコブラ                        | 東京放送児童合唱団                                                      | 倉橋達治                                                      | 1987年6月 - 1987年7月                                                           |
| しらんぷり                                      | 高山知也                                                                | 花之内雅吉                                                    | 1983年2月 - 1983年3月                                                           |
| しりとりマンボ                                  | 熊倉一雄 はっぴーらいふ                                                 | 堀口忠彦                                                      | 2012年12月 - 2013年1月                                                          |
| 城あと                                          | 東京放送児童合唱団                                                      | 木馬座                                                        | 1965年6月 - 1965年7月                                                           |
| 白い少女                                        | 町田義人                                                                | 大井文雄                                                      | 1983年2月 - 1983年3月                                                           |
| 白いスピッツ                                    | Beagle Hat                                                              | 古川タク                                                      | 1998年2月 - 1998年3月                                                           |
| 白い道 ヴィヴァルディ作曲 「四季～冬」から      | ハイファイセット[#1] 北原ミレイ[#2、3]                                  | 実写[#1、3] 中島潔[#2]                                        | 1975年12月 - 1976年1月[#1] 1983年12月 - 1984年1月[#2] 1985年2月 - 1985年3月[#3] |
| ジロマジトンド・ジロトンド                      | 弘田三枝子 杉並児童合唱団                                               | 中原収一                                                      | 1966年12月 - 1967年1月                                                          |
| しんかいぎょのまち                              | 和央ようか                                                              | 杉本晃佑                                                      | 2018年12月 - 2019年1月                                                          |
| SING 〜シング〜                                 | 今陽子 杉並児童合唱団                                                   | 実写                                                          | 1973年8月 - 1973年9月                                                           |
| 新呼吸                                          | 三浦大知                                                                | ユージン 三浦大知（振り付け）                                 | 2021年12月 - 2022年1月                                                          |
| 深呼吸の理由                                    | Aqua Timez                                                              | 崎村宙央                                                      | 2025年2月 - 2025年3月                                                           |
| シンドバッドの船                                | 大塚博堂                                                                | 実写                                                          | 1977年12月 - 1978年1月                                                          |
| シンフォニック・バリエーション                  | キングトーンズ                                                          | 岡本忠成                                                      | 1976年6月 - 1976年7月                                                           |
| 神父さんのパイプオルガン                        | アグネス・チャン 東京放送児童合唱団                                     | 尾崎真吾                                                      | 1987年4月 - 1987年5月                                                           |
| 針路は南                                        | 東京少年少女合唱隊                                                      | 実写                                                          | 1969年6月 - 1969年7月                                                           |

### す
| 曲名                                      | 歌手                                    | 映像                  | 放送期間                                               |
| ----------------------------------------- | --------------------------------------- | --------------------- | ------------------------------------------------------ |
| ずいずいずっころばし                      | ザ・ピーナッツ[#1] ボニージャックス[#2] | 実写[#1] 東君平[#2]   | 1962年12月 - 1963年1月[#1] 1968年10月 - 1968年11月[#2] |
| スーパースターを夢見て                    | CHIHARU                                 | 小堤一明              | 1993年10月 - 1993年11月                                |
| スーパーヒーロー                          | edhiii boi                              | カンタロ              | 2024年4月 - 2024年5月                                  |
| スケートをする人々                        | 東京放送児童合唱団                      | 実写                  | 1964年2月                                              |
| スシ食いねェ!                             | シブがき隊                              | 実写                  | 1985年12月 - 1986年1月                                 |
| 進め!しんじ君                             | 芹洋子                                  | 堀口忠彦              | 1979年6月 - 1979年7月                                  |
| すすめ!はっくしょんベイビー               | 酒井法子                                | 伊藤孝 井上美弦       | 2004年4月 - 2004年5月                                  |
| スタートライン                            | ナオト・インティライミ                  | OHRYS BIRD            | 2020年8月 - 2020年9月                                  |
| 巣立つ日まで                              | 田中由美子                              | 実写                  | 1977年2月 - 1977年3月                                  |
| ずっと友達                                | 宇都美慶子                              | 小堤一明              | 1996年6月 - 1996年7月                                  |
| すっぽんぽんぽん                          | 岩崎愛                                  | 河野亜季              | 2016年4月 - 2016年5月                                  |
| すてきな雪景色                            | 九重佑三子                              | 木馬座                | 1964年12月 - 1965年1月                                 |
| すてきな夢を                              | 弘田三枝子 東京放送児童合唱団           | 久里洋二              | 1965年10月 - 1965年11月                                |
| すてきな夜                                | 伊藤アイコ チエチリア                   | 劇団プーク 野手・古賀 | 1967年10月 - 1967年11月                                |
| 素敵な夜                                  | V6                                      | HEADS/金子哲          | 2021年8月 - 2021年9月                                  |
| step by step                              | 米倉利紀                                | ニシムラナオト        | 2003年8月 - 2003年9月                                  |
| スナビキソウ                              | 遥海                                    | 今林由佳 鈴木沙織     | 2021年8月 - 2021年9月                                  |
| スノウドロップ                            | 林明日香                                | asami-SORA            | 2004年12月 - 2005年1月                                 |
| スパークだ!                               | クレイジーケンバンド                    | ラポロ座              | 2014年6月 - 2014年7月                                  |
| スプーンの初恋 ～あゝ、好きだよベイベー～ | さくらしめじ                            | きたやまくみこ        | 2018年10月 - 2018年11月                                |
| スマイル 〜SMILE〜                        | アンナ・バナナ                          | 林静一                | 1993年6月 - 1993年7月                                  |
| Smileflower                               | bump.y                                  | MOT・ミスミヨシコ     | 2011年6月 - 2011年7月                                  |
| 3-D天国                                   | PSY・S                                  | 田中ケイコ            | 1988年10月 - 1988年11月                                |

### せ
| 曲名                   | 歌手                                | 映像                  | 放送期間                                 |
| ---------------------- | ----------------------------------- | --------------------- | ---------------------------------------- |
| 青春の顔               | 宮田愛                              | 自転社                | 1992年4月 - 1992年5月                    |
| 世界一周               | 西六郷少年少女合唱団                | 実写                  | 1967年4月                                |
| 世界が一番幸せな日     | KUSU KUSU                           | 実写                  | 1990年4月 - 1990年5月                    |
| 世界の地図             | OAU                                 | 秦俊子                | 2020年6月 - 2020年7月                    |
| 世界はハーモニー       | サーカス                            | 鈴木哲                | 2007年10月 - 2007年11月                  |
| 世界はメロディー       | 室井滋                              | 西内としお 橋本満明   | 1999年10月 - 1999年11月                  |
| 世界を結ぼう           | サンドラ 森の木合唱団               | 前田昭                | 1992年4月 - 1992年5月                    |
| 背中でツイスト         | 所ジョージ                          | こはなわためお        | 1989年12月 - 1990年1月                   |
| セルの恋               | 中川晃教                            | 加藤久仁生            | 2005年8月 - 2005年9月                    |
| 先生は走る             | 友竹正則 東京放送児童合唱団         | 吉良敬三              | 1990年12月 - 1991年1月                   |
| せんせ ほんまにほんま  | 大阪すみよし少年少女合唱団          | 堀口忠彦              | 1982年8月 - 1982年9月                    |
| 洗濯ジャブ ジャブ      | ダークダックス                      | 久里洋二              | 1974年6月 - 1974年7月                    |
| 千の扉〜Thousand Doors | 原由子                              | 長添雅嗣              | 2022年10月 - 2022年11月                  |
| 千の花 千の空          | 清田まなみ                          | いしづかあつこ        | 2005年10月 - 2005年11月                  |
| 線路は続くよどこまでも | 西六郷少年少女合唱団[#1] 海援隊[#2] | 実写[#1] 菊田武勝[#2] | 1962年12月[#1] 1975年8月 - 1975年9月[#2] |

### そ
| 曲名                          | 歌手                                      | 映像                                    | 放送期間                                            |
| ----------------------------- | ----------------------------------------- | --------------------------------------- | --------------------------------------------------- |
| 草原情歌                      | 馮智英                                    | 大井文雄                                | 1983年12月 - 1984年1月                              |
| 草原のマーチ                  | 東京放送児童合唱団 マイスター（口笛）     | 実写                                    | 1964年10月                                          |
| 早春賦                        | 湘南コール・グリューン                    | 林静一                                  | 1979年2月 - 1979年3月                               |
| 象だゾウ                      | ささきいさお                              | わだとしかつ                            | 2004年2月 - 2004年3月                               |
| 走馬燈                        | 岩崎宏美                                  | 月岡貞夫                                | 1977年12月 - 1978年1月                              |
| 宗谷岬                        | ダ・カーポ[#1] 榊原まさとし[#2]           | 実写                                    | 1976年4月 - 1976年5月[#1] 1982年4月 - 1982年5月[#2] |
| ソーラン節                    | 宍倉正信 ロイヤル・ナイツ                 | 実写                                    | 1974年4月 - 1974年5月                               |
| そして君は                    | ガロ                                      | 実写                                    | 1972年4月 - 1972年5月                               |
| 卒業前〜10日で100の出来事〜   | 清水綾子                                  | 林静一                                  | 1989年2月 - 1989年3月                               |
| そっくり母娘                  | 天地総子                                  | 葛岡博                                  | 1992年8月 - 1992年9月                               |
| そっくりハウス                | 谷山浩子                                  | 山田塔子.CW                             | 2002年10月 - 2002年11月                             |
| そのままの笑顔でいて          | 朝倉さや                                  | 梅酒武貴 安井治次郎                     | 2017年6月 - 2017年7月                               |
| そばにいてよテディベア        | わたなべみお                              | 加茂正則                                | 1996年8月 - 1996年9月                               |
| ソプラノレイン                | SAWA                                      | 毬月絵美 大桃洋祐                       | 2012年12月 - 2013年1月                              |
| 空                            | BE：FIRST                                 | 神風動画                                | 2025年6月 - 2025年7月                               |
| 空がこんなに青いとは          | 東京放送児童合唱団                        | 実写                                    | 1970年6月 - 1970年7月                               |
| 空と海の子守歌                | 堺正章                                    | 大井文雄                                | 1977年10月 - 1977年11月                             |
| そらとぶくじら                | 外山喜雄 デキシーセインツ                 | ほんだゆきお                            | 1996年10月 - 1996年11月                             |
| 空とぶプリンプリン            | 木久ちゃんロケッツ                        | 林家木久扇 スタジオプラセボ             | 2016年6月 - 2016年7月                               |
| 空飛ぶペンギン                | 滝田勝海                                  | 葛岡博                                  | 1989年2月 - 1989年3月                               |
| 空飛ぶ林檎                    | 財津和夫                                  | 実写                                    | 1985年8月 - 1985年9月                               |
| 空に小鳥がいなくなった日      | 上條恒彦 シンガーズ・スリー               | 実写                                    | 1972年6月（2分半） 1972年7月（5分）                 |
| 空にはお月さま                | 星野美樹子                                | 大井文雄                                | 1977年4月 - 1977年5月                               |
| 空に落書きかきたいな          | 森山加代子                                | 中原収一 実写                           | 1963年2月 - 1963年3月                               |
| 空のオカリナ                  | 岩男潤子                                  | 小堤一明                                | 1996年2月 - 1996年3月                               |
| 空のコーラス                  | メニーナス・ド・ブラジル 渡辺貞夫（演奏） | 西内としお 橋本満明                     | 1998年4月 - 1998年5月                               |
| 空へ                          | 岡本知高                                  | ホッチカズヒロ                          | 2005年2月 - 2005年3月                               |
| 空をみあげて（おお!みんなで） | 坂本九 西六郷少年少女合唱団               | 不明                                    | 1965年2月 - 1965年3月                               |
| それ行け 3組                  | 西六郷少年少女合唱団                      | 実写                                    | 1971年10月 - 1971年11月                             |
| それがボクのおとうさん        | 財津和夫                                  | 臼井儀人 シンエイ動画（ノンクレジット） | 1997年2月 - 1997年3月                               |
| そわそわカレンダー            | 岡崎裕美                                  | 堀口忠彦                                | 1992年6月 - 1992年7月                               |
| そんな思い出が                | デューク・エイセス                        | 大井文雄                                | 1971年2月 - 1971年3月                               |
| そんなぼくがすき              | たま                                      | 大須賀理恵 吉良敬三                     | 1991年12月 - 1992年1月                              |

## た行

### た
| 曲名                              | 歌手                                                  | 映像                                                                                      | 放送期間                                             |
| --------------------------------- | ----------------------------------------------------- | ----------------------------------------------------------------------------------------- | ---------------------------------------------------- |
| たあんきぽーんき                  | ダークダックス                                        | 中原収一                                                                                  | 1968年2月 - 1968年3月                                |
| 大安吉日                          | カリフラワー                                          | 大井文雄                                                                                  | 1982年6月 - 1982年7月                                |
| 大丈夫                            | ベリーグッドマン                                      | 木下洋子                                                                                  | 2019年6月 - 2019年7月                                |
| 大好きって意味だよ                | キョエ                                                | 城井文                                                                                    | 2019年4月 - 2019年5月                                |
| だいすきなきみへ                  | Hey! Say! JUMP                                        | 小野裕人                                                                                  | 2023年10月 - 2023年11月                              |
| たいへんだぁ                      | 東京放送児童合唱団                                    | 永島慎二 大橋学                                                                           | 1986年8月 - 1986年9月                                |
| 大名ぎょうれつ                    | 田中星児                                              | 前田昭                                                                                    | 1996年12月 - 1997年1月                               |
| Time〜時のしおり〜                | 鈴木建吾                                              | 坂井治                                                                                    | 2002年10月 - 2002年11月                              |
| 太陽と月のこどもたち              | V6                                                    | 鈴木哲 松永千保 飯島有 千葉一希                                                           | 2017年4月 - 2017年5月                                |
| 太陽の詩                          | 島田歌穂                                              | 実写                                                                                      | 1989年6月 - 1989年7月                                |
| 太陽のカーニバル                  | 大江裕                                                | 岡江真一郎                                                                                | 2024年8月 - 9月                                      |
| 太陽の子どもたち                  | 小野リサ 松原典子〔東京少年少女合唱隊〕               | 高谷まちこ                                                                                | 1992年4月 - 1992年5月                                |
| 太陽の街                          | 東京放送児童合唱団                                    | 実写                                                                                      | 1979年2月 - 1979年3月                                |
| 田植歌                            | 東京放送児童合唱団                                    | 実写                                                                                      | 1963年6月                                            |
| 高山にカンカコカン                | 名古屋少年少女合唱団 名古屋合唱協会                   | 実写                                                                                      | 1969年10月 - 1969年11月                              |
| 宝さがし                          | BONNIE PINK                                           | 木下洋子                                                                                  | 2022年6月 - 2022年7月                                |
| たき火をかこんで                  | フレーベル少年合唱団                                  | 木馬座                                                                                    | 1965年12月 - 1966年1月                               |
| 竹田の子守唄                      | ペドロ&カプリシャス                                   | 実写                                                                                      | 1974年12月 - 1975年1月                               |
| だけど I LOVE YOU                 | オユンナ                                              | 大井文雄 片桐飛鳥                                                                         | 2000年2月 - 2000年3月                                |
| たこちう。                        | 片岡鶴太郎 ひめキュンフルーツ缶                       | ぴっぷや                                                                                  | 2015年6月 - 2015年7月                                |
| ただ今 しあわせ                   | 中井貴一                                              | 吉良敬三                                                                                  | 1990年4月 - 1990年5月                                |
| タチツテト手を                    | ヘンリー・バンド with M                               | しりあがり寿（イラスト） 毛利厚（絵コンテ） 田中ケイコ（アニメ） ラッキィ池田（振り付け） | 2001年2月 - 2001年3月                                |
| たとえば                          | トワ・エ・モワ                                        | 実写                                                                                      | 1972年8月 - 1972年9月                                |
| たなをつくりましょう              | ボーチェ・アンジェリカ 中原美紗緒                     | 久里洋二                                                                                  | 1961年12月 - 1962年1月                               |
| タニシちゃん                      | 森田健作                                              | 鴨下恵子 溝上まき                                                                         | 1986年2月 - 1986年3月                                |
| 谷茶前の浜 （タンチャメーノハマ） | 東京放送児童合唱団                                    | 実写                                                                                      | 1973年6月 - 1973年7月                                |
| 谷間に鐘は鳴りひびく              | 西六郷少年少女合唱団                                  | 木馬座                                                                                    | 1964年12月 - 1965年1月                               |
| 谷間のキャンプ                    | 東京放送児童合唱団                                    | 実写                                                                                      | 1963年8月 - 1963年9月                                |
| 谷間のともしび                    | 大阪放送児童合唱団                                    | 実写                                                                                      | 1965年9月                                            |
| 谷間をゆけば                      | 西六郷少年少女合唱団                                  | 実写                                                                                      | 1966年8月 - 1966年9月                                |
| たのしいさんすう                  | 田中星児 東京放送児童合唱団                           | 加藤晃                                                                                    | 1988年2月 - 1988年3月                                |
| たのしいショティッシュ            | 東京放送児童合唱団                                    | 実写                                                                                      | 1964年9月                                            |
| たのしいね                        | ヴォーチェ・アンジェリカ、杉並児童合唱団[#1] 天月[#2] | 久里洋二[#1] 白川東一[#2]                                                                 | 1965年2月 - 1965年3月[#1] 2022年12月 - 2023年1月[#2] |
| 旅立ち                            | 加山雄三                                              | 実写（撮影地 沖縄県）                                                                     | 1985年8月 - 1985年9月                                |
| 旅立ちのうた                      | 和田アキ子 森の木児童合唱団                           | タグボートと仲間たち                                                                      | 2004年2月 - 2004年3月                                |
| 旅のすきなあなたに                | 塩田美奈子                                            | 実写                                                                                      | 1994年12月 - 1995年1月                               |
| 旅人のように                      | 堀内孝雄                                              | 南家こうじ                                                                                | 1989年4月 - 1989年5月                                |
| だるまさんがころんだ              | 斎藤こず恵                                            | 矢口高雄 南家こうじ                                                                       | 1978年8月 - 1978年9月                                |
| だれかが口笛ふいた                | 西六郷少年少女合唱団                                  | 実写                                                                                      | 1965年5月                                            |
| 誰かがサズを弾いていた            | ヤドランカ                                            | 宇野亜喜良 岡野正広                                                                       | 2011年4月 - 2011年5月                                |
| だれもいそがない村                | 森山良子                                              | 月岡貞夫                                                                                  | 1978年4月 - 1978年5月                                |
| だれもいない海                    | ザ・シャデラックス                                    | マキノプロ                                                                                | 1969年8月 - 1969年9月                                |
| 誰も知らない                      | 楠トシエ                                              | 和田誠                                                                                    | 1961年4月 - 1961年5月                                |
| 誕生日のチャチャチャ              | 玉川砂記子 坂本児童合唱団                             | カルロス・マルキオリ                                                                      | 1972年2月 - 1972年3月                                |
| タン・タン・タン                  | ワタナベフラワー ゆーゆ                               | よしながこうたく AC部                                                                     | 2013年6月 - 2013年7月                                |
| ダンディーひつじ執事              | 藤澤ノリマサ                                          | 西内としお                                                                                | 2017年8月 - 2017年9月                                |

### ち
| 曲名                                        | 歌手                                                                  | 映像                                                       | 放送期間                                                                            |
| ------------------------------------------- | --------------------------------------------------------------------- | ---------------------------------------------------------- | ----------------------------------------------------------------------------------- |
| ちいさい秋みつけた                          | ボニージャックス                                                      | 木馬座[#1] 谷内六郎[#2] 吉良敬三[#3]                       | 1962年10月 - 1962年11月[#1] 1972年10月 - 1972年11月[#2] 1982年10月 - 1982年11月[#3] |
| 小さきものたち                              | MAN WITH A MISSION                                                    | 大川原亮                                                   | 2021年6月 - 2021年7月                                                               |
| ちいさなうた                                | lily                                                                  | 胡ゆぇんゆぇん                                             | 2022年10月 - 2022年11月                                                             |
| 小さな海の絵本                              | シーズン・オフ                                                        | 実写                                                       | 1975年6月 - 1975年7月                                                               |
| 小さなカレンダー                            | 東京放送児童合唱団                                                    | 和田誠                                                     | 1965年10月 - 1965年11月                                                             |
| ちいさな汽車                                | デューク・エイセス                                                    | 毛利厚                                                     | 1973年2月 - 1973年3月                                                               |
| 小さな靴屋さん                              | ペギー葉山                                                            | グループクレアード                                         | 1963年2月 - 1963年3月                                                               |
| 小さな木の実                                | 大庭照子[#1] 斉藤昌子[#2] 蒲原史子[#3]                                | 実写[#1] ほんだゆきお[#2] 吉良敬三[#3]                     | 1971年10月 - 1971年11月[#1] 1983年10月 - 1983年11月[#2] 1995年10月 - 1995年11月[#3] |
| 小さな手紙                                  | 御三家（G3K）                                                         | 古川タク                                                   | 2000年8月 - 2000年9月                                                               |
| 小さな船乗り                                | 東京放送児童合唱団                                                    | おとぎプロ                                                 | 1969年10月 - 1969年11月                                                             |
| 小さな夢                                    | ヒグチアイ                                                            | 山村浩二                                                   | 2022年12月 - 2023年1月                                                              |
| チーちゃんのひみつ                          | 大和田りつこ                                                          | 渡辺三千成                                                 | 1991年4月 - 1991年5月                                                               |
| Chessboard                                  | Official髭男dism                                                      | 杉本晃佑                                                   | 2023年8月 - 2023年9月                                                               |
| 地球が一枚の板だったら                      | ReoNa                                                                 | きたやまくみこ（イラスト） fumi uehara（アニメ）           | 2023年4月 - 2023年5月                                                               |
| 地球の上で（On the Earth）                  | トランザム                                                            | 実写                                                       | 1979年10月 - 1979年11月                                                             |
| 地球の子ども                                | 東京放送児童合唱団                                                    | みつばち工房 （加藤晃）                                    | 1971年6月 - 1971年7月                                                               |
| 地球の仲間                                  | トランザム                                                            | 実写                                                       | 1981年4月 - 1981年5月                                                               |
| 地球は元気                                  | 地球元気村の仲間たち                                                  | 実写                                                       | 1996年10月 - 1996年11月                                                             |
| 地球はみんなの大合唱                        | 杉並児童合唱団                                                        | 前田昭                                                     | 1988年12月 - 1989年1月                                                              |
| 地球を七回半まわれ                          | 宍倉正信 杉並児童合唱団                                               | 実写[#1] マキノプロ[#2]                                    | 1965年11月[#1] 1973年2月 - 1973年3月[#2]                                            |
| チグエソ地球の空の下で                      | ユ・ヘジュン                                                          | 円人（enjin productions） 一色あづる キム・ギチャン 土門拳 | 2006年4月 - 2006年5月                                                               |
| チチンプイプイ                              | 森みゆき 東京放送児童合唱団                                           | 加藤晃 実写                                                | 1989年4月 - 1989年5月                                                               |
| ちっちゃなフォトグラファー                  | 石川ひとみ                                                            | 小石川ユミ                                                 | 2002年8月 - 2002年9月                                                               |
| ちびっこカウボーイ                          | 弘田三枝子 ひばり児童合唱団                                           | 久里洋二                                                   | 1966年8月 - 1966年9月                                                               |
| チムチムチェリー                            | 友竹正則 杉並児童合唱団                                               | 横尾忠則                                                   | 1966年4月 - 1966年5月                                                               |
| ちゃっきり節                                | 弘田三枝子 ザ・シャデラックス                                         | 実写                                                       | 1973年4月 - 1973年5月                                                               |
| チャンチャンコ～KANREKI60～                 | ピコ太郎                                                              | うぐいす工房                                               | 2025年6月 - 2025年7月                                                               |
| ちゃんと顔に書いてある                      | イルカ                                                                | 鈴木康彦                                                   | 1987年10月 - 1987年11月                                                             |
| チュンチュンワールド 〜おげんきたいそう〜   | 大和田りつこ 岡崎裕美 今田耕司 東野幸治 池谷幸雄 こどもコーラス元気組 | C2/佐野元                                                  | 1994年8月 - 1994年9月                                                               |
| チュンチュンワールド 〜マジックカーニバル〜 | 大和田りつこ 岡崎裕美 こどもコーラス元気組                            | 佐野元 小堤一明                                            | 1995年8月 - 1995年9月                                                               |
| 調子をそろえてクリック・クリック・クリック  | ペギー葉山 西六郷少年少女合唱団                                       | 実写                                                       | 1962年10月                                                                          |
| 超変身!ミネラルフォーマーズ                 | 鬼龍院翔 fromゴールデンボンバー                                       | 杉﨑貴史 写真提供：秋田大学鉱業博物館                      | 2019年4月 - 2019年5月                                                               |
| チョコと私                                  | 八神純子                                                              | 木霊徹郎 たかあき                                          | 2014年2月 - 2014年3月                                                               |
| ちょっとずつ秋                              | 山田邦子                                                              | 石川皓章                                                   | 1989年8月 - 1989年9月                                                               |
| ちょっとだけ☆ナラバイ                       | ジューシィ・フルーツ                                                  | ニイルセン スマートエデュケーション                        | 2013年6月 - 2013年7月                                                               |
| ちんちん千鳥                                | 東京少年少女合唱隊                                                    | 東君平                                                     | 1967年12月 - 1968年1月                                                              |

### つ
| 曲名                                               | 歌手                          | 映像                    | 放送期間                |
| -------------------------------------------------- | ----------------------------- | ----------------------- | ----------------------- |
| ついてないときのうた                               | 中山千夏 デューク・エイセス   | 佃公彦                  | 1969年2月 - 1969年3月   |
| 津軽りんごうた                                     | 西六郷少年少女合唱団          | 実写                    | 1970年10月 - 1970年11月 |
| 月                                                 | YOUに美津留                   | タナカカツキ            | 2006年10月 - 2006年11月 |
| 月から来たジャン                                   | 杉並児童合唱団                | おとぎプロ              | 1970年4月 - 1970年5月   |
| 月の踊り子                                         | ポップしなないで              | 大橋史                  | 2022年6月 - 2022年7月   |
| 月の光                                             | 芹洋子 東京トルベール         | 実写（合成）            | 1971年8月 - 1971年9月   |
| 月の風船                                           | 高橋洋子                      | 前田昭                  | 1998年10月 - 1998年11月 |
| 月のワルツ                                         | 諫山実生                      | いしづかあつこ          | 2004年10月 - 2004年11月 |
| 月ぬ美しゃ 〜月がきれいなのは〜 （つくぬかいしゃ） | 赤い鳥                        | 実写                    | 1972年10月 - 1972年11月 |
| 土湯讃歌                                           | さとう宗幸                    | 実写                    | 1980年2月 - 1980年3月   |
| 翼が今                                             | 笹本玲奈 大妻中野高校（合唱） | 髙木啓江                | 2009年2月 - 2009年3月   |
| ツバメ                                             | YOASOBI with ミドリーズ       | 実写 MIKIKO（振り付け） | 2021年10月 - 2021年11月 |
| ツビレグ ツブレグ マーチ                           | 東京少年少女合唱隊            | 小薗江圭子              | 1970年6月 - 1970年7月   |
| つむじ風                                           | 立川澄人 東京放送児童合唱団   | 和田誠                  | 1964年12月 - 1965年1月  |
| つもりヤモリ                                       | 田中真弓                      | 小林照弘 神谷圭介       | 2015年4月 - 2015年5月   |
| つり橋                                             | 加藤登紀子                    | 実写                    | 1970年8月 - 1970年9月   |

### て
| 曲名                                   | 歌手                          | 映像                             | 放送期間                |
| -------------------------------------- | ----------------------------- | -------------------------------- | ----------------------- |
| 出逢えるっていいね                     | 高橋由美子                    | 西内としお                       | 1993年4月 - 1993年5月   |
| 太陽（ティダ）の歌                     | 下地暁                        | 実写                             | 2000年4月 - 2000年5月   |
| ティンクル・ティンクル・リットルスター | 横浜バプチスト教会聖歌隊      | ころすけ                         | 1968年6月 - 1968年7月   |
| でか ちび のっぽ                       | 諏訪マリー 東京放送児童合唱団 | 久里洋二                         | 1964年2月 - 1964年3月   |
| 手紙 〜拝啓 十五の君へ〜               | アンジェラ・アキ              | 高屋奈月 白組                    | 2008年8月 - 2008年9月   |
| デキシーワンダーランド                 | 外山喜雄 外山洋一             | 前田昭                           | 1981年6月 - 1981年7月   |
| テクテクマミー                         | E.S.アイランド                | 若井丈児                         | 1982年6月 - 1982年7月   |
| デッカイ トット マーチ                 | デューク・エイセス            | 南家こうじ                       | 1980年8月 - 1980年9月   |
| デッカイばあちゃん                     | 近藤利樹                      | 吉田まほ                         | 2018年6月 - 2018年7月   |
| 哲学するマントヒヒ                     | クロコダイル・パパ            | AC部                             | 2003年8月 - 2003年9月   |
| 鉄塔                                   | 南壽あさ子                    | 藤村里木 吉田ヨシダ              | 2019年10月 - 2019年11月 |
| テトペッテンソン                       | 井上順                        | 中村至男 松本空                  | 2002年10月 - 2002年11月 |
| 手の中の魔法                           | クレヨン社                    | 南家こうじ                       | 1991年8月 - 1991年9月   |
| 手のひらを太陽に                       | 宮城まり子 ビクター少年合唱隊 | やなせたかし                     | 1962年2月 - 1962年3月   |
| デビークロケットの歌                   | 弘田三枝子                    | 久里洋二                         | 1962年10月 - 1962年11月 |
| てるてる坊主はオサムライ               | 小沢亜貴子                    | 西村緋祿司                       | 1994年6月 - 1994年7月   |
| テレビが来た日                         | ピンク・レディー              | 鬼塚大輔 南流石（振り付け）      | 2003年4月 - 2003年5月   |
| 手をつないで歩こう                     | すとぷり                      | 脇克典 来音（LION、振り付け）    | 2022年10月 - 2022年11月 |
| 天下無敵のゴーヤーマン☆                | ガレッジセール                | 木下洋子 松浦由美子              | 2001年10月 - 2001年11月 |
| 転校生は宇宙人                         | BAKUFU-SLUMP                  | 堀口忠彦                         | 1988年6月 - 1988年7月   |
| てんさぐの花                           | 中村浩子 杉並児童合唱団       | 実写                             | 1966年8月 - 1966年9月   |
| 天使の羽のマーチ                       | 上條恒彦 東京放送児童合唱団   | 実写                             | 1984年8月 - 1984年9月   |
| 天使のパンツ                           | むとうかんぺい むとうりつこ   | 田中ケイコ                       | 1977年6月 - 1977年7月   |
| デンデン虫のデン子さん                 | デューク・エイセス            | 吉良敬三                         | 1974年2月 - 1974年3月   |
| てんとうむし                           | ワタナベフラワー              | もりもとたくろう＆Chico 木下洋子 | 2012年2月 - 2012年3月   |
| 天の川                                 | ミチルカ（Michiluca）         | Yves Dalbiez Dalbiez&Tournaire   | 2010年2月 - 2010年3月   |
| 天まで飛ばそ                           | 七尾旅人                      | きのしたがく                     | 2018年2月 - 2018年3月   |
| 展覧会で逢った女の子                   | 新井満                        | 堀口忠彦                         | 1980年6月 - 1980年7月   |

### と
| 曲名                       | 歌手                                          | 映像                                                                                                | 放送期間                                              |
| -------------------------- | --------------------------------------------- | --------------------------------------------------------------------------------------------------- | ----------------------------------------------------- |
| DOOR                       | OKAMOTO'S                                     | 森野和馬                                                                                            | 2018年12月 ‐ 2019年1月                                |
| トゥモロウズ ソング        | GOING UNDER GROUND                            | 望月智充 仲澤崇仁                                                                                   | 2005年8月 - 2005年9月                                 |
| 峠に帰る日                 | 上條恒彦                                      | スチール                                                                                            | 1981年10月 - 1981年11月                               |
| 峠のわが家                 | 岩崎進[#1] 岩崎進&東京マイスターシンガー[#2]  | 実写                                                                                                | 1966年9月[#1] 1968年8月 - 1968年9月[#2]               |
| 父さんの汽笛               | さかいゆう                                    | 南家こうじ                                                                                          | 2018年4月 - 2018年5月                                 |
| 父さんの背番号             | 辻治樹 ヤングフレッシュ                       | 鈴木康彦                                                                                            | 1996年4月 - 1996年5月                                 |
| 父さんのつくった歌         | 市場衛 （森の木児童合唱団）                   | 上野紀子                                                                                            | 1982年12月 - 1983年1月                                |
| 父さんのポンチョ           | ボニージャックス                              | 花の内雅吉                                                                                          | 1967年12月 - 1968年1月                                |
| 灯台守                     | 杉並児童合唱団                                | 実写                                                                                                | 1980年12月 - 1981年1月                                |
| 塔の春                     | 杉並児童合唱団                                | 実写                                                                                                | 1971年4月 - 1971年5月                                 |
| TOFU（豆腐）               | 吉幾三                                        | 迷子堂                                                                                              | 2004年4月 - 2004年5月                                 |
| 動物園へ行こう             | かまやつひろし 東映児童劇団                   | 堀口忠彦                                                                                            | 1975年2月 - 1975年3月                                 |
| 透明なぬくもり             | tico moon feat. 中川理沙                      | クモトリ                                                                                            | 2023年6月 - 2023年7月                                 |
| 遠い海の記憶               | 石川セリ                                      | 実写                                                                                                | 1974年8月 - 1974年9月                                 |
| 遠い恋の物語               | 冨永裕輔                                      | きらけいぞう                                                                                        | 2008年12月 - 2009年1月                                |
| 遠い世界に                 | チューインガム[#1] T字路s[#2]                 | 古川タク[#1] 今津良樹[#2]                                                                           | 1975年10月 - 1975年11月[#1] 2023年4月 - 2023年5月[#2] |
| 遠い空                     | 三浦和人                                      | 安藤勇寿                                                                                            | 2000年8月 - 2000年9月                                 |
| 遠い夏の日のウタ           | トワ・エ・モワ                                | 実写                                                                                                | 1971年6月 - 1971年7月                                 |
| 遠い夏休み                 | 杏子                                          | 片桐飛鳥                                                                                            | 1999年8月 - 1999年9月                                 |
| 遠い風紋                   | 長谷川きよし                                  | 実写（鳥取砂丘） 国領経郎                                                                           | 1976年8月 - 1976年9月                                 |
| 遠いまち                   | 五輪真弓                                      | 実写                                                                                                | 1976年2月 - 1976年3月                                 |
| 通りゃんせ                 | 東京少年少女合唱隊                            | 木馬座                                                                                              | 1969年2月 - 1969年3月                                 |
| Dr.プップクプー            | 山瀬まみ                                      | 斎藤惇夫                                                                                            | 1999年8月 - 1999年9月                                 |
| トゲめくスピカ             | ポルカドットスティングレイ                    | 神風動画 鈴木理 水野貴信                                                                            | 2019年12月 ‐ 2020年1月                                |
| どこかがちがう             | 東京放送児童合唱団                            | 実写                                                                                                | 1968年10月                                            |
| どこまでも駆けてゆきたい   | ガロ                                          | 実写                                                                                                | 1973年10月 - 1973年11月                               |
| 図書館ロケット             | 畑亜貴                                        | 神風動画                                                                                            | 2013年10月 - 2013年11月                               |
| どじょっこ ふなっこ        | 中村浩子                                      | 木馬座                                                                                              | 1961年4月 - 1961年5月                                 |
| どすこい!!太郎             | 水前寺清子                                    | 倉橋達治                                                                                            | 1993年6月 - 1993年7月                                 |
| トタン屋根のワルツ         | 工藤順子                                      | 尾崎真吾                                                                                            | 1985年10月 - 1985年11月                               |
| とっくりやしの木           | 立川澄人                                      | 三乗明                                                                                              | 1966年10月 - 1966年11月                               |
| ドッテン・チャールストン   | ゆうゆ                                        | 前田昭                                                                                              | 1990年12月 - 1991年1月                                |
| トットトコ                 | 坂本九 ひばり児童合唱団                       | スタジオ実写 竹村類（振り付け）                                                                     | 1969年6月 - 1969年7月                                 |
| トトトのうた               | 東京放送児童合唱団                            | 柳原良平 亀井武彦                                                                                   | 1966年2月 - 1966年3月                                 |
| ドナドナ                   | 岸洋子                                        | 小薗江圭子 みわとしこ                                                                               | 1966年2月 - 1966年3月                                 |
| とのさまガエル             | 2who'z 〔語り：石坂浩二〕                     | しりあがり寿 クリーチャーズ                                                                         | 2004年4月 - 2004年5月                                 |
| とべバッタ                 | 小室等                                        | 田島征三                                                                                            | 1987年8月 - 1987年9月                                 |
| ドミソはハーモニー         | INSPi                                         | 西内としお                                                                                          | 2015年12月 - 2016年1月                                |
| ドミニク                   | 東京放送児童合唱団                            | 中原収一                                                                                            | 1964年4月 - 1964年5月                                 |
| トム・ピリビ               | ダークダックス[#1] ペギー葉山[#2]             | 中原収一                                                                                            | 1961年6月 - 1961年7月[#1] 1965年8月 - 1965年9月[#2]   |
| ともしび                   | 宍倉正信 杉並児童合唱団                       | 実写                                                                                                | 1966年12月 - 1967年1月                                |
| 友 〜旅立ちの時〜          | ゆず                                          | ホッチカズヒロ                                                                                      | 2013年8月 - 2013年9月                                 |
| ともだち                   | ダークダックス                                | 実写                                                                                                | 1982年8月 - 1982年9月                                 |
| ともだちの歌               | 東京放送児童合唱団                            | 実写                                                                                                | 1964年8月 - 1964年9月                                 |
| ともだちのともだち         | 岡崎体育                                      | かねひさ和哉                                                                                        | 2024年10月 - 2024年11月                               |
| ともだちはいいもんだ       | トランザム                                    | 実写                                                                                                | 1977年12月 - 1978年1月                                |
| ともだちみつけた           | 石川ひとみ                                    | 実写                                                                                                | 1995年12月 - 1996年1月                                |
| 友よ                       | タッキー&翼                                   | 鈴木哲                                                                                              | 2011年8月 - 2011年9月                                 |
| ドラキュラのうた           | クニ河内 東京放送児童合唱団                   | 月岡貞夫                                                                                            | 1975年8月 - 1975年9月                                 |
| トランペット吹きながら     | 東京放送児童合唱団                            | 花之内雅吉                                                                                          | 1972年6月 - 1972年7月                                 |
| とりあえず、タマで。       | Asu                                           | 秦俊子                                                                                              | 2015年8月 - 2015年9月                                 |
| ドレミの歌                 | ペギー葉山 音羽ゆりかご会                     | 実写                                                                                                | 1962年6月 - 1962年7月                                 |
| ドレミのまほう             | GO-BANG'S                                     | 見米豊                                                                                              | 1991年10月 - 1991年11月                               |
| トレロカモミロ             | 西六郷少年少女合唱団                          | 加藤晃 毛利厚                                                                                       | 1970年2月 - 1970年3月                                 |
| トロイカ                   | 東京少年少女合唱隊[#1] 東京放送児童合唱団[#2] | 実写（撮影地 北海道十勝岳（ノンクレジット）[#1] 実写（撮影地 札幌・原々種農場（ノンクレジット）[#2] | 1961年12月 - 1962年1月[#1] 1966年2月[#2]              |
| ドロップスの歌             | 弘田三枝子                                    | 中原収一                                                                                            | 1963年10月 - 1963年11月                               |
| とろろおくらめかぶなっとう | テツandトモ                                   | 青木純                                                                                              | 2016年6月 - 2016年7月                                 |
| 永遠にともに               | コブクロ                                      | 山田愼二                                                                                            | 2004年10月 - 2004年11月                               |
| ドン・キホーテ             | 佐々木功                                      | 井坂克二 福島治                                                                                     | 1981年2月 - 1981年3月                                 |
| トンチあそび               | 天地総子 東京放送児童合唱団                   | 久里洋二                                                                                            | 1963年8月 - 1963年9月                                 |
| とんとんとん               | ペギー葉山                                    | 鈴木哲 飯島有                                                                                       | 2012年8月 - 2012年9月                                 |
| ドンペペの歌               | シャデラックス 水森亜土                       | 水森亜土                                                                                            | 1971年10月 - 1971年11月                               |
| とんぼの思い出             | 村井千秋 森の木児童合唱団                     | 中島潔                                                                                              | 1982年10月 - 1982年11月                               |

## な行

### な
| 曲名                            | 歌手                              | 映像                | 放送期間                                            |
| ------------------------------- | --------------------------------- | ------------------- | --------------------------------------------------- |
| 泣いていた女の子                | 東京放送児童合唱団                | 月岡貞夫            | 1979年4月 - 1979年5月                               |
| 泣かないで                      | 本木雅弘 岸田今日子               | 南家こうじ          | 1999年4月 - 1999年5月                               |
| なかよし海さん                  | 東京放送児童合唱団                | 実写                | 1980年8月 - 1980年9月                               |
| 仲良しになりたい                | 沢田知可子                        | 中島潔              | 1996年2月 - 1996年3月                               |
| なかよしファミリー              | 山崎唯一家                        | 佃公彦              | 1974年12月 - 1975年1月                              |
| ながいなさんとはやいなさん      | シンガーズ・スリー                | 古川タク            | 1974年10月 - 1974年11月                             |
| 長崎めがね橋                    | 倍賞千恵子                        | 実写                | 1969年4月 - 1969年5月                               |
| 泣き虫おばけ                    | ビリーバンバン                    | 実写                | 1970年6月 - 1970年7月                               |
| 泣き虫ピエロ                    | 斉藤陽子                          | 葛西薫 森野和馬     | 2013年2月 - 2013年3月                               |
| なぜ                            | ケロポンズ 狭山第二児童館合唱団   | 堀口忠彦            | 2012年2月 - 2012年3月                               |
| 菜種時雨 〜natane shigure〜     | 辛島美登里                        | 林静一              | 2003年2月 - 2003年3月                               |
| なつかしの琉球                  | 芹洋子                            | 実写                | 1992年10月 - 1992年11月                             |
| 夏からのプレゼント              | 渡辺満里奈                        | 田中ケイコ          | 1990年6月 - 1990年7月                               |
| 夏恋花                          | 綺羅                              | 劇団影ぼうし        | 2002年6月 - 2002年7月                               |
| なっとうダ!                     | 松居直美                          | 西村緋祿司          | 1992年2月 - 1992年3月                               |
| 夏の思い出                      | 高木淑子 ヴォーチェ・アンジェリカ | 実写                | 1962年8月 - 1962年9月                               |
| 夏の山                          | 東京放送児童合唱団                | 実写                | 1963年8月                                           |
| 夏は来ぬ                        | 百合丘コーラス・児童合唱団        | 実写[#1] 夢田誠[#2] | 1979年6月 - 1979年7月[#1] 1982年6月 - 1982年7月[#2] |
| 夏休み日記                      | 杉並児童合唱団                    | 実写                | 1968年8月 - 1968年9月                               |
| なつやすみのおさかな            | 大島実織                          | 西内としお          | 1996年8月 - 1996年9月                               |
| ななかまどの秋                  | 井上あずみ                        | 前田真三 渡辺順子   | 2009年10月 - 2009年11月                             |
| 七つの海                        | 彩                                | 坂本サク            | 2013年12月 - 2014年1月                              |
| 七つの子                        | 大阪放送児童合唱団                | 七条けんじ          | 1967年8月 - 1967年9月                               |
| 何かいいことあるらしい          | 天地総子                          | 小薗江圭子 田中圭一 | 1968年2月 - 1968年3月                               |
| 菜の花ばたけ                    | 紙ふうせん                        | やなせたかし 実写   | 1975年4月 - 1975年5月                               |
| 涙のチカラ                      | 花*花                             | 南家こうじ          | 2002年2月 - 2002年3月                               |
| 涙の蕾                          | CECIL                             | カンバラクニエ      | 2005年6月 - 2005年7月                               |
| 波をこえて                      | 東京少年少女合唱団                | 実写                | 1962年7月                                           |
| 名もない花のように              | AKEMI                             | こづつみPON         | 2000年6月 - 2000年7月                               |
| 名もない湖                      | 宮本昭太                          | 古川タク            | 1978年4月 - 1978年5月                               |
| 名もなき君へ                    | Yae                               | 中川陽介            | 2003年10月 - 2003年11月                             |
| ナヤミの種                      | 笠浩二&C-C-B                      | 南家こうじ          | 1986年12月 - 1987年1月                              |
| なんでもやるさ （オリバーより） | 西六郷少年少女合唱団              | 実写                | 1965年6月 - 1965年7月                               |
| ナントとカナルの物語            | スターダスト☆レビュー             | 名取祐一郎          | 2025年2月 - 2025年3月                               |
| なんのこれしき ふろしきマン     | 水木一郎                          | 野村辰寿            | 2007年12月 - 2008年1月                              |

### に
| 曲名                                    | 歌手                              | 映像                                      | 放送期間                |
| --------------------------------------- | --------------------------------- | ----------------------------------------- | ----------------------- |
| にが虫おじさん                          | 子門真人                          | 尾崎真吾                                  | 1987年12月 - 1988年1月  |
| 29Q（にくきゅう）のうた                 | つるの剛士                        | 藤浦亜希 鈴木哲                           | 2014年4月 - 2014年5月   |
| 逃げた小鳥                              | 西六郷少年少女合唱団              | 実写                                      | 1963年6月 - 1963年7月   |
| 虹色ラブレター                          | 諫山実生                          | 西内としお                                | 2009年2月 - 2009年3月   |
| 虹と雪のバラード                        | トワ・エ・モワ                    | 実写                                      | 1971年2月 - 1971年3月   |
| 21世紀の君たちへ〜A song for children〜 | さだまさし                        | 塩谷安弘                                  | 2000年4月 - 2000年5月   |
| 2002年ばあちゃん（ハルモニ）音頭        | 神野美伽                          | 堀口忠彦                                  | 2002年4月 - 2002年5月   |
| 日本語のおけいこ                        | 楠トシエ                          | 中原収一                                  | 1961年12月 - 1962年1月  |
| ニャーンタイム                          | 松本伊代                          | 実写                                      | 1983年10月 - 1983年11月 |
| にゃんこの哲学                          | 黒猫同盟                          | ひらのりょう                              | 2024年6月 - 2024年7月   |
| ニャンコロこもりうた                    | 神崎ゆう子                        | 毛利厚                                    | 1995年2月 - 1995年3月   |
| ニルスのふしぎな旅                      | 加橋かつみ                        | 岡田敏靖 スタジオぴえろ（ノンクレジット） | 1980年2月 - 1980年3月   |
| 忍者ネギ蔵                              | アルベルト城間 〔ディアマンテス〕 | とこいった 真間稜                         | 2010年2月 - 2010年3月   |
| 忍者はどこじゃ                          | 高見恭子                          | 月岡貞夫                                  | 1985年12月 - 1986年1月  |

### ぬ
| 曲名           | 歌手         | 映像       | 放送期間              |
| -------------- | ------------ | ---------- | --------------------- |
| ぬか漬けのうた | アップダウン | 青木よしお | 2005年4月 - 2005年5月 |
| ぬくもり       | 西田さゆり   | 増田茂     | 1991年2月 - 1991年3月 |

### ね
| 曲名                 | 歌手                        | 映像           | 放送期間                |
| -------------------- | --------------------------- | -------------- | ----------------------- |
| ねぇ 知ってるかい    | 田中星児                    | 葛岡博         | 1990年4月 - 1990年5月   |
| ねえ ねえ おじいさん | ヴォーチェ・アンジェリカ    | 不明           | 1963年12月 - 1964年1月  |
| 願いごとの持ち腐れ   | AKB48                       | アダチマサヒコ | 2017年4月 - 2017年5月   |
| 猫人間のあたし       | おちあいさとこ              | あしたのんき   | 2004年2月 - 2004年3月   |
| ねこの子もりうた     | 伊藤アイコ ひばり児童合唱団 | 三乗明         | 1966年12月 - 1967年1月  |
| ねこの兵士がゆく     | 森楓                        | クリーチャーズ | 2016年4月 - 2016年5月   |
| ねこふんじゃった     | 天地総子 東京放送児童合唱団 | 和田誠         | 1966年10月 - 1966年11月 |
| ねずみは米がすき     | 美山加恋                    | 松本晴夫       | 2006年2月 - 2006年3月   |
| ねっこ君             | 山本譲二                    | 堀口忠彦       | 2006年12月 - 2007年1月  |
| ねむいいぬ           | 坂田おさむ                  | アダチマサヒコ | 2014年2月 - 2014年3月   |

### の
| 曲名                             | 歌手               | 映像                | 放送期間                |
| -------------------------------- | ------------------ | ------------------- | ----------------------- |
| ノックは3回〜Knock Three Times〜 | 木根尚登           | 田中ケイコ          | 2007年10月 - 2007年11月 |
| 野に咲く花のように               | Gackt              | 実写                | 2007年2月 - 2007年3月   |
| 野原で手をたたけ                 | 東京放送児童合唱団 | 中原収一            | 1964年10月 - 1964年11月 |
| のびろのびろだいすきな木         | アン・サリー       | ホッチカズヒロ      | 2007年6月 - 2007年7月   |
| のらねこ三度笠                   | 西田敏行           | 倉橋達治            | 1980年6月 - 1980年7月   |
| のら猫どらスケの夢               | 小林幸子           | 小林まこと 鈴木康彦 | 1990年4月 - 1990年5月   |
| 野をこえ丘こえランランラン       | 東京放送児童合唱団 | 実写                | 1963年11月              |

## は行

### は
| 曲名                                    | 歌手                                          | 映像 | 放送期間                                                |
| --------------------------------------- | --------------------------------------------- | --- | ------------------------------------------------------- |
| ハーイ!グラスホッパー                   | 高見のっぽ                                    | 伊藤有壱 | 2007年4月 - 2007年5月                                   |
| ハートにホッチキス                      | 太田貴子                                      | 実写 | 1986年8月 - 1986年9月                                   |
| HEART BEAT（ハートビート）              | SUPER LiBLAZE HAPPY☆BEAT                      | 実写 | 2012年4月 - 2012年5月                                   |
| Paikaji〜南風〜                         | 加藤登紀子                                    | 実写 | 2001年6月 - 2001年7月                                   |
| ハイキングにでかけよう                  | ひばり児童合唱団                              | 実写 | 1967年11月                                              |
| BYE-BYE                                 | 浜崎あゆみ                                    | イノウエマナ(RIBBON)                                                                                                  | 2024年4月 - 2024年5月                                   |
| 博多人形に寄せて                        | 由紀さおり                                    | 実写 | 1972年12月 - 1973年1月                                  |
| 履物と傘の物語                          | AKB48                                         | 南家こうじ | 2015年2月 - 2015年3月                                   |
| ばく                                    | 浦島坂田船                                    | 犬プール | 2024年10月 - 2024年11月                                 |
| 白銀はまねくよ                          | 立川澄人 東京少年合唱隊〔東京少年少女合唱隊〕 | 実写 | 1963年1月                                               |
| バケツの穴                              | 熊倉一雄 東京放送児童合唱団                   | 和田誠 | 1968年8月 - 1968年9月                                   |
| バケバケNight!                          | DA PUMP                                       | Composition 安井治次郎 加速サトウ 鈴木郁美 KIMI（振り付け）                                                           | 2019年10月 - 2019年11月                                 |
| はさみとぎ                              | 友竹正則 杉並児童合唱団                       | 久里洋二 | 1965年4月 - 1965年5月[#1] 1974年2月 - 1974年3月[#2]     |
| 走れ仔馬よ 牧場は五月                   | 阿部ユキ子 フォークウィンズ                   | 実写 | 1972年4月 - 1972年5月                                   |
| 走れジョリィ                            | 堀江美都子 ティティーネ & チルドレンコーラス  | 実写 | 1981年2月 - 1981年3月                                   |
| 走れ並木を                              | 東京少年少女合唱団[#1] 大阪放送児童合唱団[#2] | 木馬座[#1] 実写[#2]                                                                                                   | 1961年10月 - 1961年11月[#1] 1965年10月 - 1965年11月[#2] |
| 走ろう小馬よ                            | ペギー葉山 東京放送児童合唱団                 | 実写 | 1963年9月                                               |
| は・じ・め・て                          | 小泉今日子                                    | 南家こうじ | 1987年12月 - 1988年1月                                  |
| はじめての僕デス                        | 宮本浩次                                      | 若井丈児 | 1976年8月 - 1976年9月                                   |
| バスの歌                                | 渡辺トモ子 ロイヤルナイツ みすず児童合唱団    | 小薗江圭子 実写 | 1962年4月 - 1962年5月                                   |
| はだかん帽                              | 宍戸留美                                      | MINAKO & HINA/AB コミックス・ウェーブ                                                                                 | 2004年8月 - 2004年9月                                   |
| はだしのダイアリー                      | 矢井田瞳                                      | Lisa Fukaya | 2020年10月 - 2020年11月                                 |
| passion                                 | 宮本浩次                                      | MACCIU 窪田慎/CEKAI                                                                                                   | 2021年6月 - 2021年7月                                   |
| はつ夏の潮騒                            | 梓みちよ                                      | 実写 | 1972年6月 - 1972年7月                                   |
| ぱっぱらパパ                            | ケーシー・ランキン                            | メテオール．CW | 2002年4月 - 2002年5月                                   |
| HAPPY WEEKEND                           | KONISHIKI                                     | 青木俊直 | 2002年4月 - 2002年5月                                   |
| 鳩の詩                                  | ダ・カーポ                                    | 葉祥明 毛利厚 | 1986年10月 - 1986年11月                                 |
| 鳩笛                                    | 長谷川きよし                                  | 林静一 実写 | 1974年12月 - 1975年1月                                  |
| HANA                                    | 暮部拓哉                                      | 藤城清治 水上丈子 | 2008年2月 - 2008年3月                                   |
| 花                                      | ザ・ピーナッツ                                | 木馬座 | 1962年4月 - 1962年5月                                   |
| 花いちもんめ                            | 川崎少年少女合唱団                            | 斉藤輝雄 | 1979年12月 - 1980年1月                                  |
| 花かんざし                              | 田川寿美                                      | 松田史音 毛利厚 | 1994年8月 - 1994年9月                                   |
| 花さかニャンコ                          | 谷山浩子（演奏：栗コーダーカルテット）        | きのしたがく | 2019年4月 - 2019年5月                                   |
| バナナ・スピリット                      | 西岡恭蔵                                      | 若井丈児 | 1980年10月 - 1980年11月                                 |
| バナナ村に雨がふる                      | EPO                                           | 南家こうじ | 1987年8月 - 1987年9月                                   |
| バナナをたべる時の歌                    | 弘田三枝子                                    | 中原収一 | 1963年6月 - 1963年7月                                   |
| 花になる                                | 夏川りみ                                      | 片桐飛鳥 吉良敬三 | 2000年10月 - 2000年11月                                 |
| 花の海                                  | 森の木児童合唱団                              | 実写 群馬県 | 2007年8月 - 2007年9月                                   |
| 花のかざぐるま －花ぬ風車（かじませ）－ | ひばり児童合唱団                              | 実写 | 1967年2月 - 1967年3月                                   |
| 花のまわりで                            | 西六郷少年少女合唱団                          | 木馬座 | 1964年5月                                               |
| 花日                                    | RED RICE（form 湘南乃風）                     | ayaka nakamura | 2020年6月 - 2020年7月                                   |
| 花風車の森                              | しまだあや                                    | 坂本サク | 2006年6月-2006年7月                                     |
| 花まつり                                | 中原美紗緒 東京放送児童合唱団                 | 木馬座 | 1962年4月 - 1962年5月                                   |
| 花嫁募集中                              | 堺正章 ブレッスン・フォー                     | 実写 | 1975年6月 - 1975年7月                                   |
| 花よりも花を咲かせる土になれ            | ベリーグッドマン                              | よこすかれいこ | 2024年12月 - 2025年1月                                  |
| パパおしえて                            | 岸部シロー                                    | 実写 | 1975年4月 - 1975年5月[#1] 1982年6月 - 1982年7月[#2]     |
| パパとあなたの影ぼうし                  | 太田裕美                                      | 劇団影ぼうし | 2001年4月 - 2001年5月                                   |
| パパと歩こう                            | 宍倉正信 西六郷少年少女合唱団                 | 中原収一 | 1973年4月 - 1973年5月                                   |
| パパとあるこう                          | 石原裕次郎                                    | 実写 | 1980年4月 - 1980年5月                                   |
| パパと踊ろうよ                          | 芦野宏 東京放送児童合唱団                     | スタジオ実写 | 1963年12月 - 1964年1月                                  |
| パパとるすばん                          | 遠藤由実                                      | 立本倫子 長尾智一郎                                                                                                   | 2007年4月 - 2007年5月                                   |
| パパの時間                              | ティファニー・ブレイク                        | 実写 | 1979年8月 - 1979年9月                                   |
| パパのバイオリン                        | 友竹正則 杉並児童合唱団                       | 和田誠 | 1968年2月 - 1968年3月                                   |
| パパはママが好き                        | ザ・ピーナッツ                                | ひとみ座 辻村ジュサブロー                                                                                             | 1962年10月 - 1962年11月                                 |
| ハピハピ バースデイ                     | 岡本真夜                                      | 菊田まりこ コミックス・ウェーブ                                                                                       | 2001年12月 - 2002年1月                                  |
| パプリカ                                | Foorin[#1] 米津玄師[#2]                       | 実写[#1（ダンスVer.）] オー・エル・エム・デジタル[#1（マスコットVer.）] 辻本知彦＋菅原小春（振り付け）[#1] 加藤隆[#2] | 2018年8月 - 2018年9月[#1] 2019年8月 - 2019年9月[#2]     |
| ばぶるばす                              | いはたじゅり                                  | 栗原佳子 田中ケイコ                                                                                                   | 2001年12月 - 2002年1月                                  |
| 浜辺のうた                              | 静岡放送児童合唱団                            | 実写 | 1967年10月 - 1967年11月                                 |
| はみがき                                | 少年ナイフ                                    | TIM CARROL | 1999年6月 - 1999年7月                                   |
| はみがき音頭                            | TARAKO                                        | 西村緋祿司 | 1992年8月 - 1992年9月                                   |
| 早口ことば                              | ダーク・ダックス                              | 久里洋二 | 1965年12月 - 1966年1月                                  |
| パヤパヤパイン                          | 田中美奈子                                    | 実写 | 1991年6月 - 1991年7月                                   |
| バラが咲いた                            | マイク眞木 西六郷少年少女合唱団               | 実写 | 1966年6月 - 1966年7月                                   |
| バルーンのうた                          | ザ・ピーナッツ                                | 木馬座 | 1961年6月 - 1961年7月                                   |
| はるか                                  | jIPANG（ジパング）                            | 実写 | 1998年4月 - 1998年5月                                   |
| 春風のドライブ                          | 西六郷少年少女合唱団                          | 実写 | 1969年4月 - 1969年5月                                   |
| はるかなあなた （ポ・カレカレ）         | 由紀さおり 東京フィルハーモニック・コーラス   | 実写 | 1974年6月 - 1974年7月                                   |
| はるかな友に                            | ボニージャックス                              | スチール構成 | 1963年2月 - 1963年3月[#1] 1973年10月-1973年11月[#2]     |
| はるかに蝶は                            | 由紀さおり                                    | 大井文雄 | 1971年4月 - 1971年5月                                   |
| 春が呼んでるよ                          | 友竹正則 東京放送児童合唱団、東京混声合唱団   | 実写 | 1963年3月                                               |
| はる なつ                               | 茂森あゆみ                                    | 片桐飛鳥 南家こうじ                                                                                                   | 2000年6月 - 2000年7月                                   |
| はる なつ あき ふゆ                     | さとう宗幸                                    | 大塚一路 | 1989年10月 - 1989年11月                                 |
| 春の風                                  | 東京荒川少年少女合唱隊                        | 牧野圭一 マキノプロ                                                                                                   | 1972年4月 - 1972年5月                                   |
| 春の川で                                | 西六郷少年少女合唱団                          | 実写 | 1965年3月                                               |
| 春の潮だまり                            | 東京トルベール                                | 実写 | 1971年4月 - 1971年5月                                   |
| 春のそよ風                              | 岸洋子                                        | かかし座 | 1966年4月 - 1966年5月                                   |
| 春のむすめ                              | 島田佑子 荒川少年少女合唱隊                   | フィルム | 1974年2月 - 1974年3月                                   |
| 春の山                                  | 東京放送児童合唱団                            | 実写 | 1982年2月 - 1982年3月                                   |
| 春のゆくえ                              | 桜田淳子                                      | 実写 | 1975年2月 - 1975年3月                                   |
| 春のロンド                              | 楠トシエ                                      | おとぎプロ | 1963年4月 - 1963年5月                                   |
| 春はスタート・一年生                    | 松下里美                                      | 実写 | 1991年4月 - 1991年5月                                   |
| 春をうたおう                            | 芹洋子 東京少年少女合唱隊                     | スチール構成 | 1973年4月 - 1973年5月                                   |
| 春を呼ぶマーチ                          | 天地総子 杉並児童合唱団                       | 実写 | 1970年2月 - 1970年3月                                   |
| 春をよぶ夢                              | シンガーズ・スリー                            | 佃公彦 朝日プロ | 1970年12月 - 1971年1月                                  |
| 晴れ舞台                                | ジェロ                                        | Spooky graphic | 2008年12月 - 2009年1月                                  |
| ハローアゲイン, JoJo                    | 平原綾香                                      | ハンス・バッハー ポリゴン・ピクチュアズ                                                                               | 2004年10月 - 2004年11月                                 |
| ハロー・トゥモロー                      | 戸田恵子                                      | ビジュアル80 | 1983年8月 - 1983年9月                                   |
| ハロハログッバイ                        | 井上ジョー                                    | 三浦義和 ボカン＆オレンジ アラカグラフィス                                                                            | 2010年10月 - 2010年11月                                 |
| ハワイアン・ロックンロール              | 伊東ゆかり                                    | とこいった | 2003年8月 - 2003年9月                                   |
| 反省のうた                              | サムシング・エルス                            | 実写 | 1998年2月 - 1998年3月                                   |
| パンダ・ダ・パ・ヤッ                    | 加茂晴美                                      | 加藤晃 | 1983年10月 - 1983年11月                                 |
| パンドラの箱                            | 新田純一                                      | 実写 | 1983年6月 - 1983年7月                                   |
| パンのマーチ                            | ペギー葉山 東京少年少女合唱隊                 | 中原収一 | 1969年12月 - 1970年1月                                  |
| ハンバーグの作り方                      | ポークソテーズ                                | 西村緋祿司 | 1996年2月 - 1996年3月                                   |
| はんぶんおとな                          | 井上あずみ ゆーゆ                             | 長井勝見 | 2014年12月 - 2015年1月                                  |
| 万有引力                                | Tani Yuuki                                    | 大湊良蔵 BENTEN Film                                                                                                  | 2025年8月 - 2025年9月                                   |

### ひ
| 曲名                                                  | 歌手                                                 | 映像                           | 放送期間                                              |
| ----------------------------------------------------- | ---------------------------------------------------- | ------------------------------ | ----------------------------------------------------- |
| ピアノ                                                | みなみらんぼう                                       | 古川タク                       | 1997年6月 - 1997年7月                                 |
| ピアノとわたし                                        | 八神純子                                             | 林静一 金海由美子              | 1991年4月 - 1991年5月                                 |
| ピースフル!                                           | ピース×ピース                                        | 森新吾 奥和義                  | 2011年4月 - 2011年5月                                 |
| ヒーハイホー                                          | 上條恒彦 東京放送児童合唱団                          | 吉良敬三 若井丈児              | 1973年10月 - 1973年11月                               |
| ひいふうガラス窓                                      | 千昌夫                                               | 吉良敬三                       | 1984年10月 - 1984年11月                               |
| ビーフストロガノフ                                    | ショピン                                             | 川島明 大橋弘典                | 2014年2月 - 2014年3月                                 |
| ピエロのトランペット                                  | 岸洋子[#1] 東京放送児童合唱団[#2]                    | 中原収一[#1] 実写[#2]          | 1965年12月 - 1966年1月[#1] 1978年12月 - 1979年1月[#2] |
| ビオラは歌う                                          | 槇原敬之                                             | 内田コーイチロウ Super Brain   | 2010年6月 - 2010年7月                                 |
| 陽光のなかの僕たち 〜LET THE SUNSHINE IN YOUR HEART〜 | 西城秀樹                                             | 実写                           | 1988年4月 - 1988年5月                                 |
| ひかるこみち                                          | 東京放送児童合唱団                                   | 実写                           | 1964年6月 - 1964年7月                                 |
| 光る夏の歌                                            | 田中星児                                             | 実写                           | 1974年8月 - 1974年9月                                 |
| 光のゲンちゃん                                        | SHOWTA.                                              | 西村緋祿司                     | 2008年4月 - 2008年5月                                 |
| ヒカレ                                                | JUN SKY WALKER(S)                                    | 半崎信朗                       | 2024年4月 - 2024年5月                                 |
| 日傘の詩                                              | 森みゆき                                             | 中島潔                         | 1997年8月 - 1997年9月                                 |
| 東の島にコブタがいた                                  | BAKUFU-SLUMP                                         | 古川タク                       | 1990年8月 - 1990年9月                                 |
| ひげなしゴゲジャバル                                  | ペギー葉山                                           | 堀口忠彦                       | 1974年6月 - 1974年7月                                 |
| ピクニック                                            | ザ・ウェールズ                                       | 古川タク                       | 1990年6月 - 1990年7月                                 |
| ピクニック                                            | スリーグレイセス ボニージャックス 東京少年少女合唱隊 | 実写                           | 1962年4月                                             |
| ひげのお医者さん                                      | ボニージャックス                                     | 久里洋二                       | 1963年12月 - 1964年1月                                |
| ひげヒゲげひポンポン                                  | たんきゅんデモクラシー                               | 大橋弘典                       | 2015年6月 - 2015年7月                                 |
| ひざっこぞうマーチ                                    | 西六郷少年少女合唱団                                 | 実写                           | 1968年6月                                             |
| 陽だまりにゆれて                                      | SORA                                                 | 実写                           | 1991年12月 - 1992年1月                                |
| ひとつおぼえの                                        | オッコ                                               | 亀井武彦                       | 1970年8月 - 1970年9月                                 |
| ひとつのドア                                          | こむろゆい                                           | 吉良敬三                       | 1999年2月 - 1999年3月                                 |
| ひとつをみんなで                                      | 青い三角定規                                         | 実写                           | 1972年4月 - 1972年5月                                 |
| 瞳を閉じて                                            | 善村ゆうこ                                           | 実写                           | 1976年8月 - 1976年9月                                 |
| ひとりぼっちの歌                                      | クニ河内                                             | ひこねのりお                   | 1984年6月 - 1984年7月                                 |
| ひとりぼっちの旅                                      | はしだのりひこ シューベルツ                          | 実写                           | 1969年10月 - 1969年11月                               |
| ひとりぼっちの羊飼い                                  | 宮城まり子                                           | 実写 関矢幸雄（振り付け）      | 1963年6月-1963年7月                                   |
| ひなげし                                              | ペギー葉山 大阪放送児童合唱団                        | 小薗江圭子 みわとしこ          | 1966年8月 - 1966年9月                                 |
| ヒナのうた                                            | 柴草玲                                               | 南家こうじ                     | 2003年2月 - 2003年3月                                 |
| ピノキオの歌                                          | 楠トシエ                                             | 久里洋二                       | 1962年4月 - 1962年5月                                 |
| ひので号の歌                                          | 東京放送児童合唱団                                   | 実写                           | 1963年4月 - 1963年5月                                 |
| 日々                                                  | 吉田山田                                             | 山田義孝 白石慶子              | 2013年12月 - 2014年1月                                |
| ビビディ・バビディ・ブー                              | スリーグレイセス                                     | 和田誠                         | 1962年12月 - 1963年1月                                |
| ヒピディ・ホプディ・パンプ                            | 八神純子                                             | 古川タク イメージスタジオ・109 | 1998年12月 - 1999年1月                                |
| ひまわり                                              | 又紀仁美                                             | 実写                           | 1999年6月 - 1999年7月                                 |
| ひまわり                                              | 安田祥子                                             | 実写                           | 1996年8月 - 1996年9月                                 |
| 100年時代                                             | 大木ハルミ                                           | 名取祐一郎                     | 2020年12月 - 2021年1月                                |
| ビューティフル・ネーム                                | ゴダイゴ                                             | 毛利厚 実写                    | 1979年4月 - 1979年5月                                 |
| ヒュルル ジンジン からっ風                            | 荒川少年少女合唱隊[#1] デューク・エイセス[#2]        | 実写                           | 1970年2月 - 1970年3月[#1] 1979年12月 - 1980年1月[#2]  |
| ひよこぐも                                            | アヤカ ウィルソン                                    | pukumuku 長井勝見              | 2009年8月 - 2009年9月                                 |
| ひよこぶたのテーマPart2。                             | Cocco                                                | Cocco 伊藤有壱                 | 2001年8月 - 2001年9月                                 |
| ピヨの恩返し                                          | 岩男潤子                                             | 今林由佳                       | 2015年2月 - 2015年3月                                 |
| ひらら恋胡蝶                                          | 池田綾子                                             | 本間由樹子 小澤雅夫            | 2013年2月 - 2013年3月                                 |
| 広瀬川慕情                                            | 石川さゆり                                           | 実写                           | 1982年6月 - 1982年7月                                 |
| ヒロミ                                                | 原田潤                                               | 田中ケイコ                     | 1980年4月 - 1980年5月                                 |
| ピンクと呪文                                          | ザ★スリー・ソウル・ピグリーズ                        | 玉村敬子 須田英和              | 2011年2月 - 2011年3月                                 |

### ふ
| 曲名                                                            | 歌手                                                               | 映像                                       | 放送期間                                            |
| --------------------------------------------------------------- | ------------------------------------------------------------------ | ------------------------------------------ | --------------------------------------------------- |
| fight（ファイト）                                               | YUI                                                                | たかぎひろえ                               | 2012年8月 - 2012年9月                               |
| ファット・マ・イズ・クリーニン・ザ・ルーム 〜お掃除ママのうた〜 | 種ともこ                                                           | 前田昭                                     | 1986年12月 - 1987年1月                              |
| Family                                                          | ORANGE RANGE                                                       | きらけいぞう                               | 2018年10月 - 2018年11月                             |
| ファンタ爺さんのうた                                            | 石川優美 森の木児童合唱団                                          | つかごしていじ                             | 2004年8月 - 2004年9月                               |
| ふぃふぃ                                                        | 池辺朋 東京少年少女合唱隊                                          | 福島治                                     | 1984年2月 - 1984年3月                               |
| ブーアの森へ                                                    | 忌野清志郎                                                         | 松浦由美子                                 | 2002年4月 - 2002年5月                               |
| ふうせん                                                        | 小島麻由美                                                         | 小島麻由美                                 | 1999年2月 - 1999年3月                               |
| ぷかぷか                                                        | なきごと                                                           | らっパル                                   | 2022年12月 - 2023年1月                              |
| ブギ・ウギ・ゴリラ                                              | GO-RILLA                                                           | 倉橋達治                                   | 1996年8月 - 1996年9月                               |
| ふきとひよこ                                                    | 真依子                                                             | 横山宇加 オオニシカオリ                    | 2013年4月 - 2013年5月                               |
| フシギナチカラ                                                  | 木村充揮                                                           | ボンジュール イシイ ヤシロタケシと仲間たち | 2004年8月 - 2004年9月                               |
| ぶたが逃げた                                                    | ブルー・コメッツ                                                   | 柳原良平                                   | 1968年10月 - 1968年11月                             |
| ふたごのオオカミ大冒険                                          | ルディ・マスヤーニ 劇団若草                                        | 月岡貞夫                                   | 1980年10月 - 1980年11月                             |
| ふたつの石                                                      | 川村明                                                             | 実写                                       | 1977年10月 - 1977年11月                             |
| 2つのゆびわ                                                     | 坂田めぐみ 坂田おさむ（コーラス）                                  | スタジオビンゴ                             | 2016年2月 - 2016年3月                               |
| ぶたまんごころ                                                  | 小林亜星                                                           | 宍戸留美 ティー・アンド・エム              | 2002年2月 - 2002年3月                               |
| ふたりで半分こ                                                  | 堀江美都子 市場衛 ティティーネ&チルドレンコーラス 森の木児童合唱団 | ビジュアル80                               | 1981年8月 - 1981年9月                               |
| ふたりは80才                                                    | 天地総子 下條アトム 東京放送児童合唱団                             | 堀口忠彦                                   | 1986年8月 - 1986年9月                               |
| 二人ぼっち時間                                                  | しいなりんご                                                       | さわのりゆき たかぎひろえ                  | 2009年6月 - 2009年7月                               |
| ふつうとは                                                      | 東京事変                                                           | 西郡勲 米澤拓也                            | 2022年2月 - 2022年3月                               |
| 船のりの夢                                                      | 立川澄人 西六郷少年少女合唱団                                      | 実写                                       | 1963年7月                                           |
| フニクリ・フニクラ                                              | デューク・エイセス[#1] ひばりヶ丘少年少女合唱団[#2]                | かかし座[#1] 福島治次[#2]                  | 1961年4月 - 1961年5月[#1] 1970年6月 - 1970年7月[#2] |
| 船はうたう                                                      | B.DOG.B.B                                                          | 小堤一明                                   | 1997年10月 - 1997年11月                             |
| 船をみた日に                                                    | 由紀さおり                                                         | 実写                                       | 1985年6月 - 1985年7月                               |
| 冬の歌                                                          | 東京放送児童合唱団                                                 | 木馬座                                     | 1971年12月 - 1972年1月                              |
| 冬の行進                                                        | ボニージャックス 東京放送児童合唱団                                | 実写                                       | 1965年12月                                          |
| 冬の日の子守唄                                                  | 堀江美都子                                                         | スチール                                   | 1976年10月 - 1976年11月                             |
| 冬の夜                                                          | チェチリア少女合唱団                                               | 実写                                       | 1968年12月 - 1969年1月                              |
| 冬の夜のおはなし                                                | 島田祐子                                                           | 及川功一                                   | 1989年2月 - 1989年3月                               |
| フラミンゴのワルツ                                              | 尾藤イサオ                                                         | 倉橋達治                                   | 1988年10月 - 1988年11月                             |
| ブランコ                                                        | 日野てる子 東京放送児童合唱団                                      | 実写                                       | 1973年8月 - 1973年9月                               |
| フリッパー                                                      | 西六郷少年少女合唱団                                               | 久里洋二                                   | 1965年8月 - 1965年9月                               |
| ふりむけばカエル                                                | 矢野顕子                                                           | 月岡貞夫                                   | 1987年4月 - 1987年5月                               |
| フリーダム・フォー・ザ・ワールド 〜自由を世界に〜               | EVE                                                                | 実写                                       | 1992年10月 - 1992年11月                             |
| 古いアルバム                                                    | 高橋真美                                                           | 実写                                       | 1985年4月 - 1985年5月                               |
| 古いお城のものがたり                                            | エカテリーナ                                                       | ツァコ・フェレンツ 小田桐昭                | 2005年2月 - 2005年3月                               |
| フルーツ5姉妹                                                   | ももいろクローバーZ                                                | 助川勇太（白組）                           | 2016年10月 - 2016年11月                             |
| フルーツサラダの歌                                              | ペギー葉山                                                         | 横尾忠則 みわとしこ                        | 1964年10月 - 1964年11月                             |
| ふるさと                                                        | 嵐                                                                 | 大塚いちお 坂井治                          | 2013年4月 - 2013年5月                               |
| ふるさと                                                        | ファンキーモンキーベイビーズ                                       | SEP 浅利陽介（出演者）                     | 2009年12月 - 2010年1月                              |
| フルサト                                                        | NOKKO GO                                                           | 谷内六郎                                   | 2003年10月 - 2003年11月                             |
| ふるさとの五月                                                  | 尾崎紀世彦                                                         | 林静一                                     | 1995年4月 - 1995年5月                               |
| ふるさとの空は                                                  | 東京放送児童合唱団                                                 | 実写                                       | 1967年2月                                           |
| ふるさとのない秋                                                | 森進一                                                             | 林静一                                     | 1990年8月 - 1990年9月                               |
| ふるさとのヨーデル                                              | 西六郷少年少女合唱団                                               | 実写                                       | 1972年6月 - 1972年7月                               |
| ふるさとは土佐                                                  | 北島三郎                                                           | 実写                                       | 1972年6月 - 1972年7月                               |
| ふるさと春まつり                                                | さやま友香                                                         | 実写                                       | 1993年2月 - 1993年3月                               |
| ブレーメンのマペット音楽家 （ミュージシャン）                   | Breath by Breath                                                   | センガジン                                 | 2002年12月 - 2003年1月                              |
| PRECIOUS DAY                                                    | しらさやえみ                                                       | 実写                                       | 1997年6月 - 1997年7月                               |
| プレゼント                                                      | SEKAI NO OWARI                                                     | SONIC                                      | 2015年8月 - 2015年9月                               |
| フレ!フレ!大丈夫!                                               | チーミー                                                           | 南家こうじ                                 | 2010年10月 - 2010年11月                             |
| フンコロガシは、忙しい。                                        | 伊武雅刀                                                           | 西内としお                                 | 2006年8月 - 2006年9月                               |
| ぶんぬけた                                                      | 天地総子 大阪放送児童合唱団                                        | ささきかんじ                               | 1968年6月 - 1968年7月                               |
| プンプンポルカ                                                  | 芦野宏                                                             | 久里洋二                                   | 1961年8月 - 1961年9月                               |

### へ
| 曲名                             | 歌手                                  | 映像                                               | 放送期間                |
| -------------------------------- | ------------------------------------- | -------------------------------------------------- | ----------------------- |
| ヘイ! 二才達（ニセタ）           | 南沙織                                | 実写                                               | 1975年8月 - 1975年9月   |
| べいびーろっく 〜BABY ROCK〜     | 浜谷真理子                            | 梶谷芳郎 セドリック・エロール 近藤良平（振り付け） | 2008年8月 - 2008年9月   |
| ベスト・フレンド 〜Best Friend〜 | SMAP                                  | 西内としお 安藤ひろみ                              | 1992年4月 - 1992年5月   |
| ペチカ                           | 東京放送児童合唱団                    | 谷内六郎                                           | 1965年12月 - 1966年1月  |
| へっちゃら平気の平八郎           | 石野真子                              | 福島治                                             | 2015年8月 - 2015年9月   |
| ヘップション                     | 玉木潤                                | 古川タク FLAFRA                                    | 1981年8月 - 1981年9月   |
| ヘドラーの山                     | 細川たかし 森の木児童合唱団           | 西内としお                                         | 1994年10月 - 1994年11月 |
| 紅芋娘                           | Kiroro                                | 姉川たく ミルトミタル 宮平秋子（振り付け）         | 2005年6月 - 2005年7月   |
| へのへのもへじ                   | 楠トシエ                              | 中原収一                                           | 1961年10月 - 1961年11月 |
| へのへのもへじ                   | へのへのもへじ （羽田尚平、和田麗史） | 堀口忠彦                                           | 1976年12月 - 1977年1月  |
| ペルシャの子守歌〜わたしの花〜   | 加藤登紀子                            | 芝山努                                             | 1984年6月 - 1984年7月   |
| 変顔体操                         | ヨシザワコウタ feat. RyoTracks        | 鈴木のりたけ クモトリ                              | 2019年6月 - 2019年7月   |
| ペンギンパラダイス               | 中尾隆聖 ボイスランドキッズ           | 細谷秋夫                                           | 1996年10月 - 1996年11月 |
| 変身                             | ROLLY                                 | 実写                                               | 2000年4月 - 2000年5月   |
| へんな家!（La Casa）             | レミー・ブリッカ 東京放送児童合唱団   | 若井丈児 実写                                      | 1983年2月 - 1983年3月   |
| ヘンなABC                        | 一城みゆ希 東京放送児童合唱団         | 若井丈児                                           | 1986年6月 - 1986年7月   |

### ほ
| 曲名                         | 歌手                                  | 映像                               | 放送期間                                 |
| ---------------------------- | ------------------------------------- | ---------------------------------- | ---------------------------------------- |
| 坊がつる讃歌                 | 芹洋子                                | 実写                               | 1978年6月 - 1978年7月                    |
| ほうき星                     | AJI                                   | 古川タク                           | 2012年6月 - 2012年7月                    |
| 鳳来寺山のブッポウソウ       | 東京放送児童合唱団                    | 大井文雄                           | 2007年6月 - 2007年7月                    |
| ホーハイホー                 | 紙ふうせん                            | えとうまさゆき                     | 1999年6月 - 1999年7月                    |
| ほがらか村長さん             | 世良明芳 東京放送児童合唱団           | おとぎプロ                         | 1964年4月 - 1964年5月                    |
| ぼく かっこいいでしょ        | 真璃子                                | 倉橋達治 吉田としき                | 1991年10月 - 1991年11月                  |
| 牧場の朝                     | 東京少年少女合唱隊                    | 花之内雅吉                         | 1968年6月 - 1968年7月                    |
| ボクたち大阪の子どもやでェ   | T.J.C                                 | 実写                               | 1976年10月 - 1976年11月                  |
| 僕たちのコレクション         | KATSUMI                               | 西内としお                         | 1993年12月 - 1994年1月                   |
| 僕と魚の物語                 | Swimy                                 | moogabooga                         | 2017年12月 - 2018年1月                   |
| ぼくとディジャヴ             | 兵藤ゆき                              | 南家こうじ                         | 1993年4月 - 1993年5月                    |
| ぼくの海                     | 佐良直美                              | （アニメ）                         | 1970年10月 - 1970年11月                  |
| ボクのおとうとくん           | 小堺一機                              | 西内としお                         | 1997年10月 - 1997年11月                  |
| ボクの勝ち                   | NAHKI                                 | 南家こうじ                         | 1994年4月 - 1994年5月                    |
| ぼくのクラスは最先端         | ザ・ジャドーズ                        | 倉橋達治                           | 1995年8月 - 1995年9月                    |
| ぼくのそらとぶじゅうたん     | ももちひろこ                          | アダチマサヒコ                     | 2015年12月 - 2016年1月                   |
| ぼくのにっきちょう           | 小倉一郎                              | 加藤晃                             | 1982年6月 - 1982年7月                    |
| ぼくのバレンタインデー       | とみたいちろう                        | 鈴木康彦                           | 1987年2月 - 1987年3月                    |
| ぼくのプルー                 | 岩崎宏美                              | 佃公彦 島村達雄 グリーン・キャメル | 1977年2月 - 1977年3月                    |
| ぼくの町                     | 岸洋子 スクールメイツ                 | 実写                               | 1974年4月 - 1974年5月                    |
| ぼくの目は猫の目             | 忌野清志郎                            | 西内としお                         | 1992年2月 - 1992年3月                    |
| 僕のラララ                   | バナナギャングス                      | 加藤タカ                           | 1993年4月 - 1993年5月                    |
| ぼくは大きな石ころさ         | 財津一郎                              | 佃公彦                             | 1982年2月 - 1982年3月                    |
| ぼくはおもちゃ               | 山本彩                                | m7kenji                            | 2020年12月 - 2021年1月                   |
| 僕は君の涙                   | 太田裕美                              | 南家こうじ                         | 1998年6月 - 1998年7月                    |
| ぼくはくま                   | 宇多田ヒカル                          | 合田経郎                           | 2006年10月 - 2006年11月                  |
| 僕はここで生きていく         | クリス・ハート                        | 児玉徹郎 たかあき                  | 2015年12月 - 2016年1月                   |
| ぼくは人工衛星               | 井上芳雄                              | Hiromu Oka                         | 2023年4月 - 2023年5月                    |
| ぼくはヒーロー               | 宮野真守                              | 北村みなみ                         | 2019年2月 - 2019年3月                    |
| ぼくはひこうき               | 東京放送児童合唱団                    | 実写                               | 1989年12月 - 1990年1月                   |
| ぼくは未来のサッカー選手     | 井上りつ子                            | こはなわためお                     | 1994年2月 - 1994年3月                    |
| ぼくも                       | 長澤知之 feat.松崎ナオ                | ホッチカズヒロ                     | 2023年10月 - 2023年11月                  |
| ぼくらの空は四角くて         | 西六郷少年少女合唱団                  | 実写                               | 1968年11月                               |
| ぼくらのトロイカ             | 東京放送児童合唱団                    | 実写                               | 1965年2月                                |
| 僕らのヒーロー               | 郷ひろみ                              | 木下洋子                           | 2010年6月 - 2010年7月                    |
| ぼくらの町は川っぷち         | 倍賞千恵子[#1] 大阪放送児童合唱団[#2] | 実写                               | 1964年6月 - 1964年7月[#1] 1966年12月[#2] |
| 僕らはいきものだから         | 緑黄色社会                            | ユージン                           | 2024年8月 - 9月                          |
| ぼくらは三つ子の男の子       | クリケッツ                            | 若井丈児                           | 1978年4月 - 1978年5月                    |
| ぼくらまちボウズ!            | ISLANDS                               | 堀口忠彦                           | 1998年10月 - 1998年11月                  |
| 僕らをのせたバスは           | アツキヨ                              | 若林佳子                           | 2005年2月 - 2005年3月                    |
| ぼくんちのチャボ             | ホリイくんと先生                      | 加藤晃                             | 1980年12月 - 1981年1月                   |
| ポケットの中で               | 斉藤由貴                              | やなせたかし                       | 1986年2月 - 1986年3月                    |
| 星うらないキラキラ           | 中島義実 ヤング・フレッシュ           | 田中ケイコ                         | 1983年12月 - 1984年1月                   |
| 星から落ちた迷い子           | ハイファイセット                      | 光子館                             | 1977年4月 - 1977年5月                    |
| 星空のオルゴール             | 塩田美奈子                            | 西内としお                         | 1996年4月 - 1996年5月                    |
| 星とそばかすとダイヤモンド   | リーガルリリー                        | まる あかり                        | 2024年12月 - 2025年1月                   |
| 星と虹と                     | 芹洋子                                | 藤城清治                           | 1972年10月 - 1972年11月                  |
| 星と夢のサンバ               | サーカス                              | 田中ケイコ                         | 1983年6月 - 1983年7月                    |
| 星の子供たち                 | 五輪真弓                              | 実写                               | 1998年6月 - 1998年7月                    |
| 星の子ペンキィ               | 森田克子                              | 川尻善昭                           | 1978年6月 - 1978年7月                    |
| 星の世界                     | ティンクティンク                      | 田中ケイコ                         | 2005年4月 - 2005年5月                    |
| 星の実                       | 静岡放送児童合唱団                    | 実写                               | 1968年10月 - 1968年11月                  |
| 星のヨーデル                 | 牧山静江 西六郷少年少女合唱団         | 加藤晃 毛利厚                      | 1969年6月 - 1969年7月                    |
| ほたるこい                   | 東京放送児童合唱団                    | 東君平                             | 1966年6月 - 1966年7月                    |
| ホッキョクグマ               | エカテリーナ                          | 実写                               | 2008年12月 - 2009年1月                   |
| ポッケ                       | DANCE EARTH PARTY feat.Happiness      | 城井文                             | 2015年10月 - 2015年11月                  |
| ポプラの伝言                 | 林部智史                              | きのしたがく                       | 2023年2月 - 2023年3月                    |
| PoPo Loouise                 | 栗コーダーカルテット UA               | 坂井治                             | 2008年10月 - 2008年11月                  |
| ホャホャラー                 | 安齋肇 フーレンズ                     | 安齋肇 谷田一郎                    | 2006年12月 - 2007年1月                   |
| ホルディリディア             | 東京少年少女合唱隊                    | 実写                               | 1961年8月 - 1961年9月                    |
| ホロスコープ〜あなたの星座〜 | 榊原郁恵                              | とこいった                         | 1978年12月 - 1979年1月                   |
| ポワポワーン                 | 高木淑子                              | 大井文雄                           | 1970年2月 - 1970年3月                    |
| ポンタ物語                   | 藤村俊二                              | ひこねのりお                       | 1977年10月 - 1977年11月                  |
| ほんに うらうら              | 江利チエミ ひばり児童合唱団           | 実写                               | 1970年4月 - 1970年5月                    |

## ま行

### ま
| 曲名                               | 歌手                        | 映像                                          | 放送期間                |
| ---------------------------------- | --------------------------- | --------------------------------------------- | ----------------------- |
| まあだだよ                         | ひばり児童合唱団            | 実写                                          | 1980年10月 - 1980年11月 |
| My Wish 〜マイ ウィッシュ〜        | indigo blue                 | 田原加奈                                      | 2009年10月 - 2009年11月 |
| MY GRADUATION 〜未来〜             | 山本実枝                    | 西内としお                                    | 1992年8月 - 1992年9月   |
| マイ・スウィート・タウン           | きくち寛                    | 実写（愛知県名古屋市）                        | 1982年8月 - 1982年9月   |
| マイボーイ                         | ロール・バック              | 田中ケイコ                                    | 1986年6月 - 1986年7月   |
| マカナアロハ～心からのおくりもの～ | ChiyoTia                    | 下平晃道 せきやすこ                           | 2020年6月 - 2020年7月   |
| まきばのこうし                     | 東京少年少女合唱隊          | 中原収一                                      | 1967年8月 - 1967年9月   |
| 牧場の小道（ストドラパンパ）       | 東京少年合唱隊              | 実写（撮影地 神奈川県川崎市、海老名町）       | 1962年2月 - 1962年3月   |
| また明日                           | ハーフムーン                | 実写                                          | 1994年8月 - 1994年9月   |
| まだ遅くは                         | 小椋佳                      | 実写                                          | 1981年6月 - 1981年7月   |
| 街                                 | 伊東ゆかり ひばり児童合唱団 | 実写                                          | 1967年6月               |
| 街にだかれて                       | トワ・エ・モワ              | 実写                                          | 1973年2月 - 1973年3月   |
| 待ちぼうけ                         | ダーク・ダックス            | 岡部久義 毛利厚                               | 1973年8月 - 1973年9月   |
| まちぼうけ                         | 秋吉久美子                  | ほんだゆきお                                  | 1979年4月 - 1979年5月   |
| 待ちわびブルース                   | 麻田浩                      | 吉良敬三                                      | 1972年6月 - 1972年7月   |
| 松江の町は                         | 諏訪マリー 杉並児童合唱団   | 実写                                          | 1970年6月 - 1970年7月   |
| まっかな秋                         | ボニージャックス            | 木馬座                                        | 1965年10月 - 1965年11月 |
| まっくら森の歌                     | 谷山浩子                    | 本橋靖昭 毛利厚                               | 1985年8月 - 1985年9月   |
| 窓                                 | 薬師丸ひろ子                | 加藤末起子（白組）                            | 2018年4月 - 2018年5月   |
| まどろみ                           | 大和田慧                    | 宇賀神光佑 lovehearts52/HAKKO こずえ 小川翔大 | 2018年6月 - 2018年7月   |
| マヌエロ                           | 玉川砂記子 坂本児童合唱団   | カルロス・マルキオリ                          | 1972年10月 - 1972年11月 |
| まね                               | 楠トシエ                    | 中原収一                                      | 1961年8月 - 1961年9月   |
| まひるのほし                       | サルサ・ガムテープ          | 佐藤真                                        | 1999年4月 - 1999年5月   |
| まぶたを閉じれば                   | wacci                       | moogabooga                                    | 2023年10月 - 2023年11月 |
| 魔法の絵の具                       | 河島英五 AMIRU（コーラス）  | 西内としお                                    | 1995年10月 - 1995年11月 |
| 魔法のクレヨン                     | 相原勇                      | 大井文雄                                      | 1992年6月 - 1992年7月   |
| 魔法の料理 〜君から君へ〜          | BUMP OF CHICKEN             | ホッチカズヒロ                                | 2010年4月 - 2010年5月   |
| ママが白鳥だった日                 | 土居裕子                    | 南家こうじ                                    | 1990年12月 - 1991年1月  |
| ママごめんなさい                   | 中尾ミエ                    | 和田誠                                        | 1964年8月 - 1964年9月   |
| ママとゴーゴー                     | 弘田三枝子 杉並児童合唱団   | 久里洋二                                      | 1966年10月 - 1966年11月 |
| ママのイヤリング                   | 伊東ゆかり                  | 落合由美子 柏木郷子                           | 1990年10月 - 1990年11月 |
| ママの結婚                         | 坂田おさむ                  | 西内としお                                    | 2002年6月 - 2002年7月   |
| ママのママのママのママ             | コアラモード.               | 須田英和 遠藤ゆか 岡本大輔                    | 2016年12月 - 2017年1月  |
| まゆげダンス                       | チャラン・ポ・ランタン      | シャシャミン ODDJOB                           | 2016年12月 - 2017年1月  |
| まゆげの唄                         | 小室等 清水國明             | 古川タク                                      | 1999年8月 - 1999年9月   |
| まるで世界                         | 山田康雄                    | 大井文雄                                      | 1984年4月 - 1984年5月   |
| 回れトロイカ                       | 竹内力 バンバンバザール     | 椙本晃佑                                      | 2013年10月 - 2013年11月 |

### み
| 曲名                                                          | 歌手                                                     | 映像                                         | 放送期間                                            |
| ------------------------------------------------------------- | -------------------------------------------------------- | -------------------------------------------- | --------------------------------------------------- |
| MEME                                                          | &TEAM                                                    | 高橋まりな                                   | 2024年10月 - 2024年11月                             |
| 見えない羽根                                                  | プリシラ・アーン                                         | 新井風愉 スズキハルカ 小野寺修二（振り付け） | 2014年12月 - 2015年1月                              |
| みかん畑で                                                    | 東京放送児童合唱団 ポニー・クァルテット ボーカルショップ | 実写                                         | 1963年12月                                          |
| みかん山で                                                    | ヤング101 温碧蓮 高野美千代                              | 吉良敬三                                     | 1972年12月 - 1973年1月                              |
| ミシェルおばさん                                              | 石井好子 ダーク・ダックス                                | グループクレアード                           | 1963年8月 - 1963年9月                               |
| ミスター シンセサイザー                                       | タモリ                                                   | 福島治                                       | 1980年10月 - 1980年11月                             |
| 水色の空に                                                    | 西六郷少年少女合唱団                                     | 実写                                         | 1971年6月 - 1971年7月                               |
| 水色のワンピース                                              | 泰葉                                                     | 南家こうじ 実写（合成）                      | 1982年8月 - 1982年9月                               |
| みずうみ 「ペールギュント」組曲 第2番「ソルヴェイグの歌」から | 大貫妙子                                                 | 実写                                         | 1983年6月 - 1983年7月                               |
| 湖のむこうに                                                  | 東京放送児童合唱団                                       | 実写                                         | 1966年8月 - 9月                                     |
| 水鳥                                                          | 谷理佐                                                   | 南家こうじ                                   | 1994年2月 - 1994年3月                               |
| 水辺の春                                                      | 二期会                                                   | 実写                                         | 1970年4月 - 1970年5月                               |
| 道                                                            | 広谷順子                                                 | 大井文雄                                     | 1979年2月 - 1979年3月                               |
| 道                                                            | yumirose                                                 | 小野修                                       | 2004年4月 - 2004年5月                               |
| みどりいろの翼                                                | 宍倉正信 ビクター少年合唱隊                              | ロケ＆スチールアニメ                         | 1968年4月                                           |
| 緑のかがやき                                                  | 高田みづえ                                               | 実写                                         | 1981年10月 - 1981年11月                             |
| 緑の小馬が生まれたら                                          | 大杉久美子                                               | 実写                                         | 1976年4月 - 1976年5月                               |
| みどりの星                                                    | ペギー葉山 タンポポ児童合唱団                            | 実写                                         | 1994年4月 - 1994年5月                               |
| みどりの牧場で                                                | ボニージャックス 西六郷少年少女合唱団                    | 古川タク                                     | 1969年8月 - 1969年9月                               |
| 港                                                            | 永田カツ子                                               | 実写                                         | 1970年6月 - 1970年7月                               |
| 港まち、だから…                                               | 倍賞千恵子                                               | 実写                                         | 1973年8月 - 1973年9月                               |
| 南風                                                          | 長谷川きよし                                             | 実写                                         | 1977年4月 - 1977年5月                               |
| 南の国から来た手紙                                            | 小田茜                                                   | 田中ケイコ                                   | 1992年12月 - 1993年1月                              |
| 南の島のココナッツ                                            | elli+katz+nory                                           | 西内としお                                   | 2014年8月 - 2014年9月                               |
| 南の島の花よめさん                                            | 木ノ葉のこ                                               | 芝山努                                       | 1983年8月 - 1983年9月                               |
| 南の島のハメハメハ大王                                        | 水森亜土、トップギャラン[#1] SAKANAMON[#2]               | スタジオ・ノーヴァ[#1] AC部[#2]              | 1976年4月 - 1976年5月[#1] 2022年8月 - 2022年9月[#2] |
| みならいカメレオン                                            | だりお&ともこ                                            | 青木純                                       | 2010年4月 - 2010年5月                               |
| 美山の子守唄                                                  | 茶木みやこ                                               | 実写                                         | 1976年2月 - 1976年3月                               |
| Mirai Bana （ミライバナ）                                     | androp                                                   | 今林由佳                                     | 2025年4月 - 2025年5月                               |
| 未来への道                                                    | Marter（マーテル）                                       | 斉藤みお 清水修                              | 2024年4月 - 2024年5月                               |
| ミラクル鬼ん坊                                                | 坂本和雅 東京放送児童合唱団                              | 実写                                         | 1993年10月 - 1993年11月                             |
| みんなおやすみ                                                | 和田昭治                                                 | 実写                                         | 1985年4月 - 1985年5月                               |
| みんなでステップ                                              | 天地総子 東京放送児童合唱団                              | 鈴木康彦                                     | 1988年10月 - 1988年11月                             |
| みんなに知って欲しいこと                                      | 白井貴子                                                 | 白井貴子                                     | 2006年6月 - 2006年7月                               |
| みんなのうみ                                                  | TUBE                                                     | なかむらみつる（326） シイタケコ             | 2006年6月 - 2006年7月                               |
| みんなのフレボ ～オレ・オレ・オラ～                           | シャランガ                                               | 西内としお                                   | 1994年4月 - 1994年5月                               |
| みんなのマーチ                                                | 上條恒彦 山県すみ子 東京放送児童合唱団                   | 実写                                         | 1974年12月 - 1975年1月                              |
| みんなの恋愛論                                                | 諸岡菜穂子                                               | 実写                                         | 1991年8月 - 1991年9月                               |
| みんみんぜみの歌                                              | 荒木一郎 みすず児童合唱団                                | 和田誠                                       | 1968年6月 - 1968年7月                               |

### む
| 曲名                        | 歌手                | 映像                    | 放送期間                |
| --------------------------- | ------------------- | ----------------------- | ----------------------- |
| moonfesta〜ムーンフェスタ〜 | Kalafina            | 大桃洋祐 河野宏樹       | 2012年6月 - 2012年7月   |
| むかしトイレがこわかった!   | 楳図かずお          | 堀口忠彦                | 2000年8月 - 2000年9月   |
| 昔のことばは生きている      | 大山のぶ代          | 福本一宏                | 1990年2月 - 1990年3月   |
| ムクロジの木                | ダイアモンド☆ユカイ | 小森よしひろ（白組）    | 2014年6月 - 2014年7月   |
| むし                        | GO!GO!7188          | かわむらふゆみ 中島豊秋 | 2000年10月 - 2000年11月 |
| 虫のつぶやき                | 荻野目洋子          | スズキハルカ            | 2020年8月 - 2020年9月   |
| 虫歯のこどもの誕生日        | 吉田紀人            | 堀口忠彦                | 1978年10月 - 1978年11月 |
| 無敵のじいちゃん            | ムッキー手塚        | 福島治                  | 2009年6月 - 2009年7月   |
| 村は麦刈り                  | 杉並児童合唱団      | 網干啓四郎              | 1969年6月 - 1969年7月   |

### め
| 曲名                                            | 歌手                              | 映像            | 放送期間                |
| ----------------------------------------------- | --------------------------------- | --------------- | ----------------------- |
| めいわく団地                                    | 菊地真美 東京放送児童合唱団       | 南家こうじ      | 1985年4月 - 1985年5月   |
| めがね                                          | 井上侑                            | きたやまくみこ  | 2016年4月 - 2016年5月   |
| メキシコのダンス （メキシカン・ハット・ダンス） | 西六郷少年少女合唱団              | 実写            | 1970年12月 - 1971年1月  |
| メゲメゲルンバ                                  | 詩織                              | 倉橋達治        | 1981年10月 - 1981年11月 |
| メッセージ・ソング                              | ピチカート・ファイヴ              | 西内としお      | 1996年12月 - 1997年1月  |
| メトロポリタン美術館（ミュージアム）            | 大貫妙子                          | 岡本忠成        | 1984年4月 - 1984年5月   |
| 旋律                                            | 小坂恭子                          | 竹口義之        | 1979年6月 - 1979年7月   |
| メロディー                                      | 上田知華 カリョービン（Karyobin） | 実写            | 1982年6月 - 1982年7月   |
| メロンの切り目                                  | 細川ふみえ                        | もりやまゆうじ  | 1993年8月 - 1993年9月   |
| 目をとじても                                    | 中孝介                            | 鈴木哲 松永千保 | 2015年10月 - 2015年11月 |

### も
| 曲名                                   | 歌手                            | 映像                              | 放送期間                |
| -------------------------------------- | ------------------------------- | --------------------------------- | ----------------------- |
| もういいかい                           | 石川さゆり                      | 吉岡天平 河地規幸 ムライタケシ    | 2011年8月 - 2011年9月   |
| もうすぐ春だ                           | 三林輝夫 東京少年少女合唱隊     | 高橋清子                          | 1972年2月 - 1972年3月   |
| モーニング娘。のひょっこりひょうたん島 | モーニング娘。                  | 菅原正                            | 2003年2月 - 2003年3月   |
| 毛布の日                               | 小島ケイタニーラブ              | 黒田征太郎 クモトリ               | 2016年12月 - 2017年1月  |
| もえあがれ雪たち                       | 中山千夏 常盤台小学校児童合唱団 | 多摩美アニメクラブ グループKAO    | 1967年12月 - 1968年1月  |
| もしぼくが                             | 旗照夫                          | 中原収一                          | 1962年4月 - 1962年5月   |
| モッキン バード ヒル                   | 上條恒彦                        | 古川タク                          | 1976年12月 - 1977年1月  |
| MOTTAINAI 〜もったいない〜             | ルー大柴 仁井山征弘             | 鎌倉泰川 ラッキィ池田（振り付け） | 2007年4月 - 2007年5月   |
| もの想いブルース                       | 木の実ナナ                      | 中村まさあき 毛利厚               | 1982年12月 - 1983年1月  |
| 紅葉                                   | 女声合唱団「渚」                | 鈴木康彦                          | 1979年10月 - 1979年11月 |
| 森の教会                               | 西六郷少年少女合唱団            | 川本喜八郎                        | 1967年8月 - 1967年9月   |
| 森の熊さん                             | ダーク・ダックス                | 久里洋二                          | 1972年8月 - 1972年9月   |
| 森の早春                               | ダークダックス                  | 児玉喬夫                          | 1993年2月 - 1993年3月   |
| 森の小さなレストラン                   | 手嶌葵                          | ミスミヨシコ                      | 2023年4月 - 2023年5月   |
| 森へ行きましょう                       | 東京少年合唱隊                  | 実写                              | 1961年10月 - 1961年11月 |
| モルゲンローテ（朝焼け）               | 杉並児童合唱団                  | 実写                              | 1968年1月               |
| モンキーパズル                         | 堀江美都子                      | 竹口義之                          | 1984年6月 - 1984年7月   |

## や行

### や
| 曲名                      | 歌手                                      | 映像                                | 放送期間                |
| ------------------------- | ----------------------------------------- | ----------------------------------- | ----------------------- |
| 焼き栗                    | 天地総子 東京放送児童合唱団               | 横尾忠則                            | 1965年2月 - 1965年3月   |
| 約束                      | 東京少年少女合唱隊                        | 実写                                | 1968年12月              |
| YAKUSOKU 〜父に送る手紙〜 | Toi et Moi 21'                            | 飯田力 井上美弦                     | 2001年6月 - 2001年7月   |
| 矢車草                    | 芹洋子                                    | 実写                                | 1974年6月 - 1974年7月   |
| やさしい風                | チキンガーリックステーキ                  | おおの麻里 きらけいぞう             | 2003年6月 - 2003年7月   |
| 優しいヒーロー            | タダシンヤ                                | 西内としお                          | 2011年6月 - 2011年7月   |
| やさしい舞踏会            | Aimer                                     | 喜田夏記                            | 2025年2月 - 2025年3月   |
| やさしくしてね            | 山野さと子                                | はしもとかつみ                      | 1994年4月 - 1994年5月   |
| 優しさ                    | 空気公団                                  | 南家こうじ                          | 2001年6月 - 2001年7月   |
| やさしさの玉手箱          | 石田よう子                                | 酒井伸次 田中穣                     | 1994年8月 - 1994年9月   |
| 山男のヨーデル            | ダークダックス 西六郷少年少女合唱団       | 実写                                | 1965年8月               |
| 山鹿のピアノ              | エンドレスライス                          | 大代寅次郎 アズ クリエーション      | 2014年10月 - 2014年11月 |
| 山口さんちのツトム君      | 川橋啓史                                  | 田中ケイコ                          | 1976年4月 - 1976年5月   |
| 山こそわが家              | 東京混声合唱団                            | 実写                                | 1962年6月               |
| 山寺の和尚さん            | ボニージャックス                          | 久里洋二                            | 1968年4月 - 1968年5月   |
| 山に抱かれて              | 小椋佳 アルゴ合唱団                       | 実写（撮影地 鹿児島県屋久島）       | 1994年6月 - 1994年7月   |
| 山の男たち                | 東京マイスタージンガー 東京放送児童合唱団 | 実写                                | 1964年11月              |
| 山の音楽家                | ダーク・ダックス                          | グループクレアード                  | 1964年4月 - 1964年5月   |
| 山のこもりうた            | 菅原洋一                                  | 実写                                | 1970年8月 - 1970年9月   |
| 山のごちそう              | 西六郷少年少女合唱団                      | 実写                                | 1964年8月 - 1964年9月   |
| 山のスケッチ              | 杉並児童合唱団                            | 実写                                | 1969年8月 - 1969年9月   |
| 山鳩ワルツ                | クレイジーケンバンド                      | 廣安正敬                            | 2018年6月 - 2018年7月   |
| 山道ゆくなら              | 東京放送児童合唱団                        | 実写                                | 1964年6月               |
| やまんばマンボ            | 折坂悠太                                  | 長谷川義史（絵） クモトリ（アニメ） | 2025年4月 - 2025年5月   |
| ヤミヤミ                  | やくしまるえつこ                          | 秦俊子                              | 2012年8月 - 2012年9月   |
| やわらかい風              | 宝生舞                                    | 実写                                | 1994年10月 - 1994年11月 |

### ゆ
| 曲名                                                | 歌手                                                | 映像                                                      | 放送期間                                                |
| --------------------------------------------------- | --------------------------------------------------- | --------------------------------------------------------- | ------------------------------------------------------- |
| ユアハンドマイハート 〜YOUR HAND,MY HEART.〜        | 東京放送児童合唱団 ミュージッククリエイション       | 実写（熊本県）                                            | 1993年8月 - 1993年9月                                   |
| 結 -ゆい-                                           | miwa                                                | 子安未紗                                                  | 2016年8月 - 2016年9月                                   |
| 遊園地                                              | 林田健司                                            | 実写（としまえん） 名倉加代子ジャズダンススタジオ（踊り） | 1990年10月 - 1990年11月                                 |
| 夕顔の里                                            | さとう宗幸                                          | 小松桂士郎                                                | 1979年8月 - 1979年9月                                   |
| 勇気のうた                                          | 西六郷少年少女合唱団                                | 実写                                                      | 1967年12月                                              |
| 勇気一つを友にして                                  | 山田美也子 東京放送児童合唱団                       | 毛利厚                                                    | 1975年10月 - 1975年11月                                 |
| 悠久の杜                                            | KOKIA                                               | 実写                                                      | 2003年12月 - 2004年1月                                  |
| 勇気をだして                                        | 吉幾三                                              | 吉良敬三                                                  | 1987年4月 - 1987年5月                                   |
| 友情の歌                                            | 九重佑三子 東京放送児童合唱団                       | 実写                                                      | 1964年10月 - 1964年11月                                 |
| Utopia                                              | ELAIZA                                              | 田中麻記子                                                | 2024年6月 - 2024年7月                                   |
| 夕陽がおちて                                        | 佐藤しのぶ                                          | ほんだゆきお                                              | 1992年10月 - 1992年11月                                 |
| 夕日が背中を押してくる                              | 東京放送児童合唱団                                  | 実写                                                      | 1968年7月                                               |
| 夕陽の笛                                            | ひばり児童合唱団                                    | 実写                                                      | 1969年12月 - 1970年1月                                  |
| 夕焼け貝がら                                        | 南こうせつ                                          | 劇団影ぼうし 沢田いずみ                                   | 1988年8月 - 1988年9月                                   |
| 夕焼けが生まれる街                                  | いきものがかり meets ハンバート ハンバート          | 小川泉                                                    | 2025年4月 - 2025年5月                                   |
| ゆうやけ星                                          | 福田三月子                                          | たむらしげる                                              | 1987年10月 - 1987年11月                                 |
| ユーレイなんだぜ                                    | 中島啓江                                            | 倉橋達治                                                  | 1990年6月 - 1990年7月                                   |
| ゆかいな行進                                        | デューク・エイセス シンギングエンジェルス           | 実写                                                      | 1967年3月                                               |
| ゆかいなめざまし時計                                | 天地総子 川崎少年少女合唱団                         | 堀口忠彦                                                  | 1974年4月 - 1974年5月                                   |
| ゆかいに歩けば                                      | ボニー・ジャックス 東京放送児童合唱団               | 実写                                                      | 1964年4月                                               |
| 雪うさぎ                                            | チェリッシュ                                        | 劇団影ぼうし                                              | 1990年2月 - 1990年3月                                   |
| 雪鏡                                                | 三角堂                                              | 劇団影ぼうし                                              | 2001年12月 - 2002年1月                                  |
| 雪国ぐらし                                          | フレーベル少年合唱団                                | 実写 版画合成                                             | 1971年2月 - 1971年3月                                   |
| ゆきだるまかぞく                                    | 知久寿焼                                            | おーなり由子 堀口忠彦 ポケット                            | 2014年12月 - 2015年1月                                  |
| 雪とこども                                          | 伊藤京子 東京少年少女合唱団                         | 藤城清治 木馬座                                           | 1962年2月 - 1962年3月                                   |
| 雪になりたい                                        | 佐良直美                                            | 中原収一                                                  | 1968年12月 - 1969年1月                                  |
| 雪の音                                              | ボニージャックス                                    | 実写                                                      | 1994年2月 - 1994年3月                                   |
| 雪の下の春                                          | サルバトーレ・アダモ                                | 実写                                                      | 1981年12月 - 1982年1月                                  |
| 雪の日のたより                                      | 依田陽子 東京放送児童合唱団                         | 岡本忠成                                                  | 1978年2月 - 1978年3月                                   |
| 雪の降るまちを                                      | 立川澄人、東京少年少女合唱隊[#1] 東京少年合唱隊[#2] | 木馬座[#1] 東君平[#2]                                     | 1961年12月 - 1962年1月[＃1] 1966年12月 - 1967年1月[＃2] |
| 雪のわすれもの                                      | 大竹しのぶ                                          | 実写                                                      | 1977年2月 - 1977年3月                                   |
| 雪は旅人                                            | 白井あみ                                            | 実写                                                      | 1996年12月 - 1997年1月                                  |
| 雪はのんのん （熊っ子たちの子もり歌）               | ボニージャックス 東京荒川少年少女合唱隊             | マキノプロ                                                | 1969年12月 - 1970年1月                                  |
| 雪映えの町                                          | 倍賞千恵子 東京トルベール                           | ころすけ                                                  | 1972年12月 - 1973年1月                                  |
| 雪祭り                                              | 後藤拓 東京放送児童合唱団                           | とこいった                                                | 1984年12月 - 1985年1月                                  |
| 雪娘                                                | チェリッシュ                                        | 実写                                                      | 1980年2月 - 1980年3月                                   |
| 雪山讃歌                                            | 東京少年少女合唱団                                  | 実写                                                      | 1961年12月 - 1962年1月                                  |
| ゆびきり                                            | つじあやの                                          | 吉田尚令                                                  | 2005年10月 - 2005年11月                                 |
| ユミちゃんの引越し 〜さよならツトム君〜             | 川橋啓史 大塚佳子                                   | 田中ケイコ                                                | 1976年10月 - 1976年11月                                 |
| 夢急行で15分                                        | 布施明                                              | 南家こうじ                                                | 1983年10月 - 1983年11月                                 |
| 夢人〜ユメジン〜                                    | 谷村新司                                            | 一色あづる                                                | 2007年8月 - 2007年9月                                   |
| 夢でも逢えるかな                                    | 山下久美子                                          | 大井文雄                                                  | 1993年6月 - 1993年7月                                   |
| 夢のウェディング・ベル                              | アッシュ                                            | 実写                                                      | 1985年6月 - 1985年7月                                   |
| 夢の途中で                                          | 池田綾子                                            | 木下洋子                                                  | 2017年8月 - 2017年9月                                   |
| 夢の舟乗り                                          | ヒデ夕樹                                            | 東映動画（ノンクレジット）                                | 1979年2月 - 1979年3月                                   |
| 夢のまほう                                          | しゅうさえこ デューク・エイセス                     | 南家こうじ                                                | 1996年4月 - 1996年5月                                   |
| 夢運んだランドセル                                  | hitomi                                              | 杉崎貴史                                                  | 2017年2月 - 2017年3月                                   |
| 夢待列車                                            | 城南海                                              | 胡ゆぇんゆぇん                                            | 2013年2月 - 2013年3月                                   |
| 夢みてるわけじゃないよ                              | 東京放送児童合唱団                                  | 鈴木康彦                                                  | 1978年10月 - 1978年11月                                 |
| 夢見る朝 （ドボルザーク「母が教えてくれた歌」より） | 藤田恵美                                            | 久保田眞由美                                              | 2001年10月 - 2001年11月                                 |
| 夢みる子ねこ                                        | デューク・エイセス                                  | 尾崎真吾                                                  | 1983年8月 - 1983年9月                                   |
| 夢見るジャンプ                                      | 平川地一丁目                                        | 西内としお                                                | 2005年10月 - 2005年11月                                 |
| 夢みるパワー                                        | イルカ                                              | イルカ グループタック                                     | 1981年4月 - 1981年5月                                   |
| 夢見る森                                            | 瀧本瞳                                              | 実写                                                      | 1996年2月 - 1996年3月                                   |
| 夢をかなえよう                                      | こんのひとみ はなわ（ノンクレジット）               | 井上雪子                                                  | 2006年2月 - 2006年3月                                   |
| 夢を盗むギャングたち                                | Tin Bin                                             | 倉橋達治                                                  | 1986年10月 - 1986年11月                                 |
| ゆらゆら                                            | 中島啓江                                            | 劇団かかし座                                              | 2012年6月 - 2012年7月                                   |
| ゆらん ゆろん                                       | 東京放送児童合唱団シニア                            | 実写                                                      | 1987年2月 - 1987年3月                                   |
| ゆりかごのうた                                      | ボニー・ジャックス                                  | 藤城清治                                                  | 1967年4月 - 1967年5月                                   |

### よ
| 曲名                     | 歌手             | 映像                | 放送期間                |
| ------------------------ | ---------------- | ------------------- | ----------------------- |
| 夜明けに星のコトバを     | 瀬間千恵         | 実写                | 1976年6月 - 1976年7月   |
| 夜明けをくちずさめたら   | 上白石萌音       | きたやまくみこ      | 2020年4月 - 2020年5月   |
| ようかんマーチ           | 水森かおり       | 若井麻奈美          | 2024年12月 - 2025年1月  |
| 陽気にうたえば           | ボニージャックス | 久里洋二            | 1964年12月 - 1965年1月  |
| よかったね笑えて         | ビリーバンバン   | 実写                | 2000年10月 - 2000年11月 |
| 夜汽車よ急げ             | 弦哲也           | 西村緋祿司          | 1994年12月 - 1995年1月  |
| よこはま詩集             | ダ・カーポ       | 実写 榊原まさとし   | 2001年8月 - 2001年9月   |
| よさこい・ワンダーランド | ダ・カーポ       | 実写                | 1995年4月 - 1995年5月   |
| 四つ角のメロディー       | 加藤千晶         | 森雅之 スリー・ディ | 2014年12月 - 2015年1月  |
| 四人目の王さま           | 坂本九           | 和田誠              | 1967年8月 - 1967年9月   |
| ヨルガオ                 | nano.RIPE        | 外山光男            | 2019年8月 - 2019年9月   |
| よろしく                 | 武川アイ         | 松本弘              | 2011年12月 - 2012年1月  |
| 弱虫けむし               | Goodbye holiday  | 遊佐かずしげ        | 2016年6月 - 2016年7月   |

## ら・わ行

### ら
| 曲名                         | 歌手                                        | 映像                                  | 放送期間                                |
| ---------------------------- | ------------------------------------------- | ------------------------------------- | --------------------------------------- |
| ラーメン地球号               | 広瀬香美                                    | るるんぶ                              | 2024年6月 - 2024年7月                   |
| ラーメンどんぶり流れ唄       | 湯原昌幸 城之内早苗                         | 西村緋祿司                            | 2000年12月 - 2001年1月                  |
| ラ・ゴロンドリーナ（つばめ） | 東京放送児童合唱団[#1] ボニージャックス[#2] | 実写[#1] 間嶋龍臣、毛利厚[#2]         | 1968年3月[#1] 1972年2月 - 1972年3月[#2] |
| ラジャ・マハラジャー         | 戸川純 東京放送児童合唱団                   | 柳沢京子（イラスト） 毛利厚（アニメ） | 1985年2月 - 1985年3月                   |
| ラッパと少年                 | 天地総子                                    | 津田宏                                | 1969年10月 - 1969年11月                 |
| ラ（LA）・ラ（LA）・ラ（LA） | タケカワユキヒデとその子供たち              | 実写                                  | 1990年2月 - 1990年3月                   |

### り
| 曲名                  | 歌手                                | 映像                                                        | 放送期間                |
| --------------------- | ----------------------------------- | ----------------------------------------------------------- | ----------------------- |
| リスに恋した少年      | 北村匠海                            | 南家こうじ（アニメ） 宮川舞子（写真）                       | 2008年2月 - 2008年3月   |
| リセット              | あずままどか                        | あずままどか（キャラクターデザイン） きらけいぞう（アニメ） | 2003年2月 - 2003年3月   |
| りふじんじん          | はやぶさ                            | 木下洋子                                                    | 2016年4月 - 2016年5月   |
| Replay                | DISH//                              | 倉澤紘己                                                    | 2022年8月 - 2022年9月   |
| リボン結びのWAKU WAKU | 七つ星                              | ほんだゆきお                                                | 1990年10月 - 1990年11月 |
| 流氷の町・網走        | ジェリー藤尾 東京荒川少年少女合唱隊 | 実写                                                        | 1971年2月 - 1971年3月   |
| 料理記念日            | Le Couple                           | 吉良敬三                                                    | 1994年12月 - 1995年1月  |
| リングアベル          | LiSA                                | 大桃洋祐                                                    | 2016年12月 - 2017年1月  |
| りんごのうた          | しいなりんご                        | 円人（enjin productions） 斎藤ひろこ                        | 2003年10月 - 2003年11月 |
| りんごの木の下で      | 南こうせつ イルカ                   | 福島治                                                      | 1999年12月 - 2000年1月  |
| リンゴの森の子猫たち  | 飯島真理                            | 南家こうじ スタジオぴえろ（ノンクレジット）                 | 1983年6月 - 1983年7月   |
| リンリン              | 東京荒川少年少女合唱隊              | 実写                                                        | 1975年10月 - 1975年11月 |

### る
| 曲名                  | 歌手                 | 映像     | 放送期間               |
| --------------------- | -------------------- | -------- | ---------------------- |
| るらら                | ブラッツ・オン・ビー | 古川タク | 1996年12月 - 1997年1月 |
| るんるんるん こな雪が | 東京放送児童合唱団   | 門田達美 | 1969年2月              |

### れ
| 曲名                                | 歌手             | 映像                                                  | 放送期間                                              |
| ----------------------------------- | ---------------- | ----------------------------------------------------- | ----------------------------------------------------- |
| Let's be friends 〜友達になろうよ〜 | 古北まなみ       | 鈴木伸一                                              | 1997年8月 - 1997年9月                                 |
| レレの青い空                        | ウクレレおじさん | スソアキコ クリーチャーズ                             | 2005年6月 - 2005年7月                                 |
| レロン レロン シンタ                | 岸洋子           | 小薗江圭子、みわとしこ[＃1] 門口ペーパークラフト[＃2] | 1965年6月 - 1965年7月[＃1] 1973年4月 - 1973年5月[＃2] |

### ろ
| 曲名                | 歌手             | 映像                       | 放送期間               |
| ------------------- | ---------------- | -------------------------- | ---------------------- |
| ローラー天国        | 串田あきら       | 実写                       | 1980年8月 - 1980年9月  |
| 6さいのばらーど     | ゆーゆ           | 井上雪子                   | 2012年2月 - 2012年3月  |
| 6ちゃんがねころんで | 熊倉一雄         | 加藤晃                     | 1978年12月 - 1979年1月 |
| ロバ ちょっとすねた | アグネス・チャン | 岡本忠成 長崎希 若佐ひろみ | 1983年4月 - 1983年5月  |

### わ
| 曲名                                | 歌手                                    | 映像                      | 放送期間                                              |
| ----------------------------------- | --------------------------------------- | ------------------------- | ----------------------------------------------------- |
| 若葉のうた                          | 東京放送児童合唱団                      | 実写                      | 1972年4月 - 1972年5月                                 |
| 若者と小犬とクロアサン              | 日吉ミミ                                | 柳瀬譲二                  | 1976年2月 - 1976年3月                                 |
| わが名はカウボーイ                  | 石井祥子 ひばり児童合唱団               | 田中八寿穂                | 1971年12月 - 1972年1月                                |
| わきあいあい                        | コンコンジャンプ                        | タバタン                  | 2003年12月 - 2004年1月                                |
| 惑星                                | Sexy Zone                               | 影山紗和子                | 2022年8月 - 2022年9月                                 |
| 若人の歌                            | 東京放送児童合唱団 西六郷少年少女合唱団 | 実写                      | 1964年3月                                             |
| 忘れないよ                          | D-51                                    | Spooky graphic            | 2018年2月 - 2018年3月                                 |
| わたげのお散歩                      | イノトモ                                | 玉村敬子                  | 2005年4月 - 2005年5月                                 |
| 私と小鳥と鈴と                      | 新垣勉                                  | 南家こうじ                | 2006年12月 - 2007年1月                                |
| わたしの紙風船                      | 赤い鳥[＃1] 紙ふうせん[＃2]             | 毛利厚[＃1] 柳瀬譲二[＃2] | 1971年2月 - 1971年3月[＃1] 1983年4月 - 1983年5月[＃2] |
| 私のすべて                          | 河口恭吾                                | 河口恭吾 佐藤太           | 2005年8月 - 2005年9月                                 |
| わたしのにゃんこ                    | 矢野顕子 ひばり児童合唱団               | 大橋歩                    | 1983年4月 - 1983年5月                                 |
| わたしの人形                        | 乾裕樹                                  | 林静一                    | 1986年10月 - 1986年11月                               |
| わたしの琵琶湖                      | チェリッシュ                            | 実写                      | 1974年2月 - 1974年3月                                 |
| わたしのふるさと                    | ソロンゴ                                | 赤羽末吉                  | 1997年2月 - 1997年3月                                 |
| わたしのふるさと                    | 堀江美都子                              | 実写                      | 1977年8月 - 1977年9月                                 |
| わたしは「とうふ」です              | 熊倉一雄 東京放送児童合唱団             | 田中八寿穂                | 1977年8月 - 1977年9月                                 |
| 私はブランコ                        | 荒木由美子                              | 松本春野 大桃洋祐         | 2017年12月 - 2018年1月                                |
| わたりどり                          | チェリッシュ                            | スチール                  | 1973年12月 - 1974年1月                                |
| わっしょいニッポン                  | 山崎ハコ                                | 西村緋祿司                | 1997年4月 - 1997年5月                                 |
| WAになっておどろう 〜イレ アイエ〜  | AGHARTA                                 | 実写合成                  | 1997年4月 - 1997年5月                                 |
| 輪になっておどろう                  | 西六郷少年少女合唱団                    | かかし座                  | 1965年4月 - 1965年5月                                 |
| わらいかわせみに話すなよ            | 楠トシエ                                | 中原収一                  | 1962年12月 - 1963年1月                                |
| わらしのうた                        | 山﨑バニラ                              | ひこねのりお              | 2010年10月 - 2010年11月                               |
| 童神〜天の子守唄〜                  | 山本潤子                                | 仲地のぶひで              | 2002年2月 - 2002年3月                                 |
| ワルツはすてき                      | 東京放送児童合唱団                      | 不明                      | 1967年4月 - 1967年5月                                 |
| われないタマゴ                      | 藤本房子                                | くずおかひろし            | 1984年4月 - 1984年5月                                 |
| われは海の子                        | ひばりヶ丘少年少女合唱団                | 実写                      | 1968年8月 - 1968年9月                                 |
| われわれは宇宙人だ!                 | らいふ                                  | 久里洋二 吉野ナオコ       | 2014年6月 - 2014年7月                                 |
| ワンダフル・ワールド 〜顔面新体操〜 | 天地総子                                | 加藤晃                    | 1989年10月 - 1989年11月                               |
| 123（ワンツースリー）               | bless4                                  | ミウ 烏頭尾秀章 川上学    | 2004年12月 - 2005年1月                                |
| ワン・ニャン物語                    | キンキン・ケロンパ                      | 西村緋祿司                | 2002年12月 - 2003年1月                                |
| わんぱくマーチ                      | 東京放送児童合唱団                      | 実写                      | 1964年12月                                            |